# Las Bemowski
Las Bemowski – las leżący w zachodniej części Bemowa oraz w gminie Stare Babice, częściowo podmokły, odwadniany przez przeważnie uregulowane drobne cieki wodne oraz kanały. Na jego terenie (ale już poza granicami administracyjnymi Warszawy) zlokalizowane są dwa rezerwaty: Łosiowe Błota i Kalinowa Łąka oraz plac zabaw, ścieżka zdrowia i „ścieżka łosia”. Znajdują się tu także miejsca do rozpalania ognia i liczne wiaty turystyczne. Niektóre drogi i ścieżki leśne zalewane są w okresie wiosennym przez wodę.

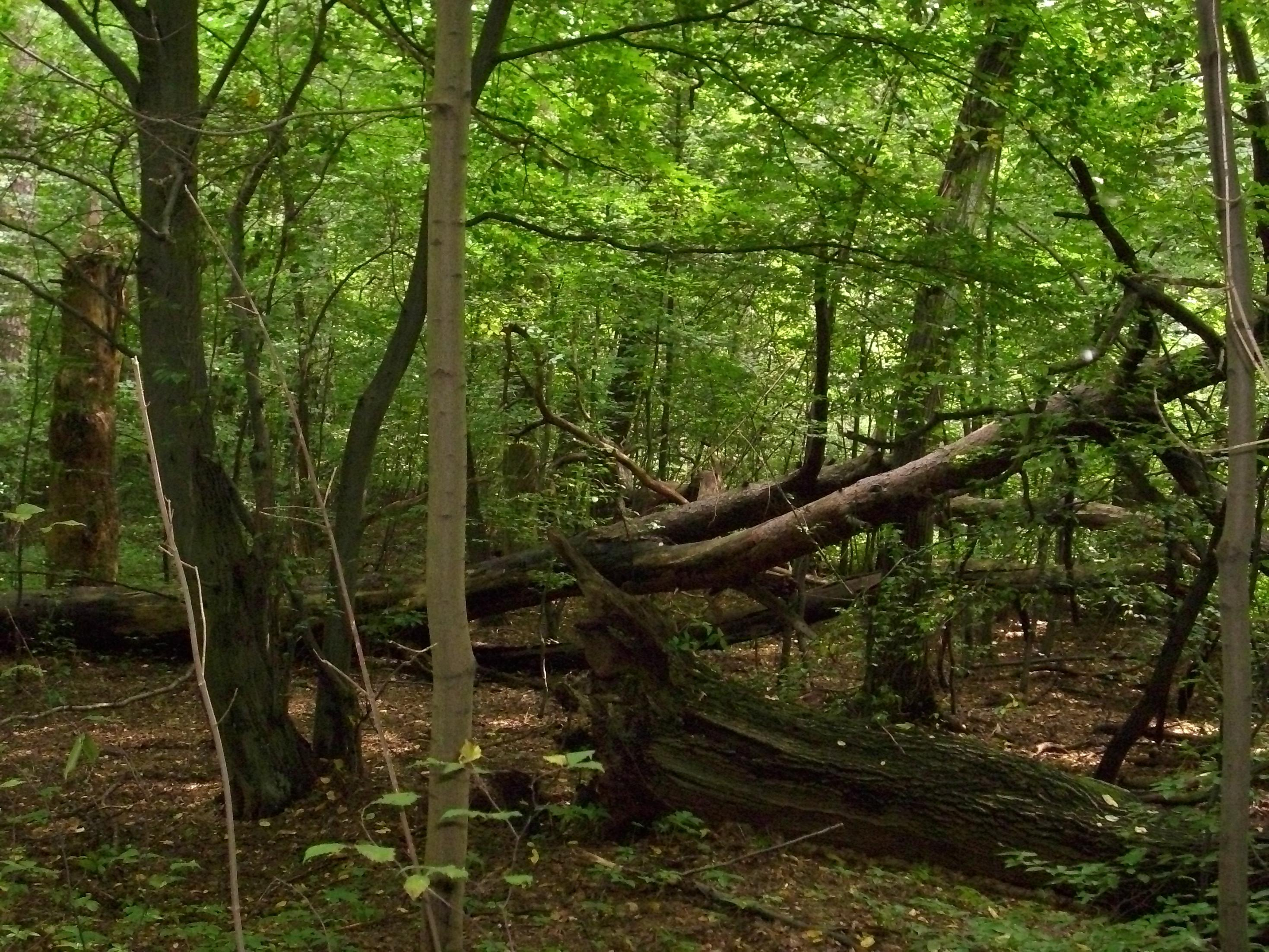
Las Bemowski

## Położenie
Las znajduje się:

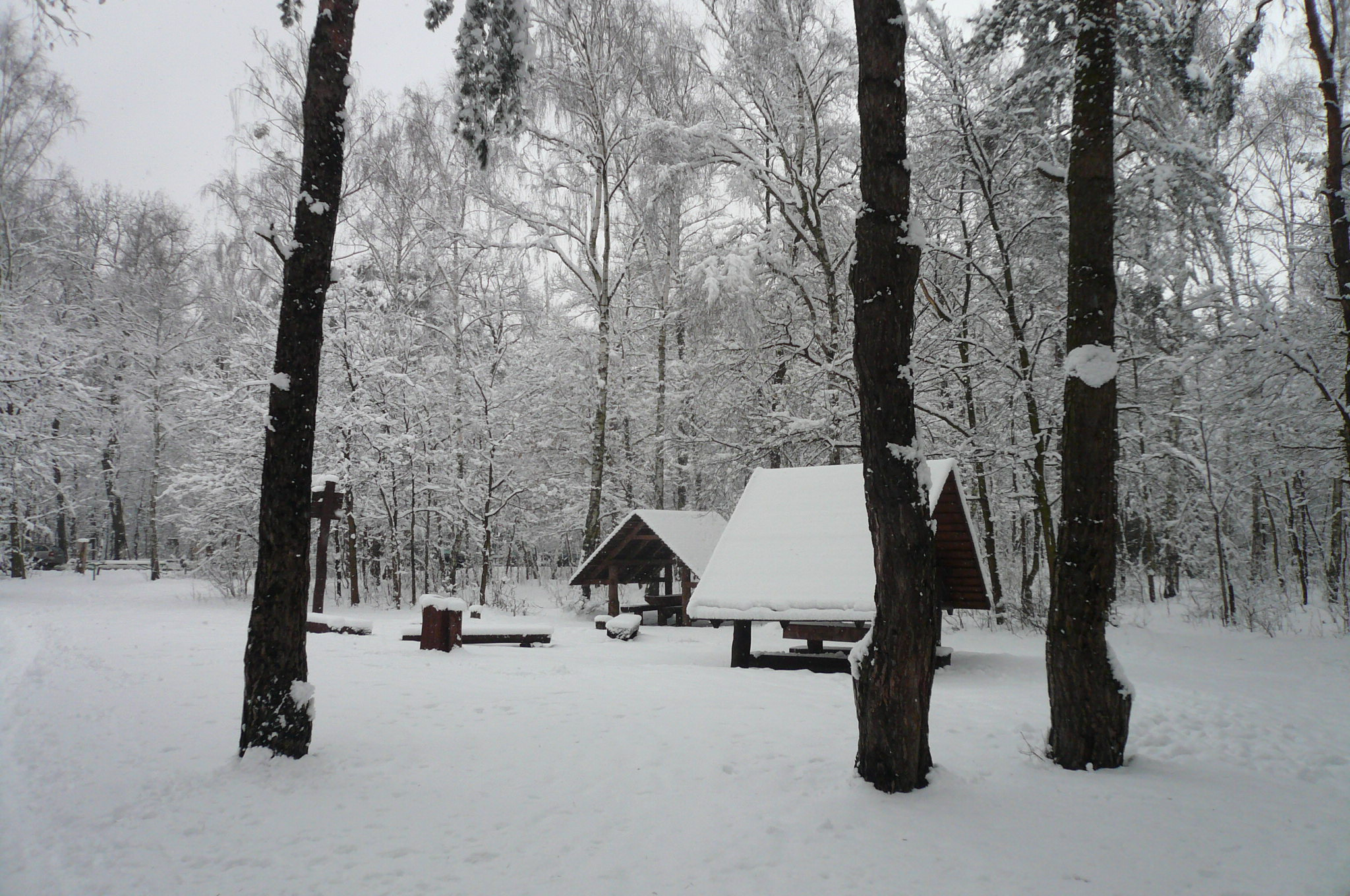
Wiaty turystyczne w Lesie Bemowskim

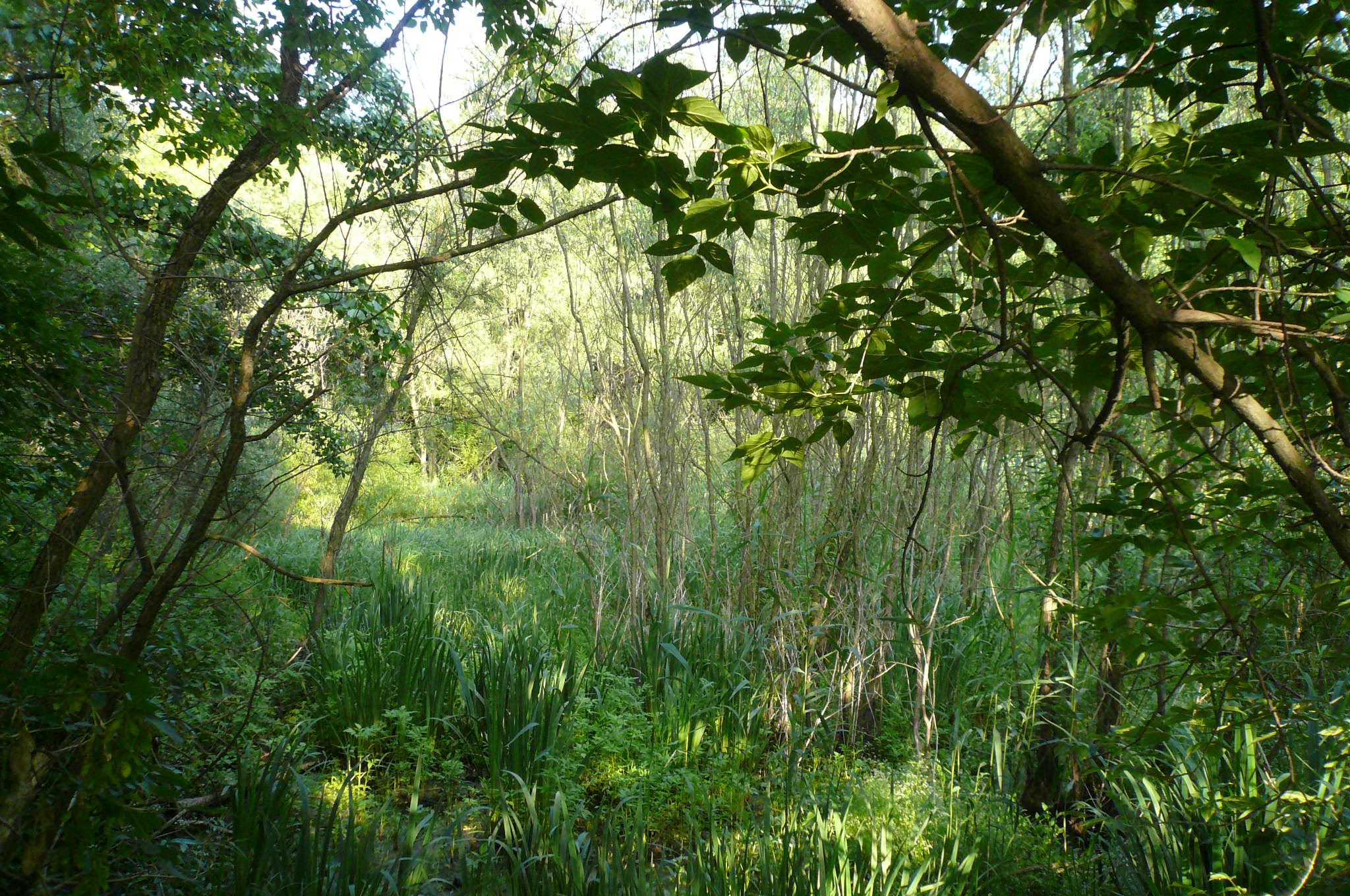
Zarośnięty staw koło Kwirynowa

- w gminie Stare Babice w Klaudynie,
- w zachodniej części Bemowa od Lotniska na Bemowie do Grot,
- w okolicach Radiowa i Chomiczówki na Bielanach.

Leżące na terenie Lasu Bemowskiego rezerwaty przyrody: Kalinowa Łąka i Łosiowe Błota, mimo że leżą poza granicami administracyjnymi Warszawy, są zarządzane przez Miasto Stołeczne Warszawę. Z tego powodu są niekiedy wymieniane wśród warszawskich rezerwatów przyrody.

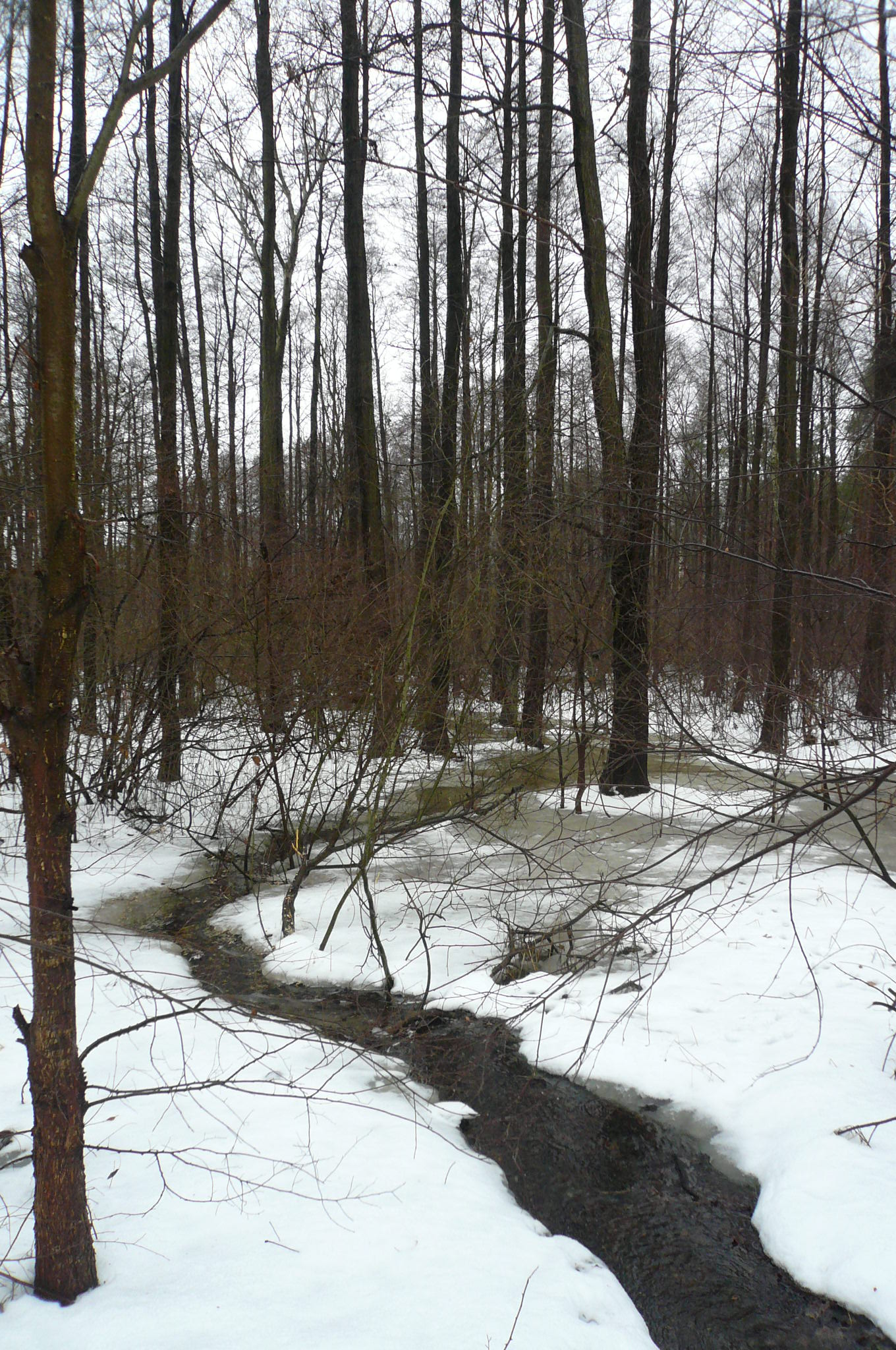
Nieuregulowana struga
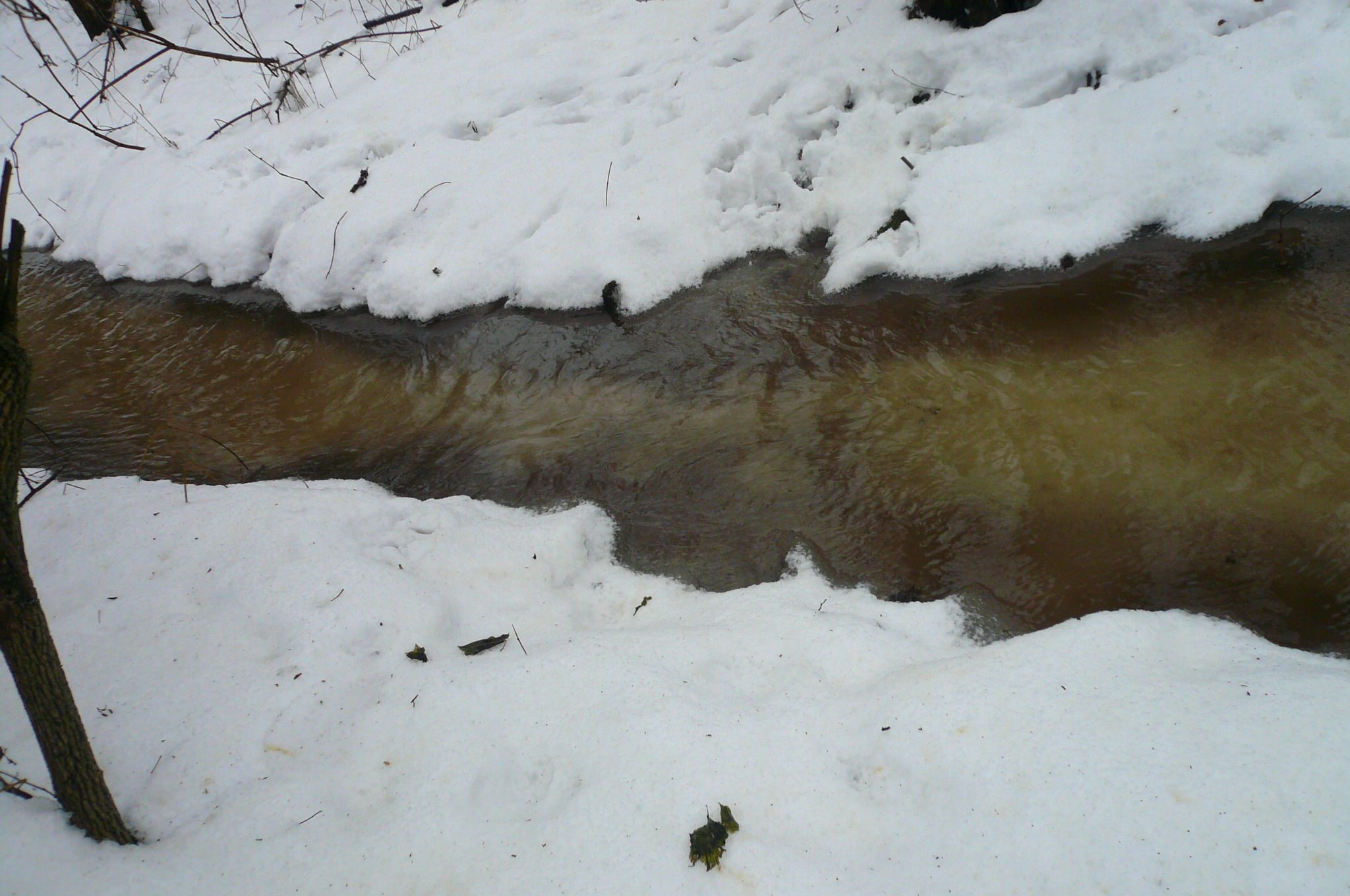
Nurt uregulowanej strugi
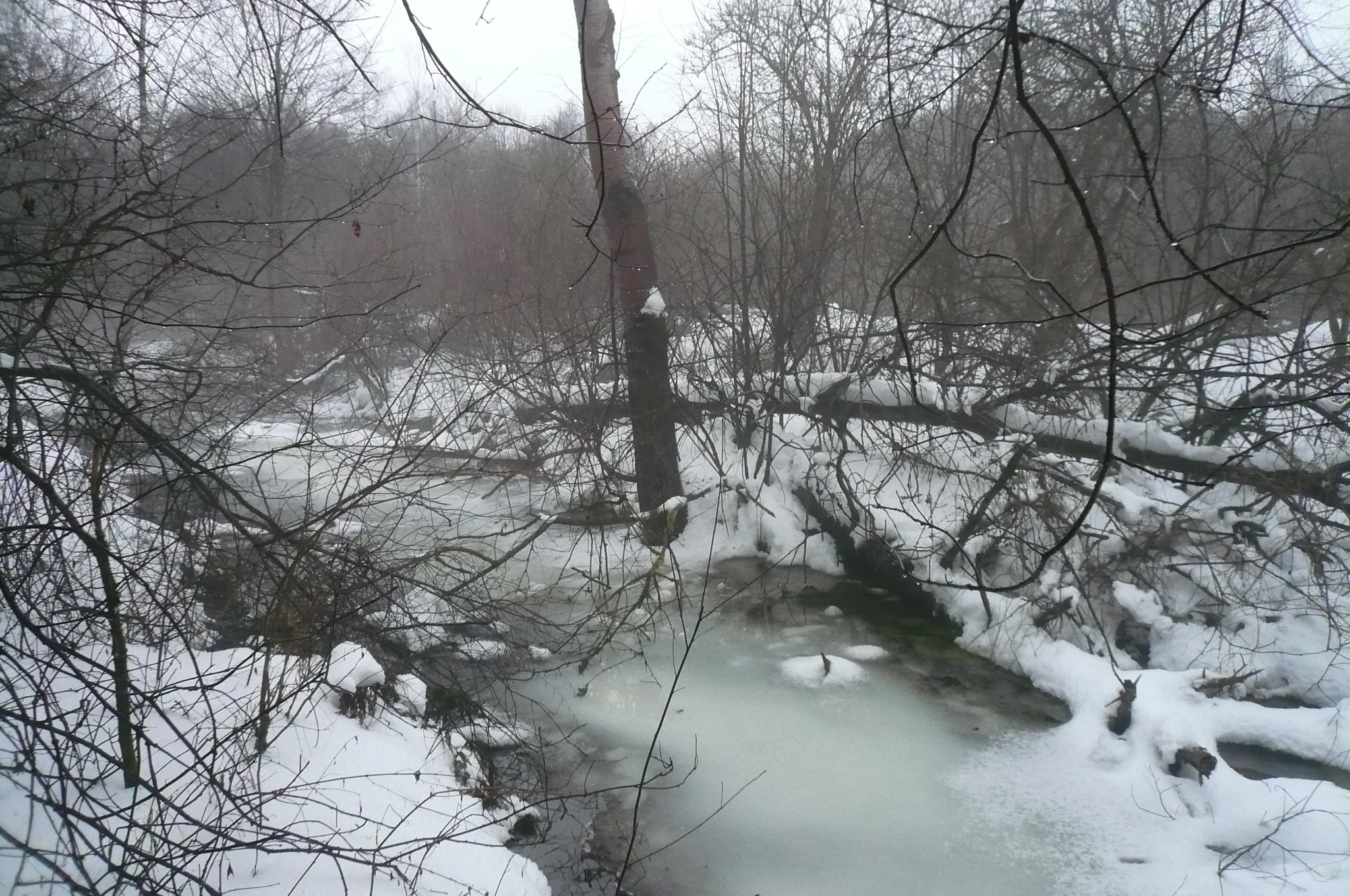
Kanał

## Przeszłość i zabytki

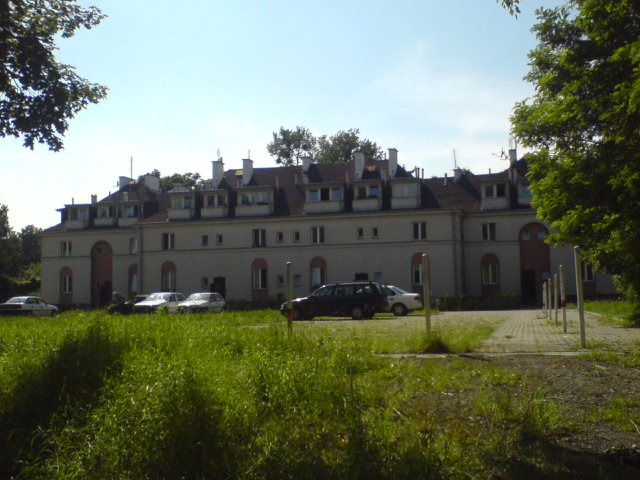
Przedwojenny blok mieszkalny na Radiowej 27

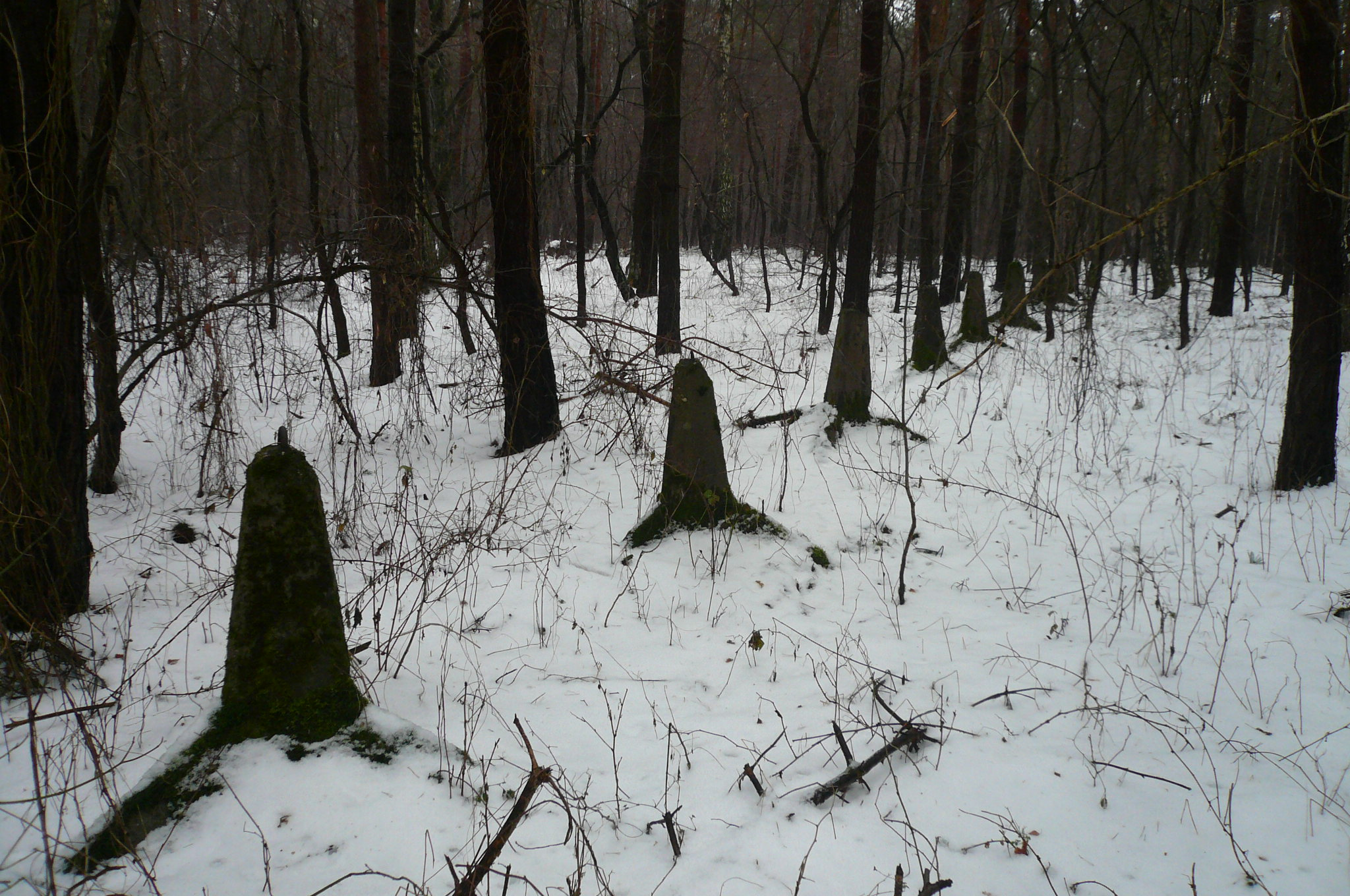
Pas zapór przeciwpancernych (jeżów) z II wojny światowej, zagubiony w Lesie Bemowskim

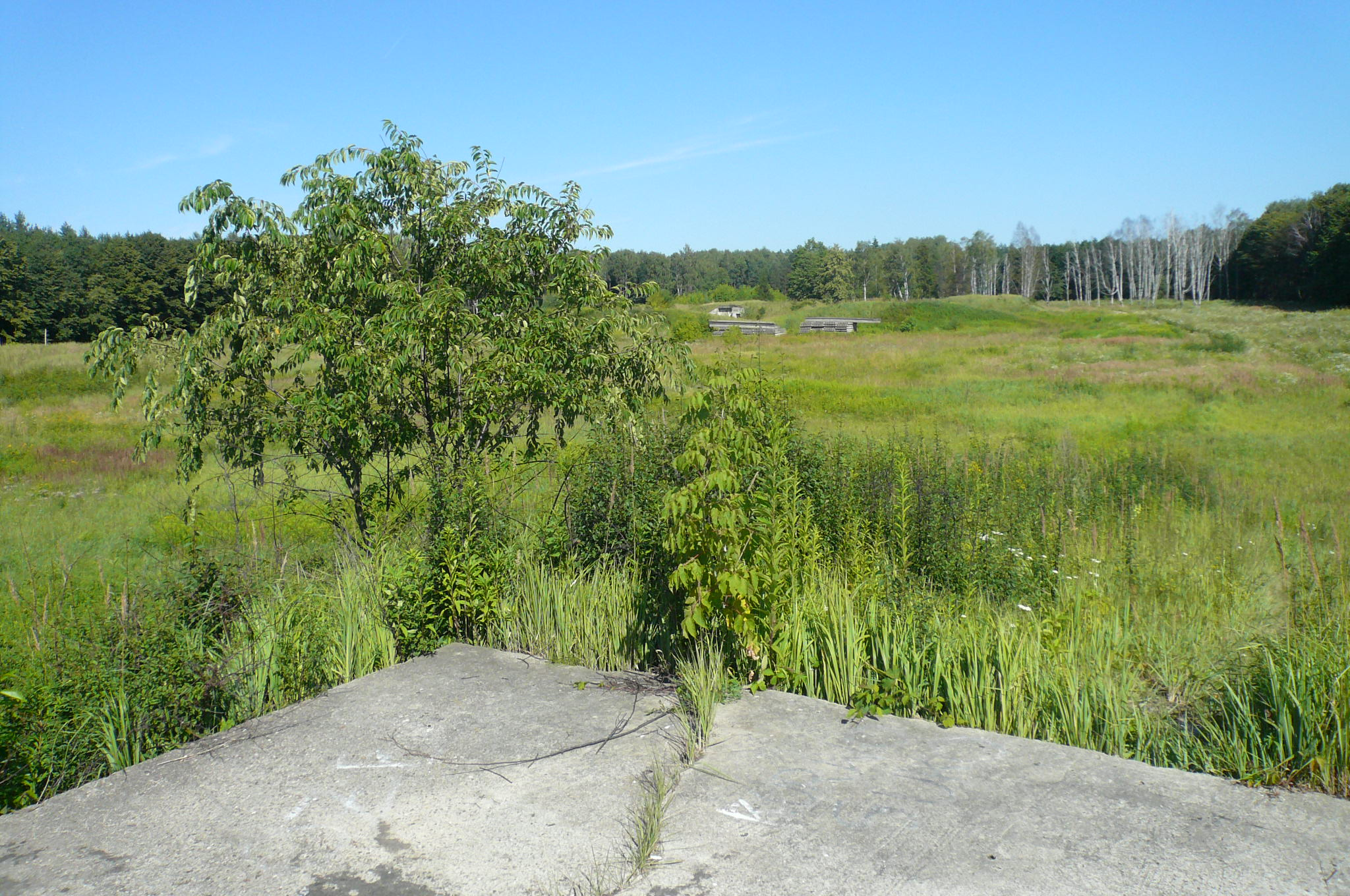
Widok terenu dawnej wojskowej stacji radarowej

W XVI w. w sąsiadującym z dzisiejszym Lasem Bemowskim Latchorzewie mieszkał Wojciech Oczko (1537? – 1599?) – lekarz nadworny i sekretarz Stefana Batorego oraz Zygmunta III Wazy, autor pierwszych pisanych w języku polskim prac medycznych. W okolicy Lasu Bemowskiego (dziś teren lotniska) istniały też do względnie niedawna Szwedzkie Góry – wydmy z fortyfikacjami, łączonymi z nieznanym nam bliżej epizodem wojen szwedzkich. Umocnienia te były wykorzystywane również podczas powstania kościuszkowskiego.
Najstarszym zabytkiem na terenie Lasu Bemowskiego jest Fort II A, zwany dawniej Fortem Babice, a obecnie – Fortem Radiowo, pochodzący z ostatniej ćwierci XIX wieku. Należał on do zewnętrznej linii fortyfikacji twierdzy Warszawa. Był on jedynym zrealizowanym obiektem z serii 4 fortów „literowych”, które stanąć miały na przedpolu głównego pierścienia obrony. W czasie I wojny światowej ów fort (razem z całą praktycznie twierdzą) oddano Niemcom bez walki.
Po I wojnie światowej na obszarze dzisiejszego Lasu Bemowskiego, stanowiącym wówczas poligon artyleryjsko-saperski, wzniesiono najważniejszą z ówczesnych polskich stacji radiotelegraficznych – Transatlantycką Centralę Radiotelegraficzną, która jako jedyna miała zasięg międzykontynentalny. Budowa miała miejsce w latach 1922–23. Charakterystycznym elementem radiostacji były wysokie na 126,5 m maszty. W 1932 r. we wschodniej części gruntów Stacji Nadawczej rozpoczęto budowę Osiedle Łączności-Babice (od 1936 r. – Boernerowo), zamieszkanego przez pracowników Ministerstwa Poczt i Telegrafów.
We wrześniu 1939 r. w oparciu o fort i jego przedpole, a także osiedle Boernerowo, bronił się 3 batalion 26 pułku piechoty pod dowództwem mjra Jacka Decowskiego. Informacje na temat przebiegu obrony są sprzeczne. Podczas okupacji hitlerowskiej Niemcy wykorzystywali radiostację do utrzymywania łączności z U-Bootami na Atlantyku.
Ważne wydarzenia odegrały się na tym terenie również w czasie powstania warszawskiego, gdy przy nieistniejącej dziś drodze, łączącej Boernerowo z Wawrzyszewem, trzy kompanie praktycznie nieuzbrojonych powstańców, maszerujących do Puszczy Kampinoskiej po broń ze zrzutów, zostały ostrzelane przez wojska niemieckie z terenu lasu oraz z Wawrzyszewa. Wzięci wówczas do niewoli powstańcy zostali zamordowani. Nieco później przez teren radiostacji przedzierała się do Puszczy Kampinoskiej grupa żołnierzy harcerskiego batalionu „Zośka”, odcięta przez Niemców na Woli.
Z początkiem 1945 r. wycofujący się Niemcy wysadzili w powietrze Centralę. Dziś zachowały się z niej betonowe pozostałości, stanowiące drugi – obok Fortu Radiowo – zespół zabytkowy na terenie Lasu Bemowskiego. Część z nich znajduje się w miejscach łatwo dostępnych (np. większość betonowych podstaw masztów, budki strażnicze z napisem „Czuwaj” – tzw. czuwaje, czuwajki), a przeważnie również dobrze widocznych. Niektóre jednak zagubione są w lesie i bardzo trudne do odnalezienia (np. niemiecki pas zapór przeciwczołgowych – żelbetowych jeżów).
Po II wojnie światowej na terenie lasu powstały: wojskowa stacja radarowa, wysypisko śmieci, dziś zwane Górą Śmieciową, oraz częściowo Wojskowa Akademia Techniczna.

## Rośliny i grzyby

### Drzewostany

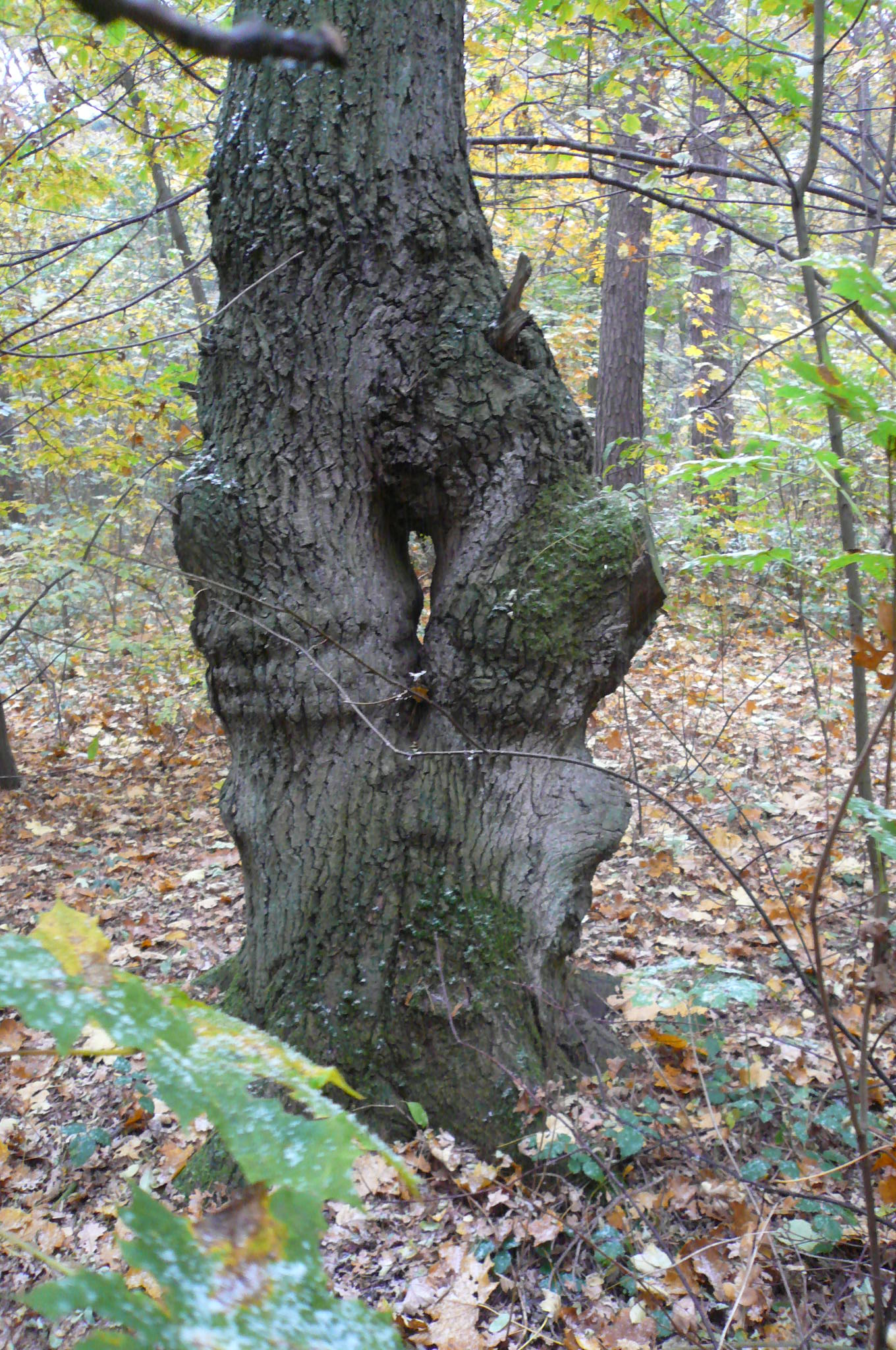
Dąb zwany Babcia w Ciepłych Majtkach

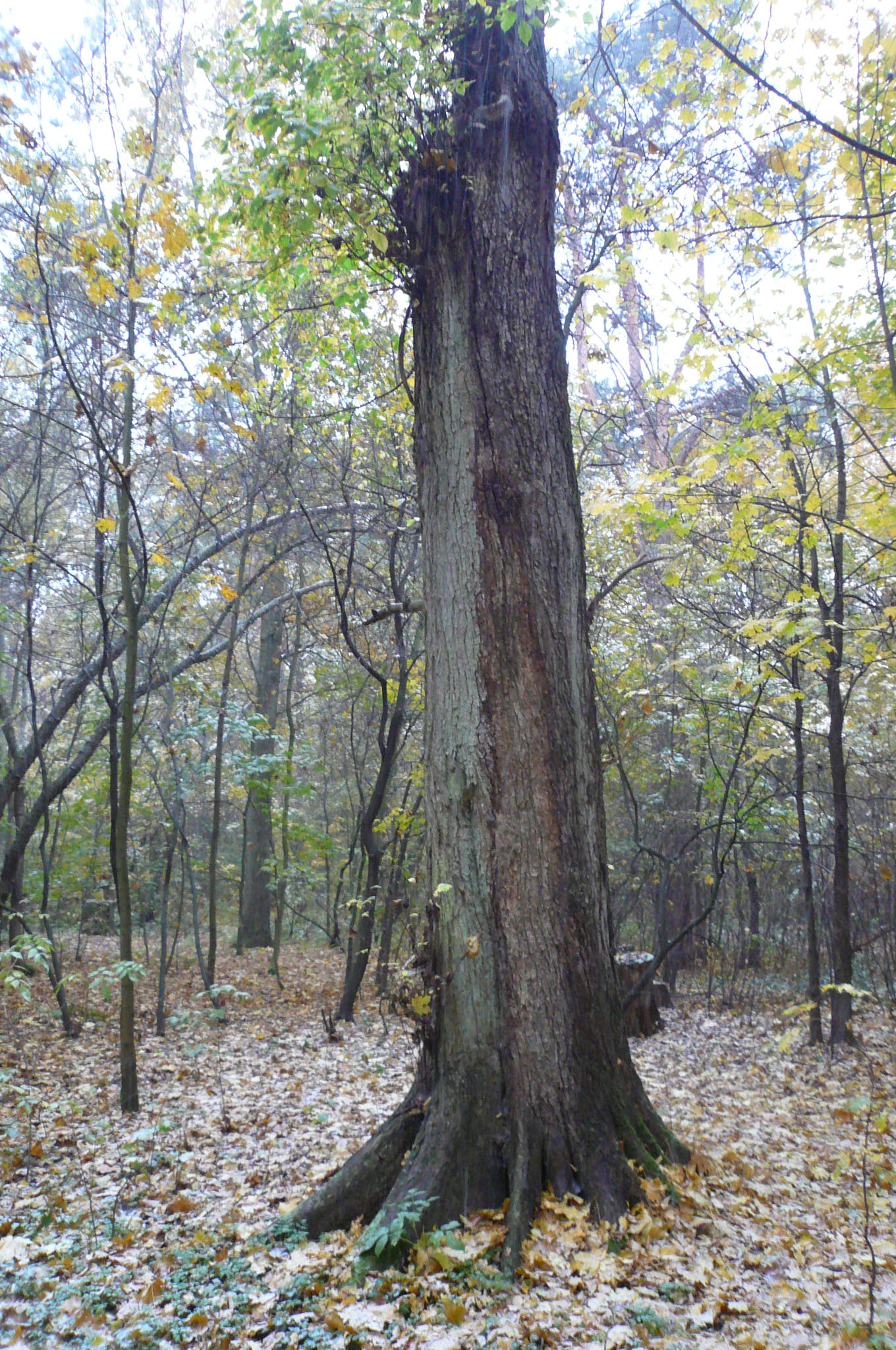
Okazały wiąz w starodrzewie (siedlisko grądowe)

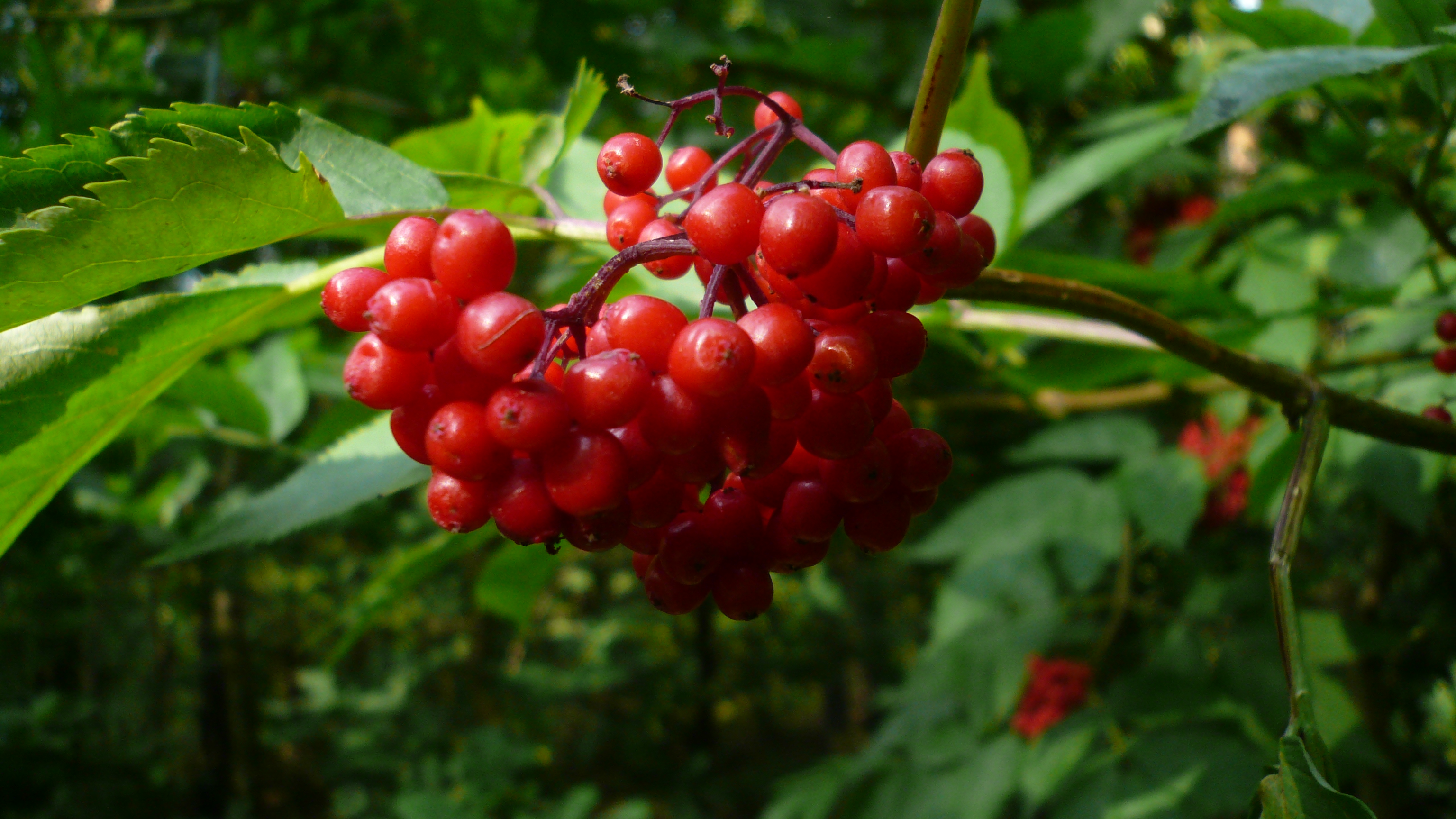
Owocostan bzu koralowego

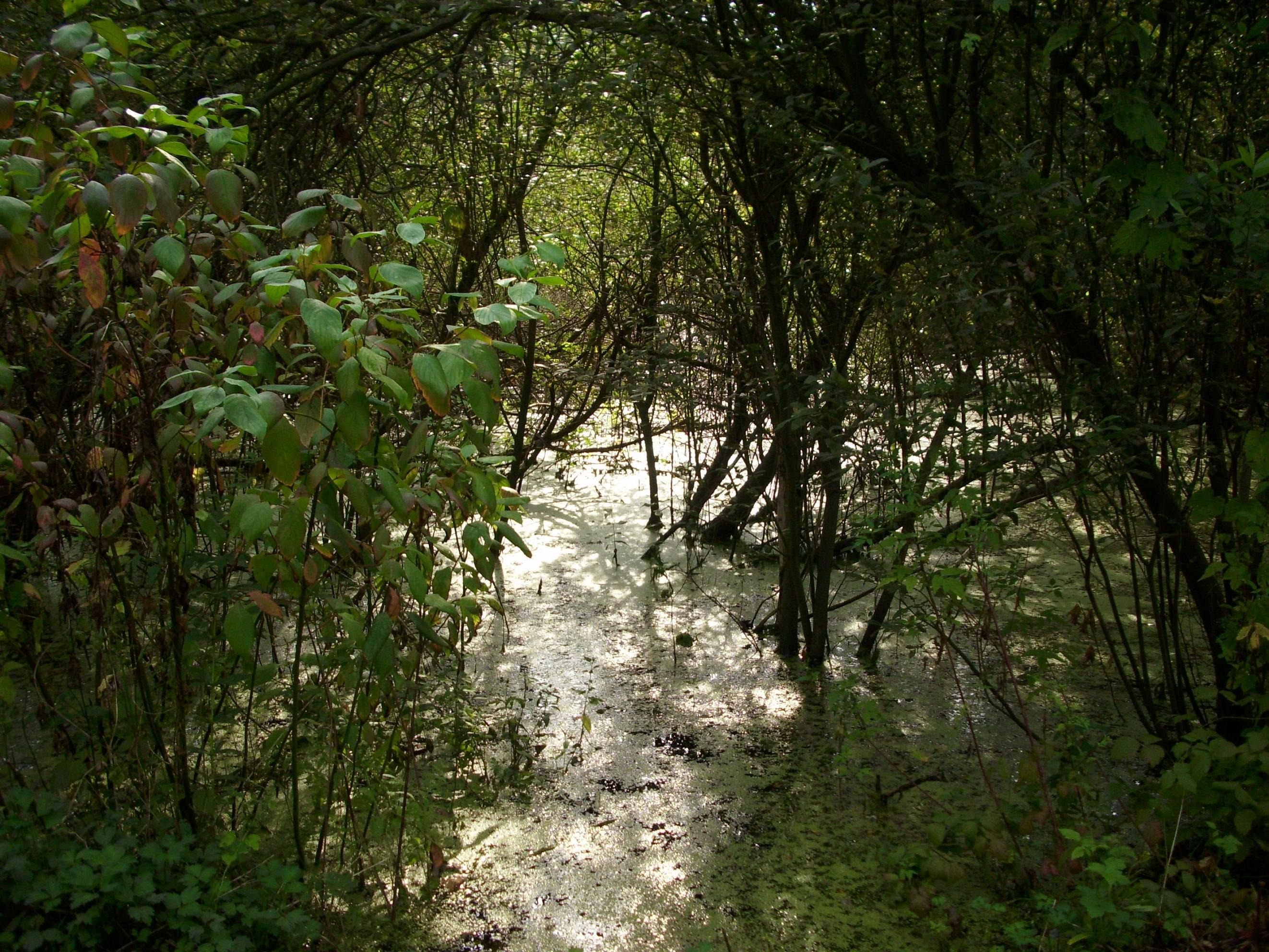
Zarośla łozy

Las Bemowski jest terenem przejściowym między lasami rejonu skarpy wiślanej, zajętymi obecnie przeważnie przez Warszawę, a Puszczą Kampinoską. Stąd wynika duże bogactwo i różnorodność tutejszych drzewostanów. Cechą charakterystyczną Lasu Bemowskiego jest całkowity brak torfowisk wysokich, wiążący się z bardzo niewielką ilością terenów o glebach silnie kwaśnych. Pierwotnie na terenie Lasu Bemowskiego usiłowano niemal wszędzie sadzić sosnę, ale nienaturalność tych nasadzeń powoduje, że zwykle się ona nie odnawia.
- Grądy – rosną na najbogatszych z suchych gleb. Prawdopodobnie podstawowym drzewem w nich jest klon zwyczajny, który odnawia się masowo, wypierając sztucznie sadzoną sosnę. Poza tym spotyka się tu jawory, graby, lipy drobnolistne, wiązy, dęby szypułkowe i czereśnię ptasią – okazałe drzewo o pniu niekiedy znacznej grubości. Rzadkimi drzewami w Lesie Bemowskim są: klon polny, jarzębina, jabłoń i grusza; te dwa ostatnie drzewa zapewne częściowo rozsiane przez człowieka. Zdaje się, że trzy ostatnie gatunki wiążą się z lasami grądowymi na nieco gorszych glebach.
- Inne niepodmokłe lasy liściaste – na gorszych glebach Lasu Bemowskiego rosną brzozy brodawkowate i dęby szypułkowe, a także osiki. Obok nich występują inne drzewa i krzewy liściaste, jak czeremcha amerykańska, jarzębina, kruszyna pospolita, głóg i porzeczka alpejska[1].
- Bory – zajmują dużą część Lasu Bemowskiego, ale przeważnie sadzone są sztucznie na nietypowych siedliskach. Są też nieustannie wypierane przez odradzający się las liściasty. Z reguły są to bory sosnowe[1], ale sadzono w Lesie Bemowskim również świerki. Przetrwał właściwie tylko jeden zwarty drzewostan świerkowy. W pobliżu Góry Śmieciowej znajduje się też nasadzenie modrzewia niewiadomego gatunku oraz rozproszone w lesie pojedyncze względnie stare okazy tego drzewa.
- Olsy – najczęściej spotykane w Lesie Bemowskim lasy bagienne[1].
- Łęgi – występują nad płynącymi przez Las Bemowski, przeważnie uregulowanymi potokami. Rosnące tu drzewa to jesion wyniosły, olcha, klon jesionolistny, czeremcha zwyczajna, topola biała, wierzba biała, niekiedy też inne drzewa. Krzewy to łoza, wiklina, bez czarny, bez koralowy, kalina koralowa, trzmielina zwyczajna, może też porzeczka czarna[1]. Bzy rosną też w mocniej nawiezionych azotem miejscach poza łęgami – np. w miejscach, gdzie zwykle żerują dziki.
- Podmokłe dąbrowy – w Lesie Bemowskim istnieją niezbyt duże fragmenty podmokłych lasów dębowych, lokalnie dość częste.
- Zarośla łozy (wierzby szarej) – nie zajmują dużych powierzchni, ale odgrywają znaczną rolę w ekologii Lasu Bemowskiego, dostarczając schronień licznym zwierzętom. Łoziny, czyli krze, tworzą płaty zarośli albo też obwódki wokół podmokłych łąk[1].
- Zarośla suche z głogiem, tarniną i krzewinkowymi wierzbami[1] występują na poligonie WAT.

W wilgotnych miejscach można natrafić na gęsty podszyt z leszczyny. W pobliżu Góry Śmieciowej rośnie też sztucznie sadzony drzewostan jednej z amerykańskich topoli.
Drugą przyczyną różnorodności gatunkowej drzew i krzewów Lasu Bemowskiego jest fakt, że jest on lasem bardzo młodym, sąsiadującym zarazem z dzielnicami willowymi – znaczne jego obszary do okresu powojennego pozostawały niezalesione. Fakt ten umożliwiał wsiewanie się do lasu gatunków obcych lub niewystępujących w tej części kraju bez konieczności konkurowania miejscowymi gatunkami leśnymi. Do obcych drzew i krzewów, rosnących w Lesie Bemowskim, zalicza się dąb czerwony, czeremchę amerykańską, winobluszcz zaroślowy, a także klon jesionolistny, grochodrzew, porzeczkę czerwoną, dereń biały, śnieguliczkę białą, oraz jeden z gatunków trzmieliny, ostatnio również kasztanowiec biały i prawdopodobnie cis pośredni. Gatunkami wprawdzie krajowymi, ale niewystępującymi pierwotnie na tych terenach są świerk, buk, tawuła wierzbolistna oraz liguster. Do niedawna rosły tu jedynie pojedyncze drzewka buka, ale ostatnio lokalnie zaczyna się on stosunkowo obficie rozsiewać – o dziwo, na dość lekkiej glebie.
Partie przerzedzonego starodrzewu w wieku ok. 100 lat występują w południowo-wschodniej części lasu. Wiele drzew posiada pnie rozdwojone lub nawet o większej liczbie rozgałęzień. Przypuszczalnie przyczyną tego jest przycinanie jeszcze w czasach carskim młodych drzewek, by nie zasłaniały ostrzału, lub raczej uszkodzenia dokonane przez pociski na ówczesnym poligonie.

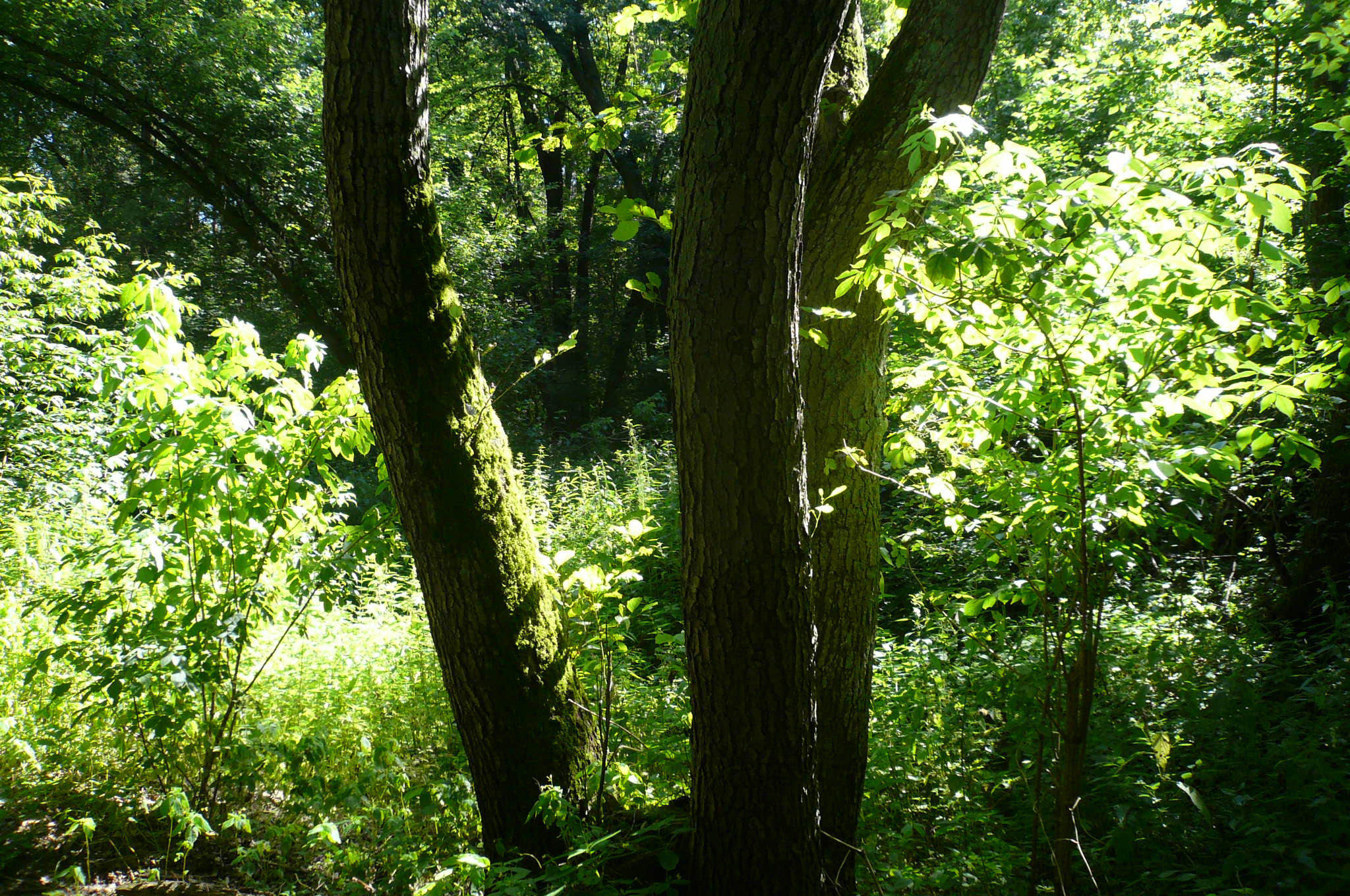
Łęg
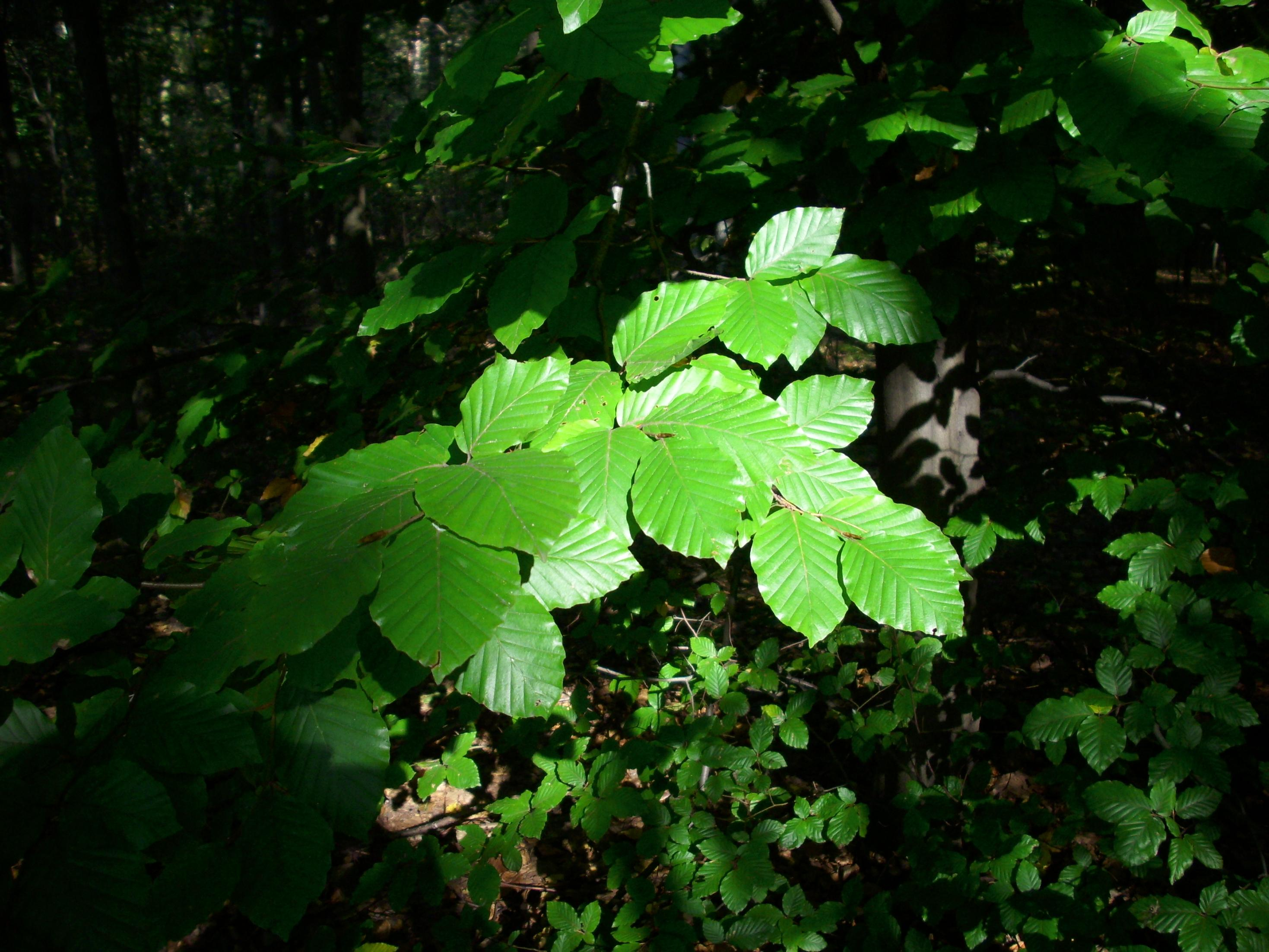
Gałązka buka
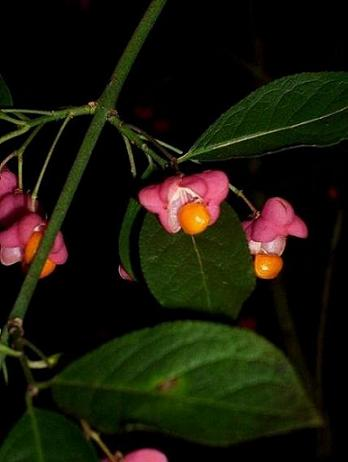
Owocująca trzmielina zwyczajna
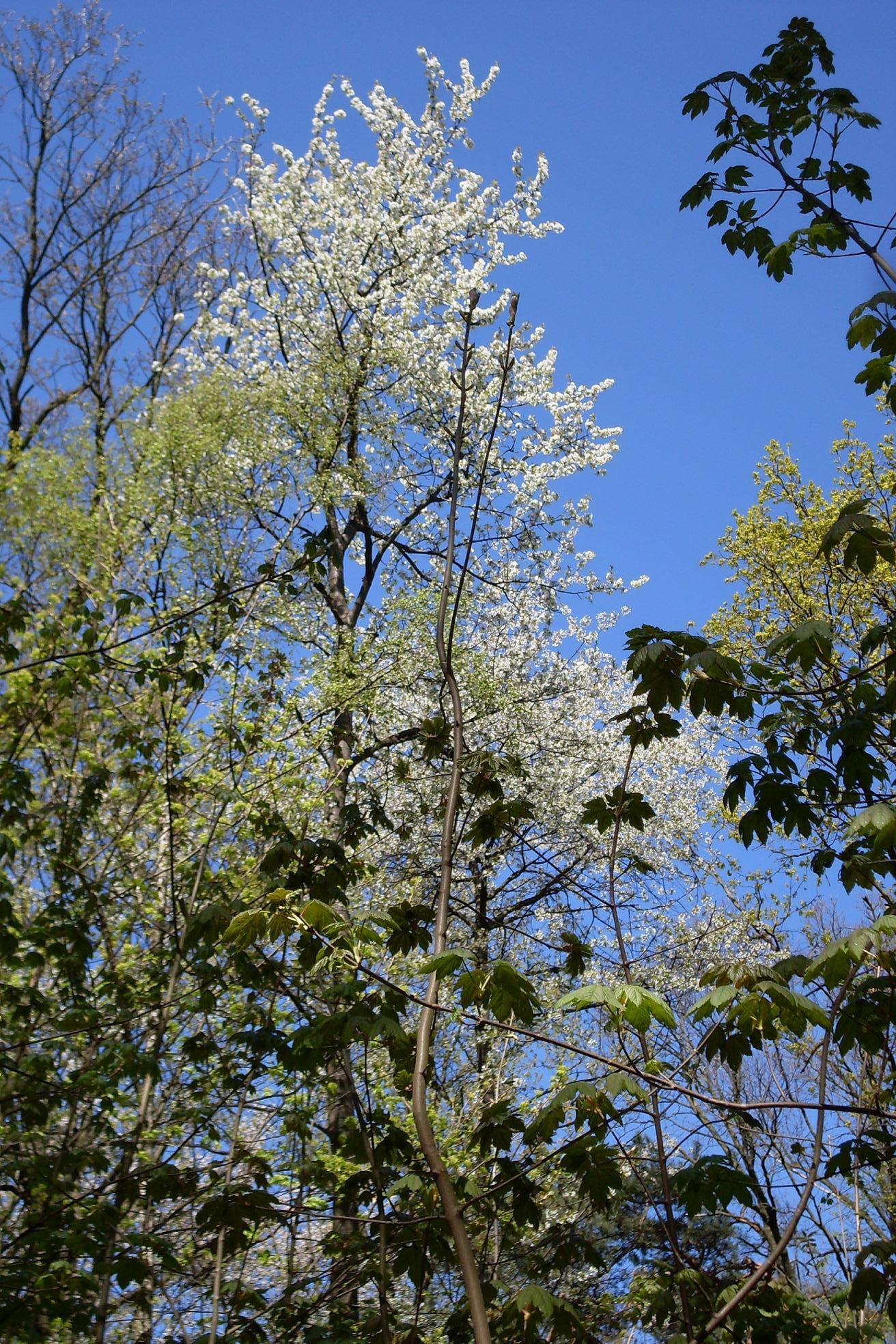
Kwitnąca czereśnia ptasia w starodrzewie
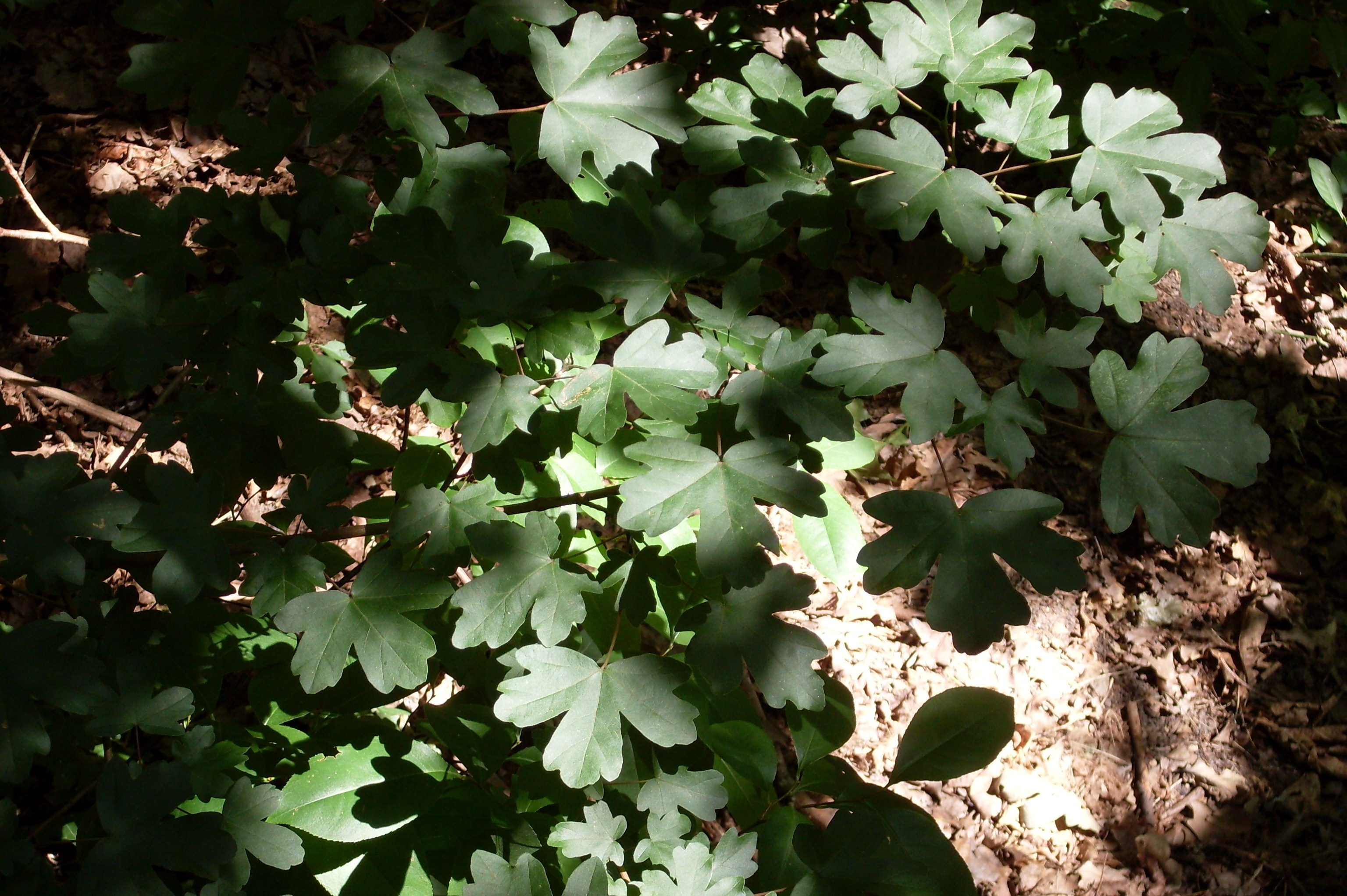
Klon polny na poligonie WAT
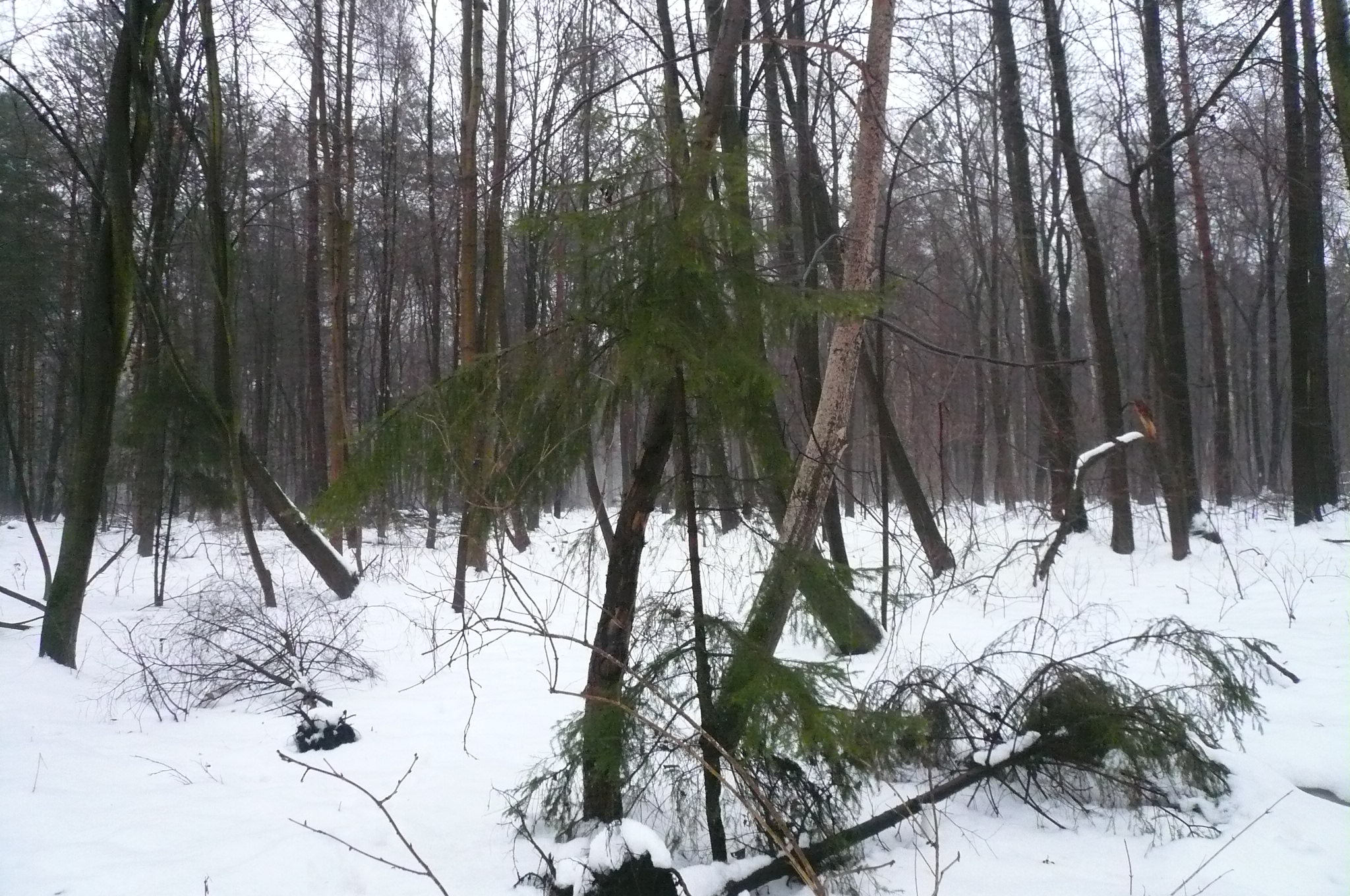
Ginące resztki nasadzenia świerkowego
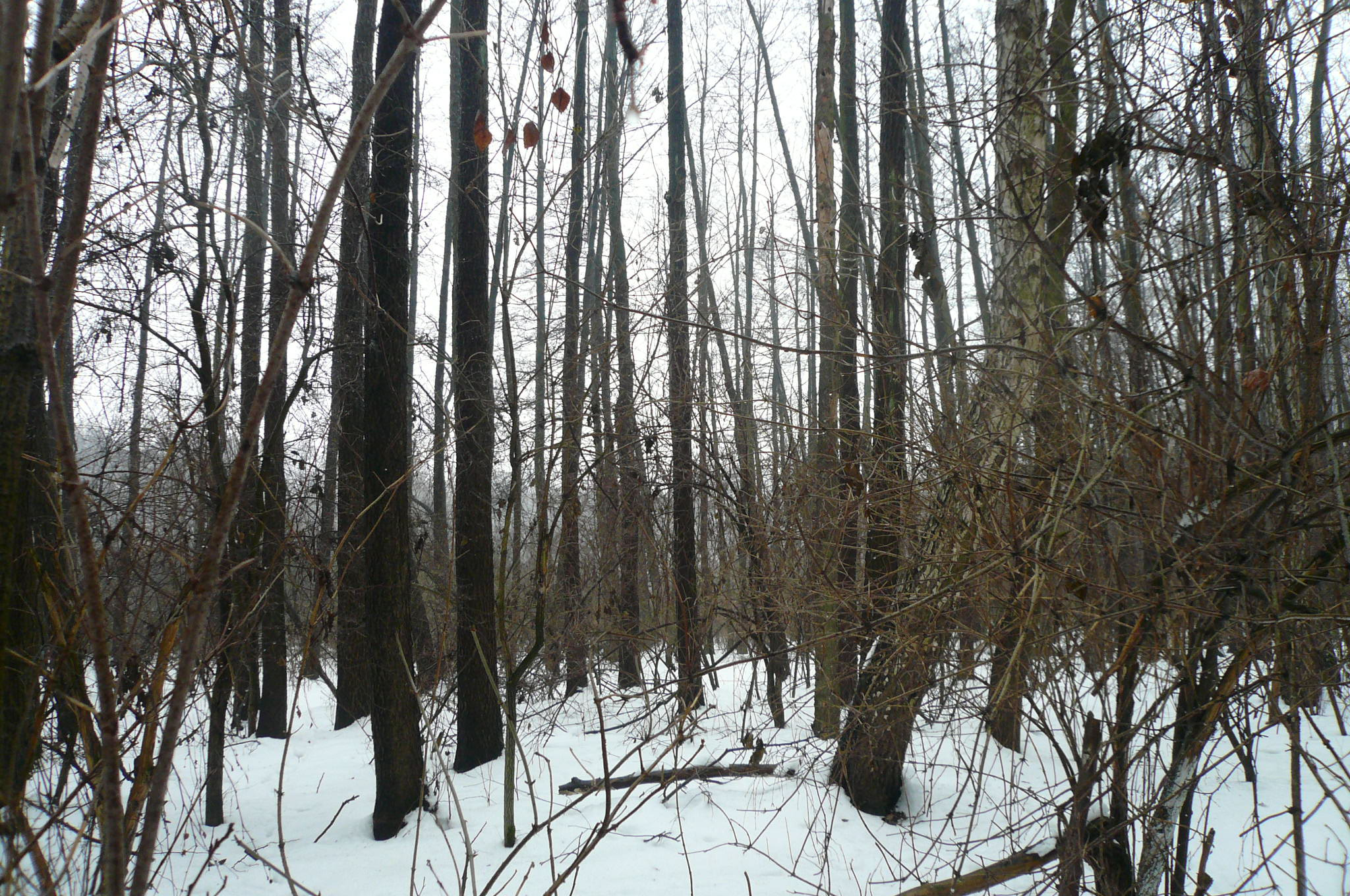
Ols z podszytem z bzu czarnego
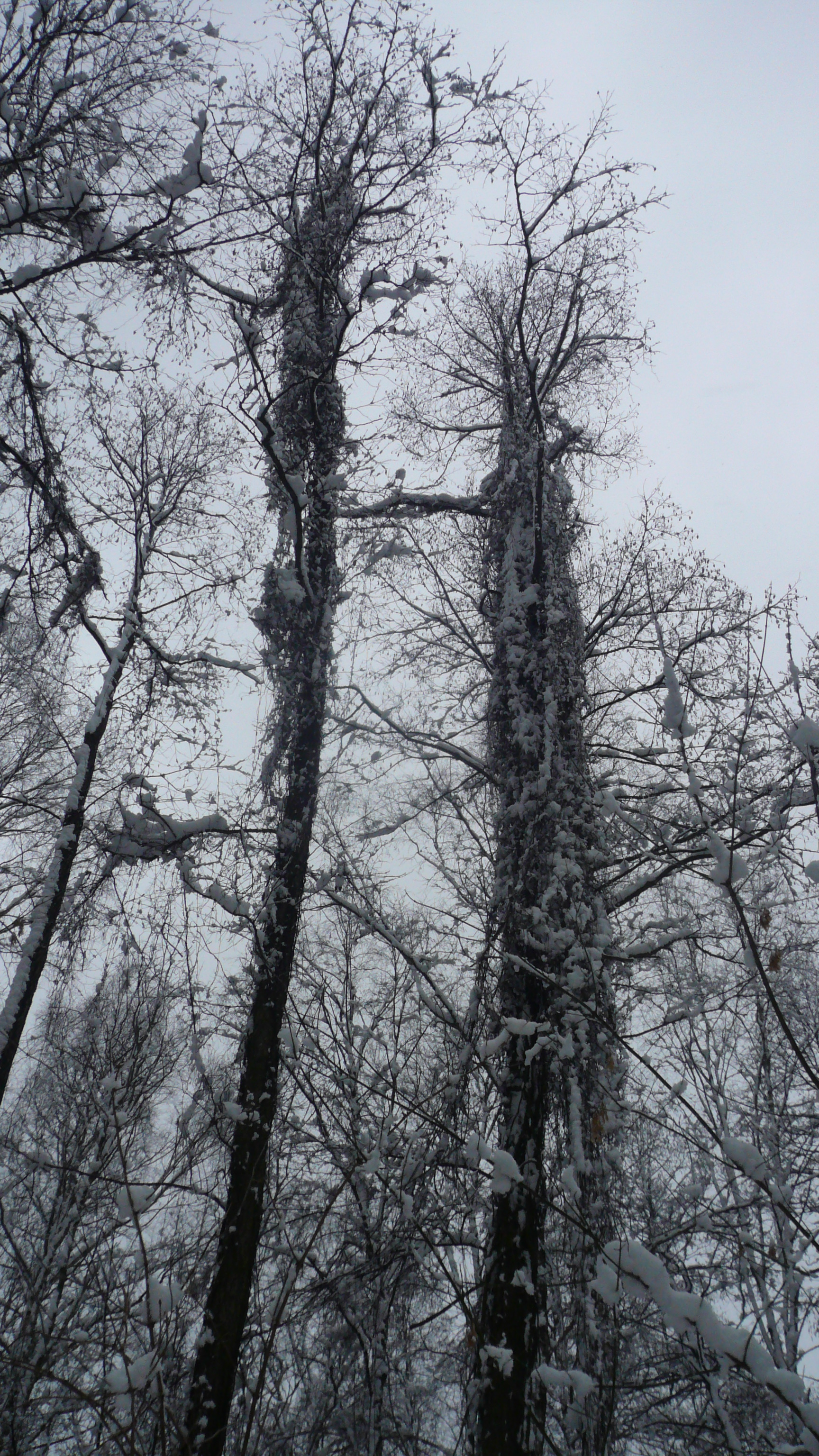
Drzewa, oplecione winobluszczem

### Rośliny i grzyby chronione Lasu Bemowskiego

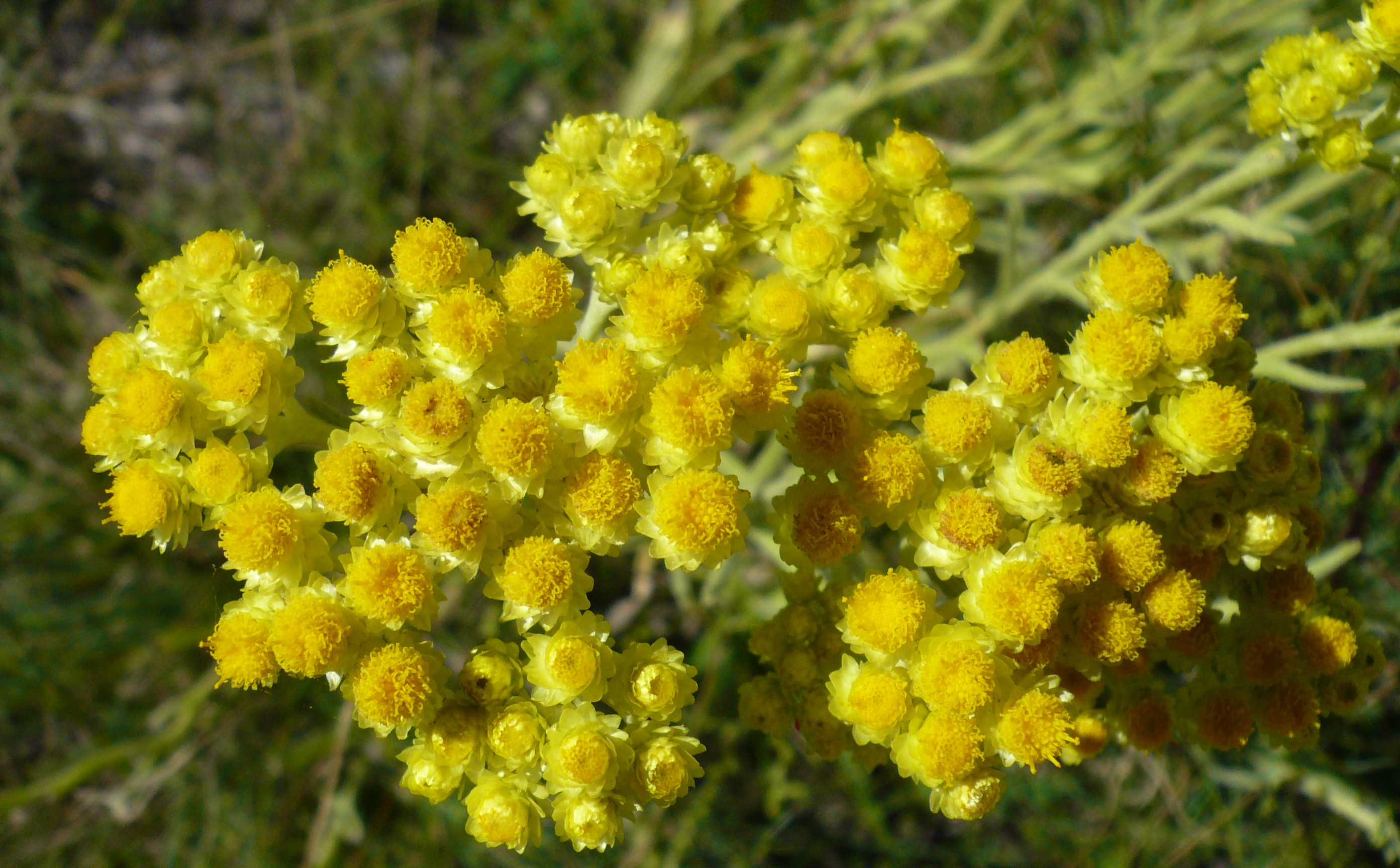
Kwiatostan kocanek piaskowych na terenie dawnej wojskowej stacji radarowej

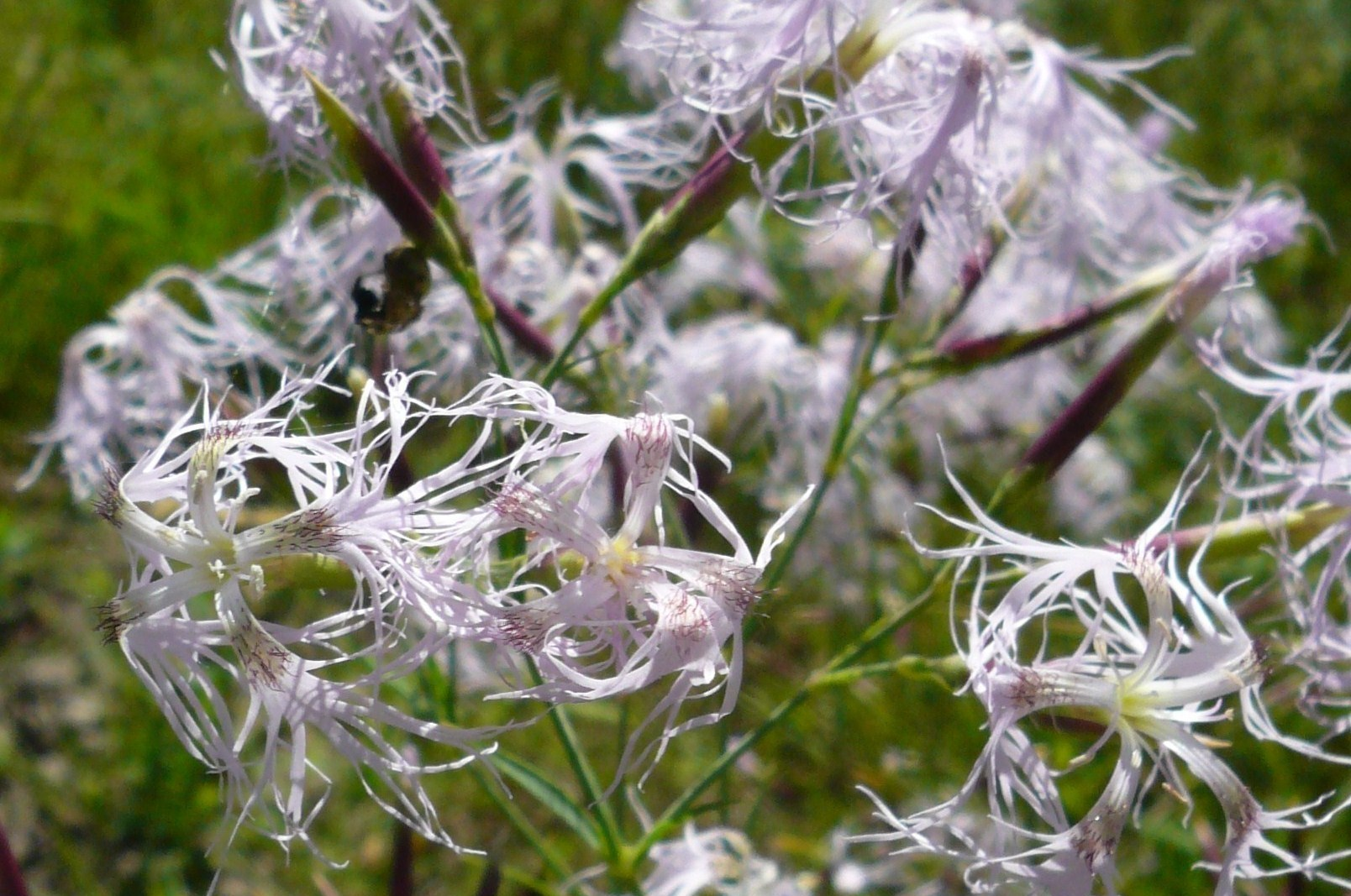
Kwiaty goździka pysznego

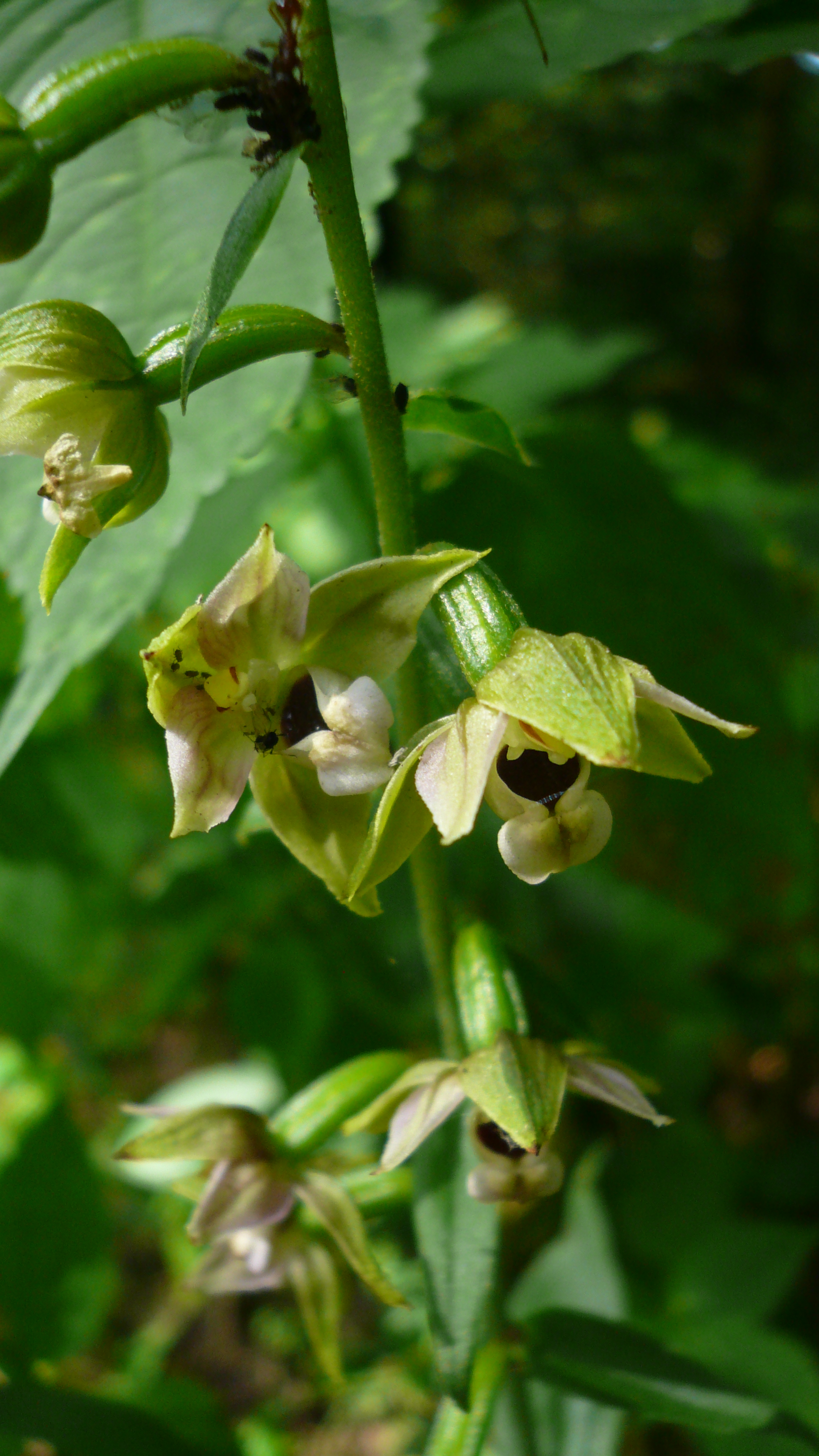
Fragment kwiatostanu kruszczyka szerokolistnego

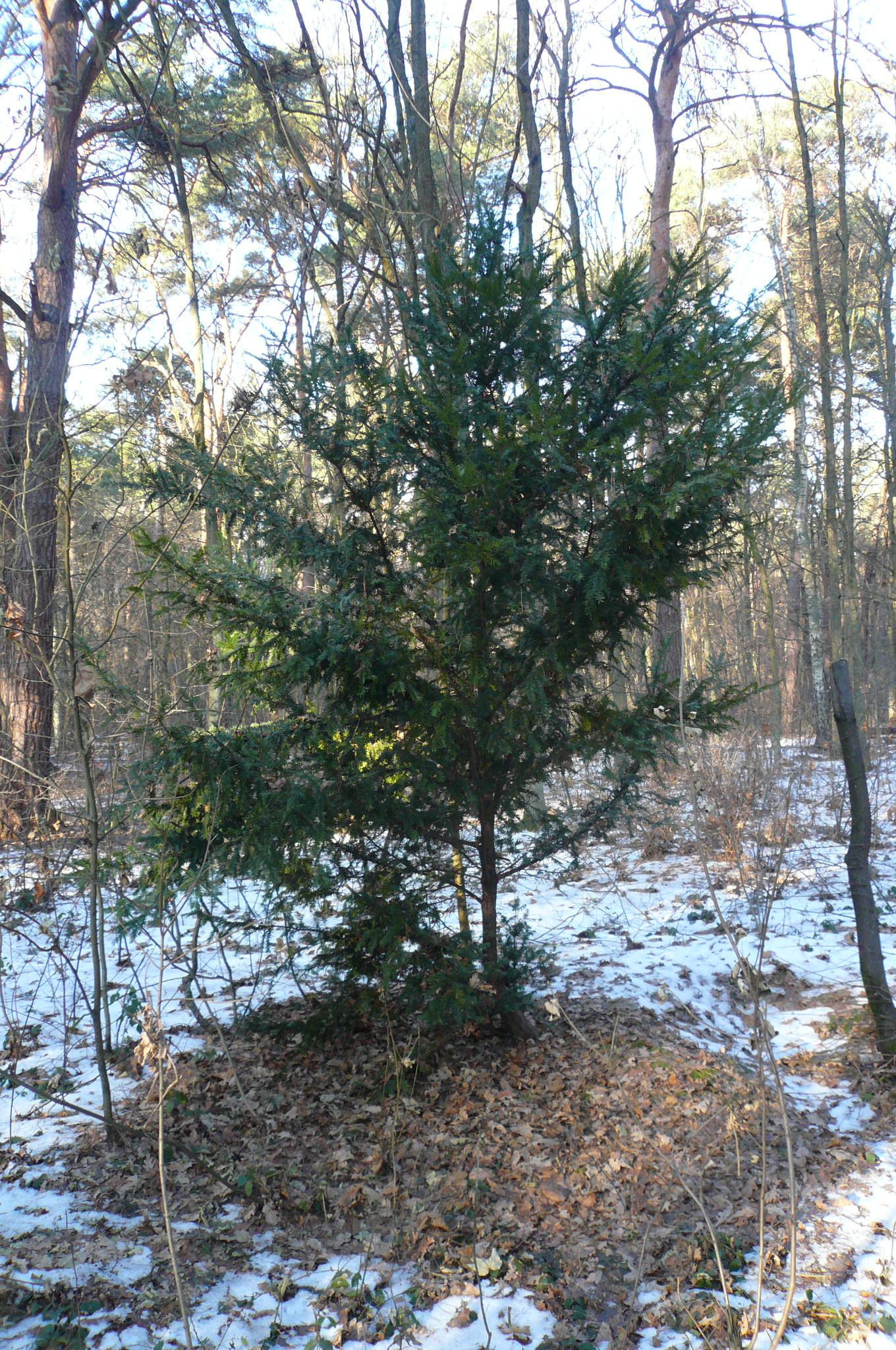
Największy okaz cisa w Lesie Bemowskim

Rośliny chronione Lasu Bemowskiego należą głównie do 2 grup – roślin lasu liściastego oraz roślin podmokłych łąk.
- Barwinek mniejszy (częściowo chroniony) – przeważnie zdziczały z ogródków, ale jedno stanowisko może być naturalne
- Bluszcz pospolity (cz.ch.) – częsty w pd.-wsch. części lasu (grądy)
- Centuria pospolita
- Goryczka trojeściowa – roślina pospolita w Karpatach, Sudetach i na Podkarpaciu, ale jej stanowisko na Kalinowej Łące jest zapewne jedynym stanowiskiem tego gatunku na całym Niżu Polskim
- Goryczka wąskolistna – oba rezerwaty[1]
- Goździk pyszny – dość częsty, m.in. oba rezerwaty[1]
- Kalina koralowa (cz. ch.) – częsta w miejscach podmokłych[1]
- Kocanki piaskowe (cz. ch.)
- Konwalia majowa (cz. ch.) – pospolita w drzewostanach liściastych na średnio żyznych glebach
- Kopytnik pospolity (cz. ch.)
- Kruszczyk szerokolistny – częsty, zwłaszcza w cienistych, niezbyt wilgotnych lasach
- Kruszyna pospolita (cz. ch.) – miejscami tworzy zwarty, prawie jednogatunkowy podszyt. Jest to w Lesie Bemowskim gatunek bardzo ekspansywny[1]
- Kukułka krwista – rezerwat Kalinowa Łąka
- Kukułka plamista – oba rezerwaty
- Kukułka szerokolistna – rezerwat Kalinowa Łąka[1]
- Mieczyk dachówkowaty – oba rezerwaty[1]
- Pełnik europejski – rezerwat Kalinowa Łąka[1]
- Piestrzenica kasztanowata – pospolita
- Piestrzenica olbrzymia - pospolita
- Naparstniczka czeska - (cz. ch.) nieliczna, w części południowo-wschodniej
- Podkolan biały – stanowisko prawdopodobnie zniszczone przez pożar
- Przylaszczka pospolita
- Sasanka łąkowa
- Widłak goździsty
- Wilżyna bezbronna (cz. ch.)

W Lesie Bemowskim znane są również pojedyncze okazy cisa, ale najprawdopodobniej nie jest to krajowy cis pospolity, lecz cis pośredni, który wysiał się z pobliskich ogrodów. Największy znany dotąd okaz to drzewko wysokości ponad 3 m. Z lasu i jego obrzeży znane są również młode zdziczałe okazy jarzębu szwedzkiego oraz brekinii. Ponadto prawdopodobnie na jednym ze stawków na zachód od lasu rośnie grążel żółty. Na łąkach na zachód od Lasu Bemowskiego występują też storczyki, zapewne należące do wszystkich wymienionych wyżej łąkowych gatunków. Niedawno w dziś zasypanym stawku na pobliskim Bemowie występował drapieżny pływacz drobny – możliwe, że uda się go odnaleźć w którejś z torfianek lub kanałów Łosiowych Błot albo Bagna Kwirynowskiego. Storczyk najprawdopodobniej plamisty rósł licznie na łące u zachodniego podnóża Góry Śmieciowej, zanim została ona użyta jako miejsce zwałki ziemi. Być może, że w lesie rośnie również częściowo chroniona porzeczka czarna. Do odnalezienia jest wawrzynek wilczełyko oraz lilia złotogłów.

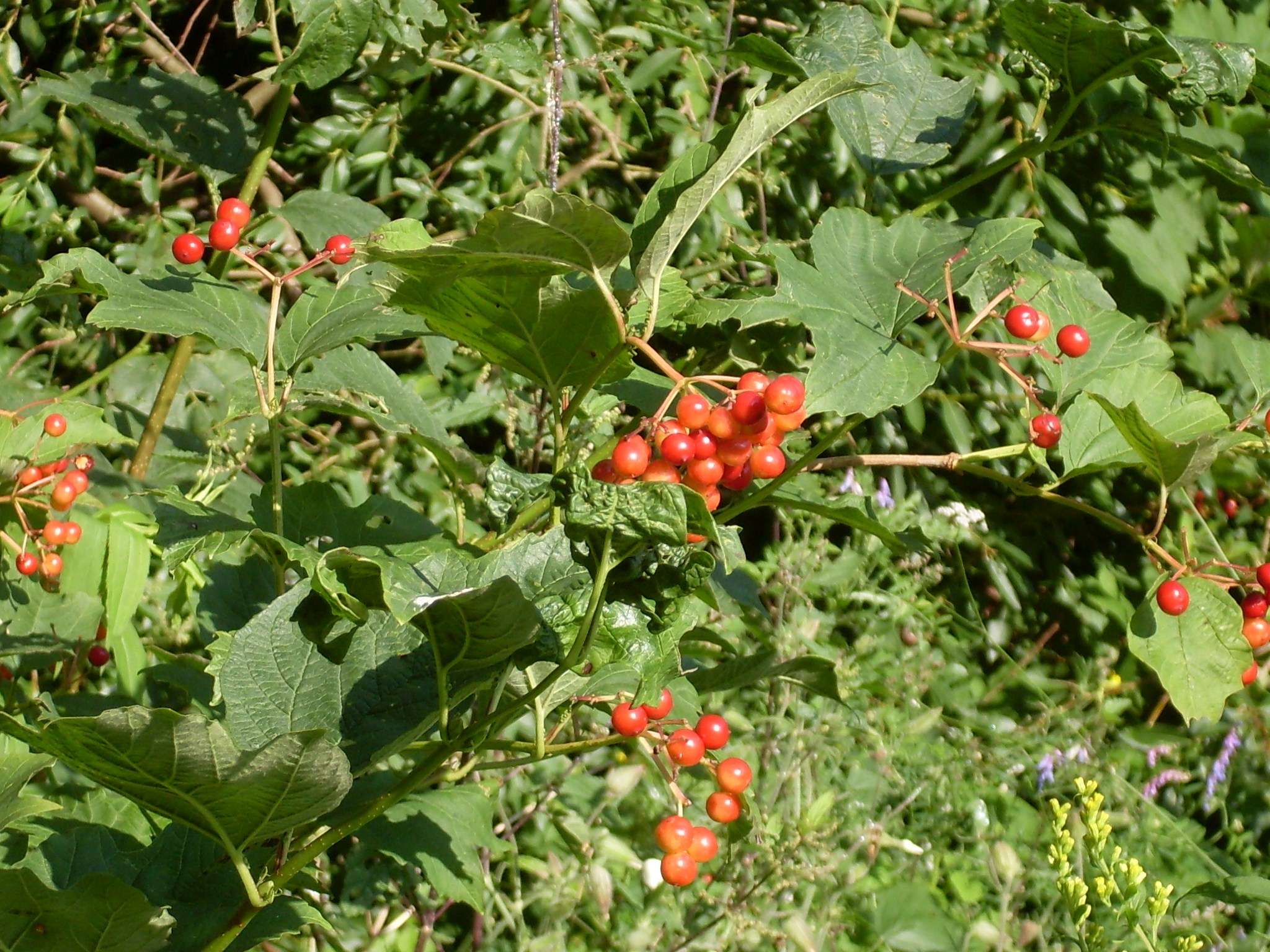
Owocująca kalina koralowa
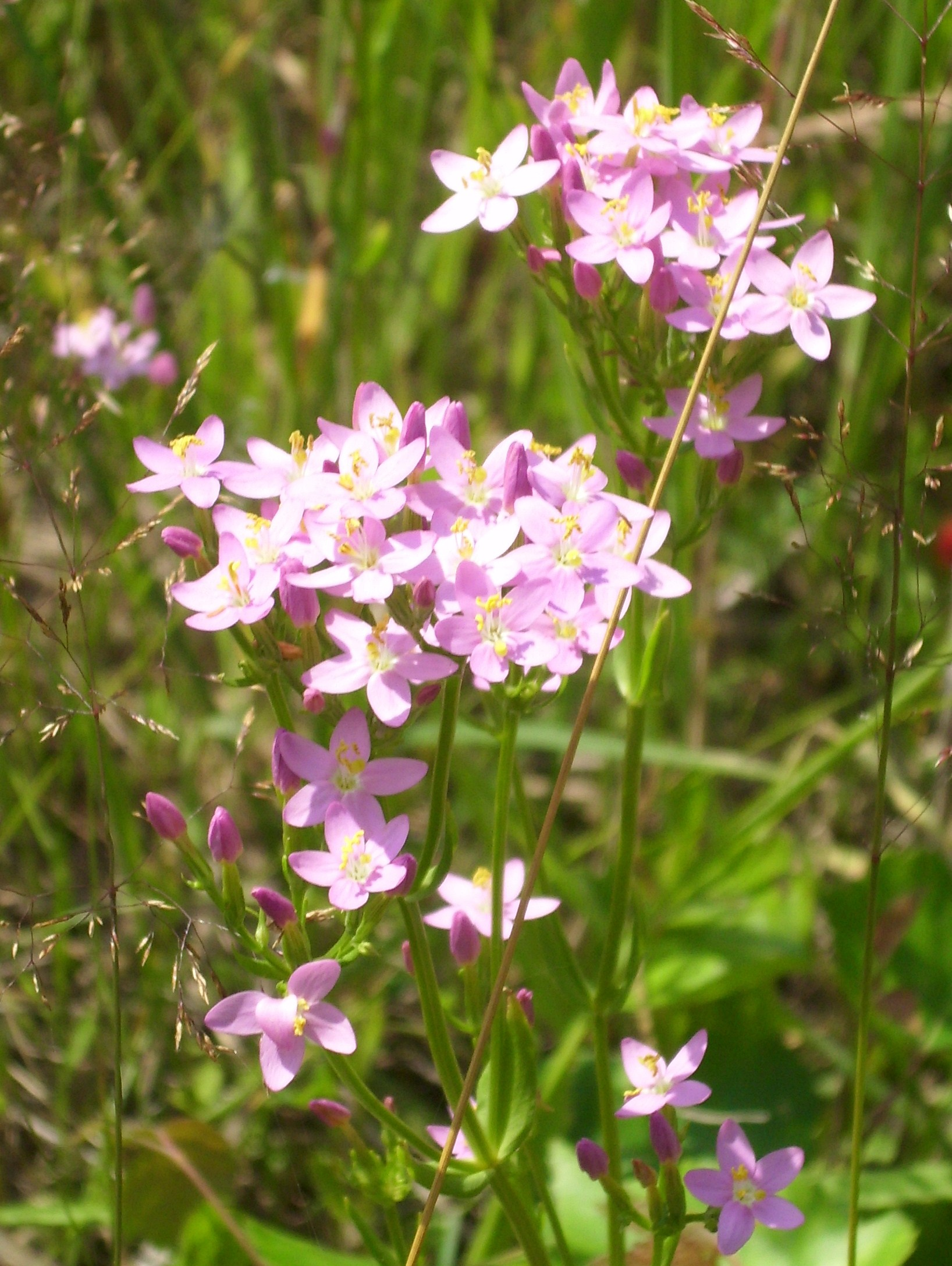
Centuria pospolita na jednej z polan
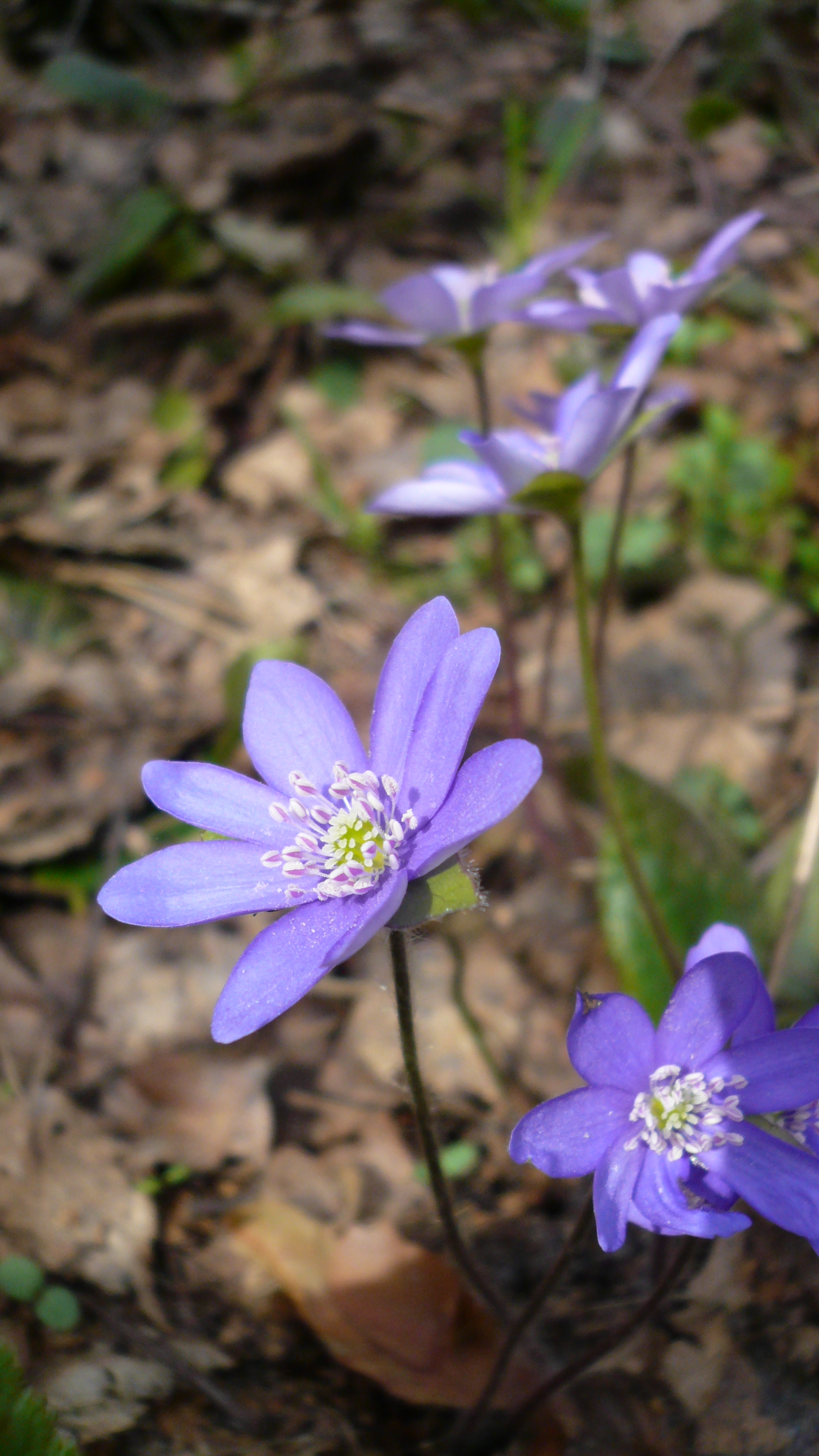
Przylaszczka pospolita w okolicy Łosiowych Błot
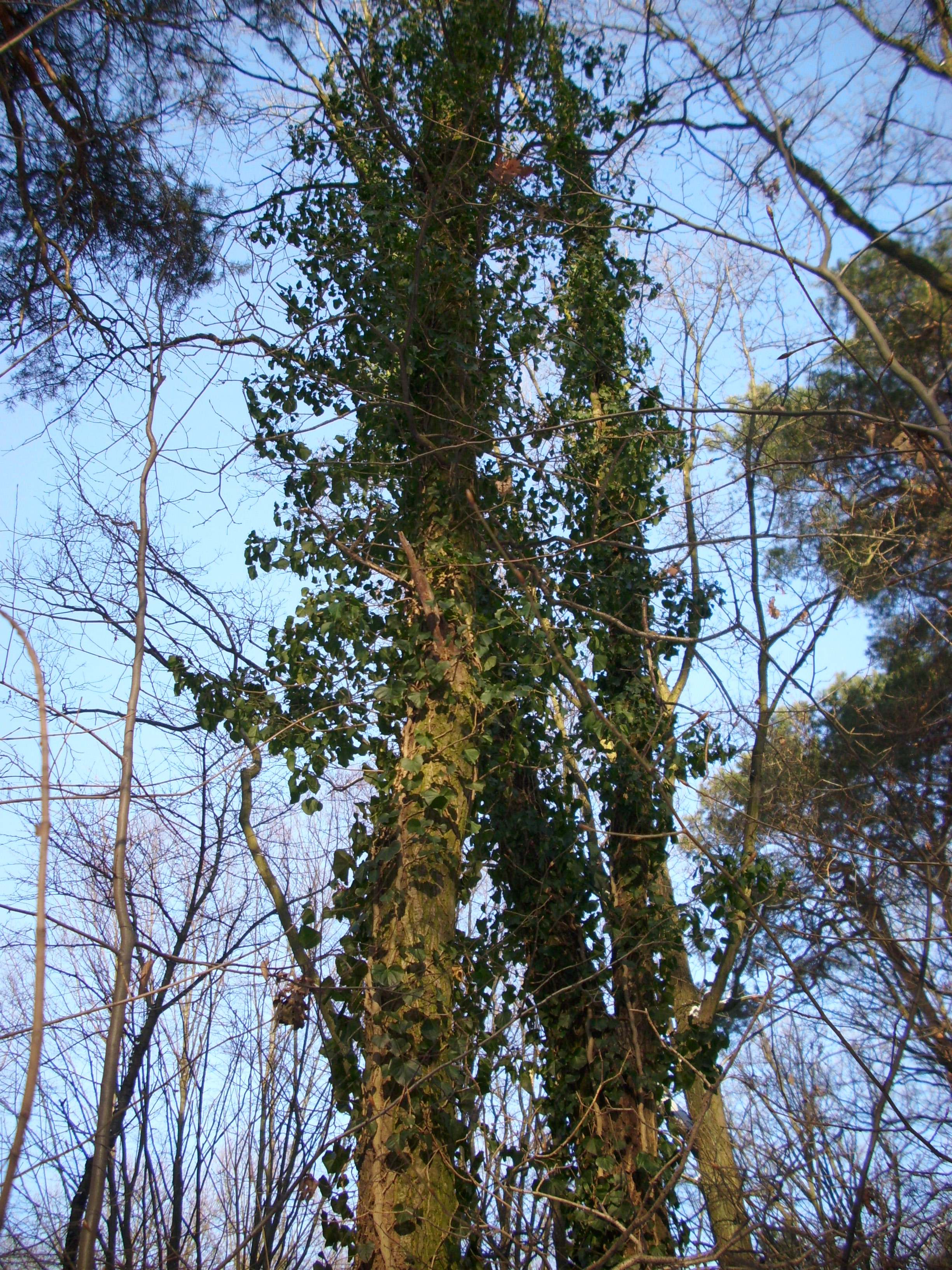
Bluszcz, wspinający się na drzewa w starodrzewie
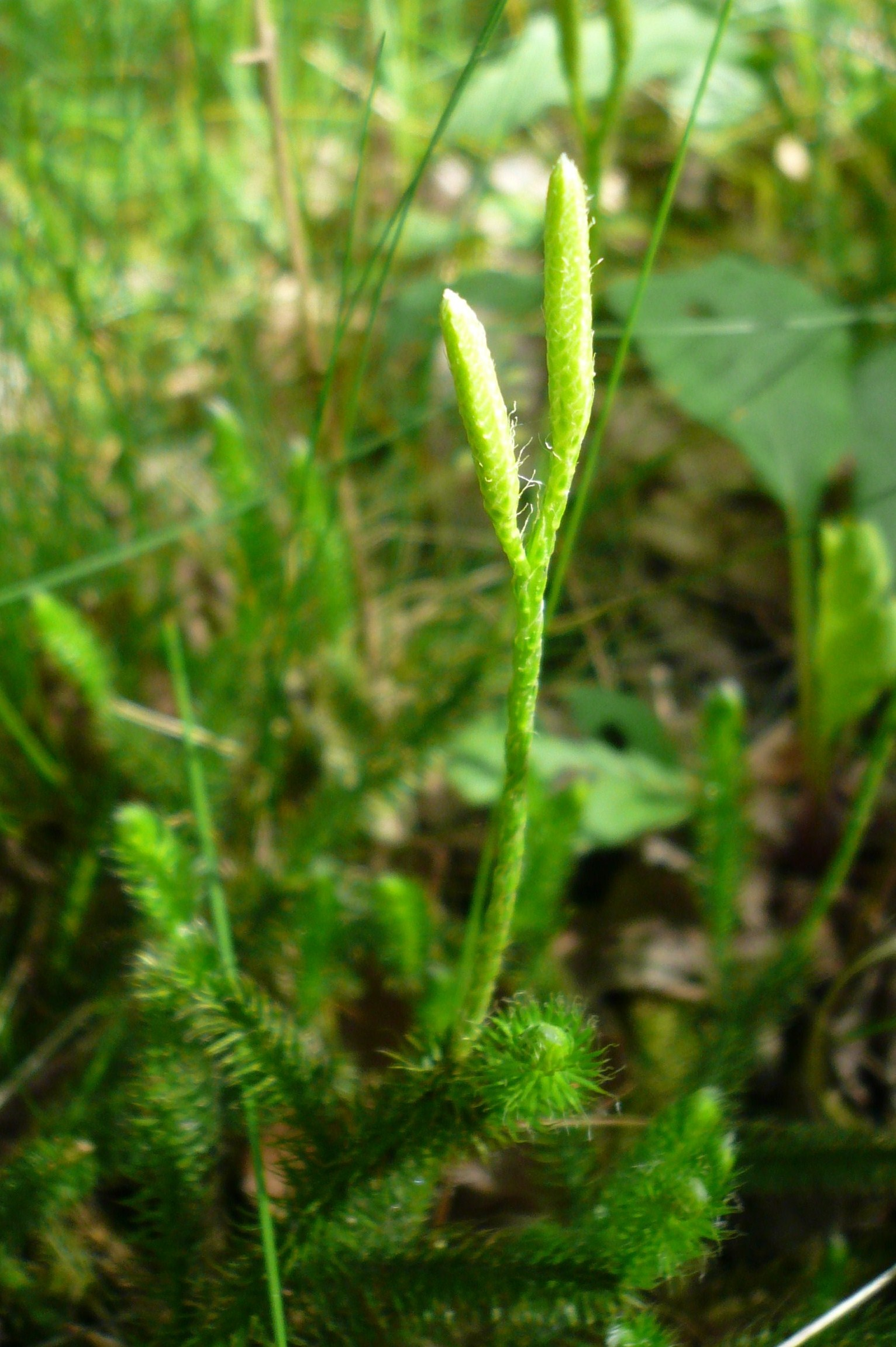
Widłak goździsty w okolicy Łosiowych Błot
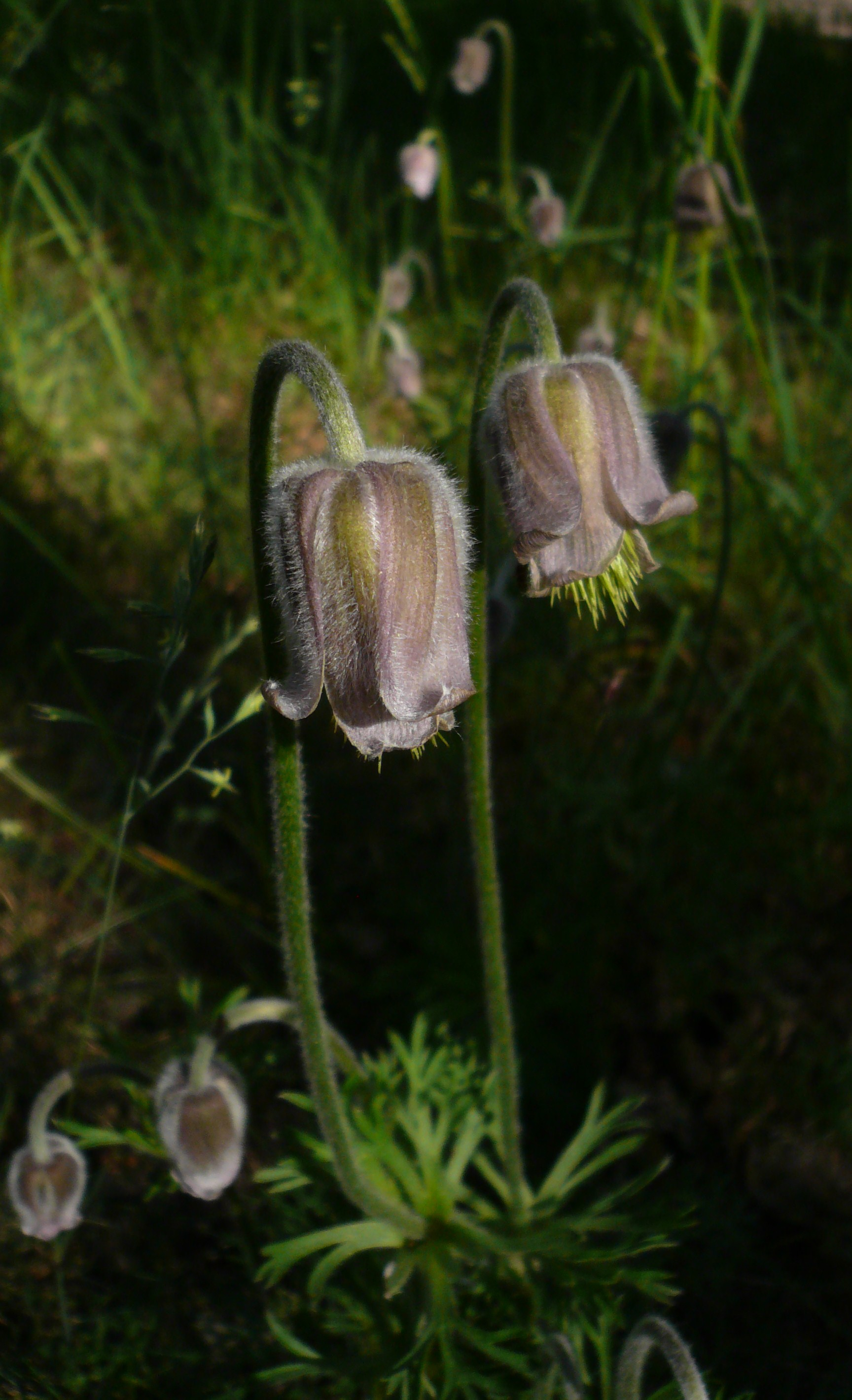
Sasanka łąkowa
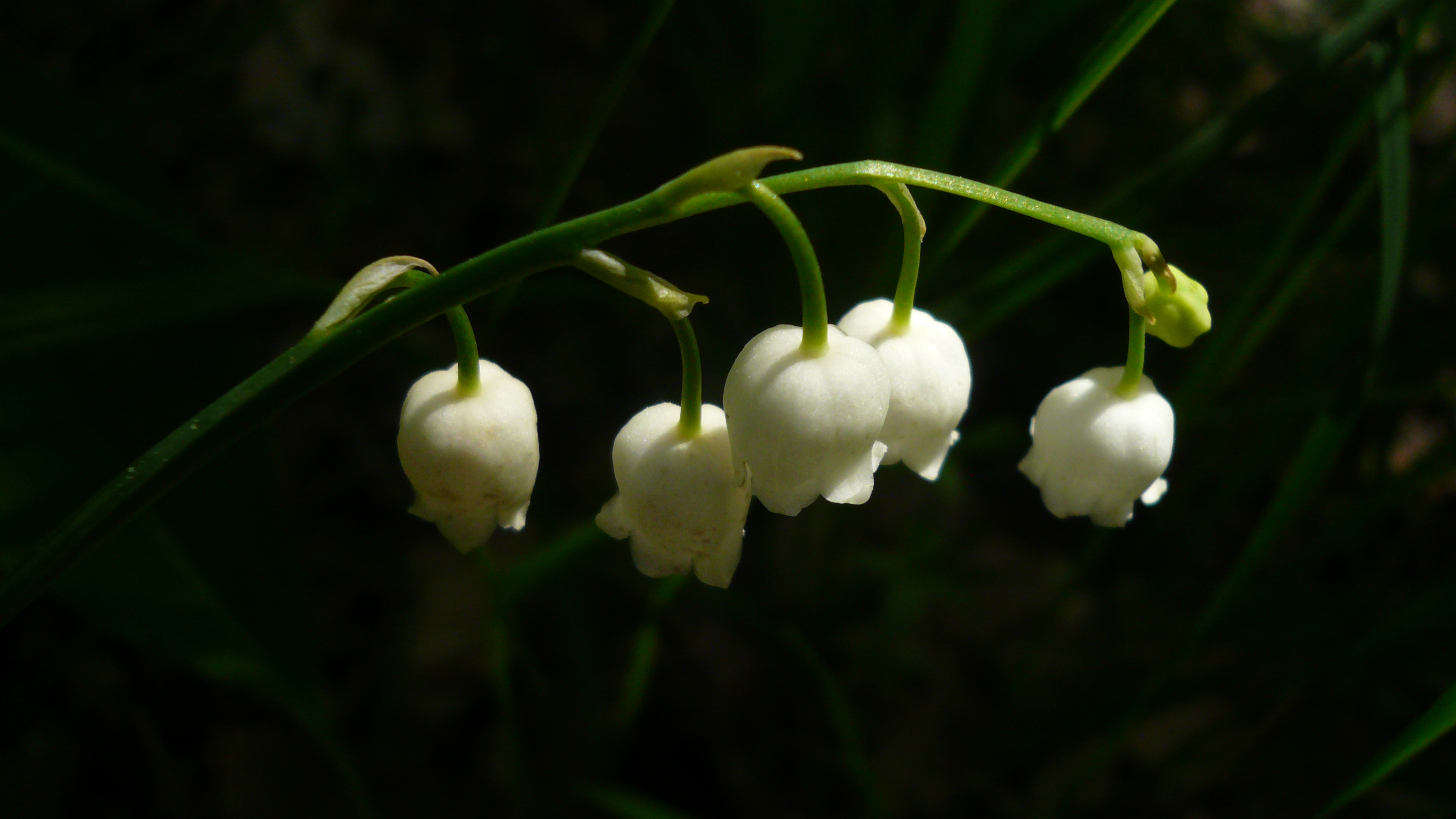
Kwiatostan konwalii majowej
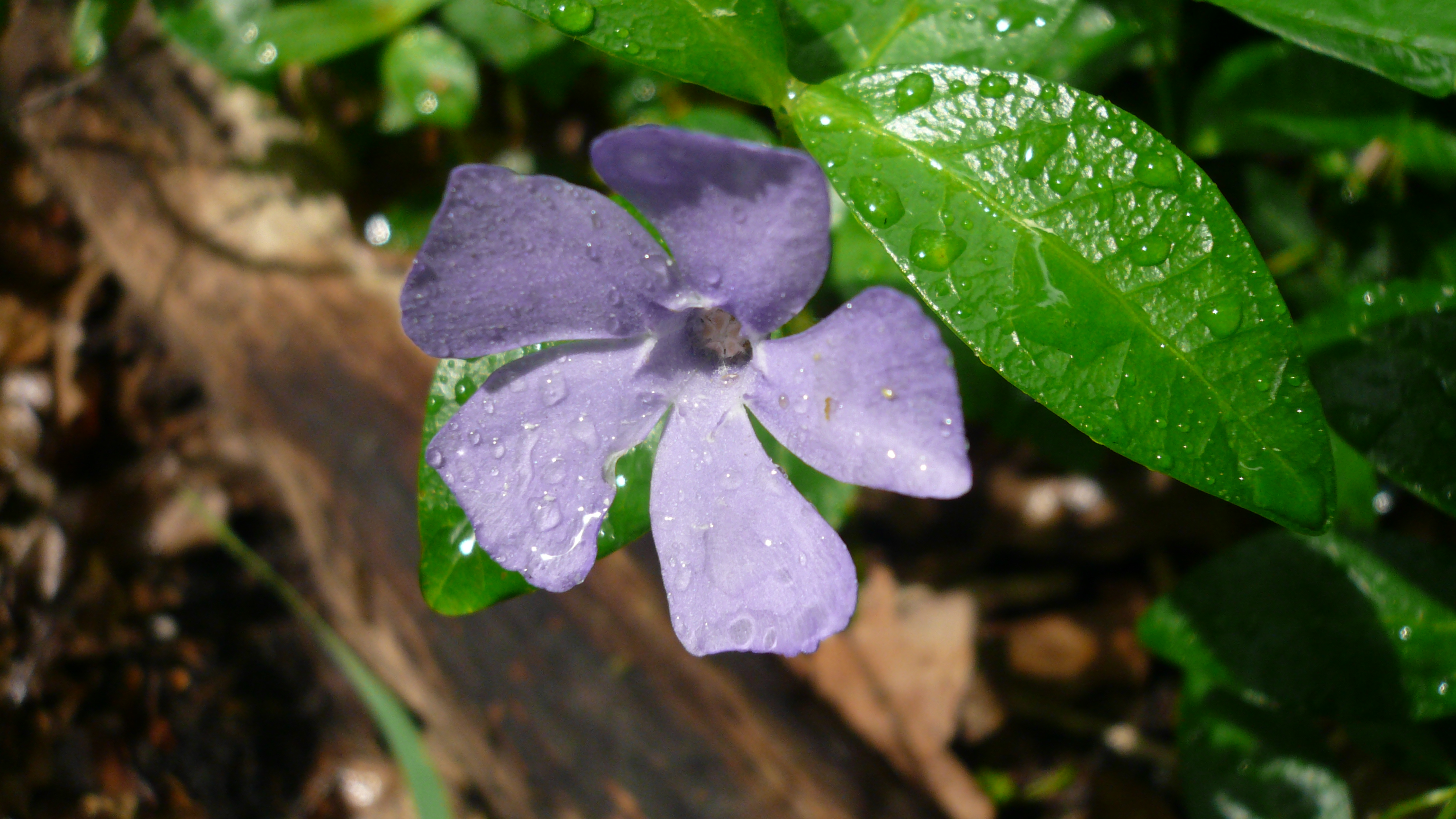
Kwiat barwinka mniejszego na stanowisku być może naturalnym

### Pozostałe rośliny zielne i krzewinki

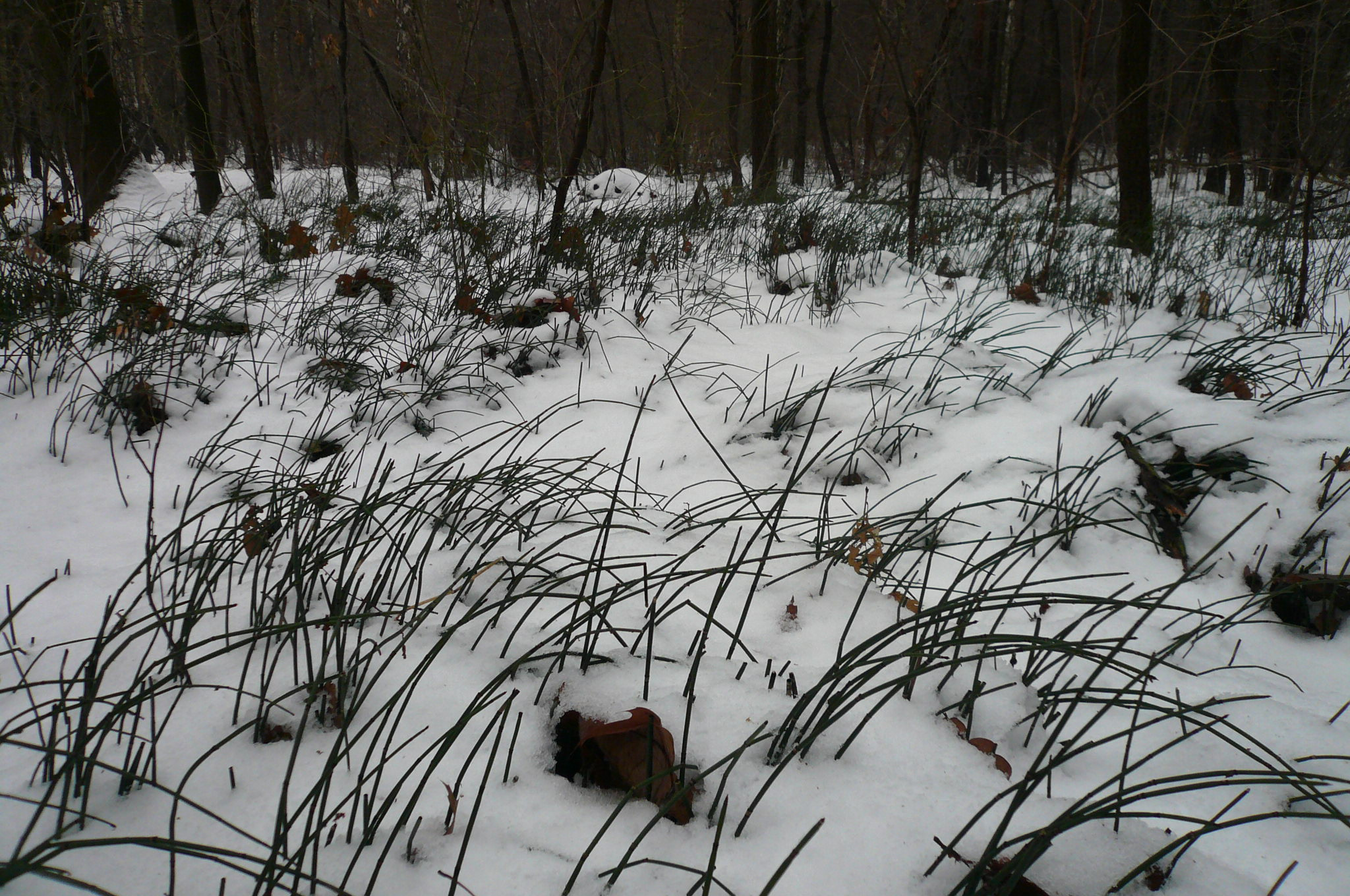
Skrzypy zimowe, wystające spod śniegu

Najbardziej charakterystycznym dla tego kompleksu leśnego paprotnikiem jest skrzyp zimowy. Jego zimotrwałe, ciemnozielone pędy tworzą w wielu miejscach lasu łany, przypominające trawę. Można tu również spotkać paprocie, rosnące na drzewach jako epifity.

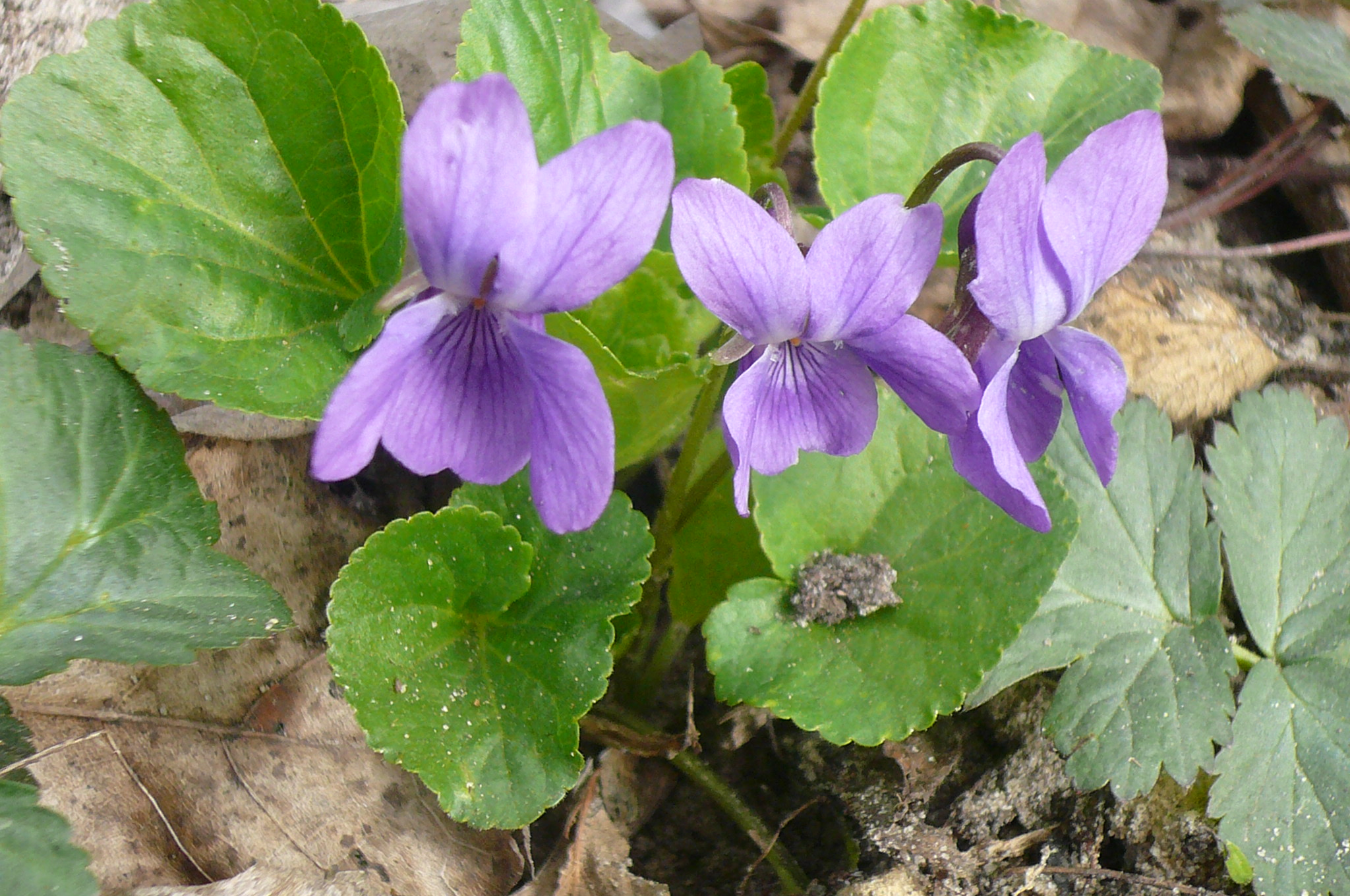
Pospolita w Lesie Bemowskim bylina – fiołek wonny

Lasowi Bemowskiemu szczególnego uroku dodają łany bylin wczesnowiosennych lasu liściastego – przede wszystkim fiołków, ziarnopłonu, zawilca gajowego, a w miejscach wilgotniejszych – również zawilca żółtego. Rzadsze są kokorycze pełne, a także jeden z gatunków złoci. Na bagnach zakwita wtedy rzadka w Lesie Bemowskim śledziennica (skrętolistna?). Bezpośrednio po nich zakwitają rośliny lasów rosnących na gorszych glebach, jak dąbrówka rozłogowa, rzadszy od niej gajowiec żółty, konwalijka dwulistna, fiołek leśny czy siódmaczek leśny. W olsach i na mokrych łąkach zakwita wtedy kaczeniec. (Warto jednak dodać, że część drzewostanów, w których rosną gatunki drzew typowo grądowe – a mianowicie starodrzew, pozbawiona są obecnie prawie zupełnie runa leśnego, ponieważ zostały one nadmiernie osuszone przez meliorację. Wytrzymał te warunki jedynie bluszcz.)
Z później kwitnących roślin zielnych w oczy rzuca się szczególnie bagienny kosaciec żółty. Do interesujących wodnych roślin kwiatowych należy też okrężnica bagienna, o postrzępionych jak u wywłócznika liściach i wystających nad wodę, różowych kwiatach. Rośnie ona na zakrzewionych bagnach. Inną, nie tak dekoracyjną rośliną ziemnowodną jest rzęśl.

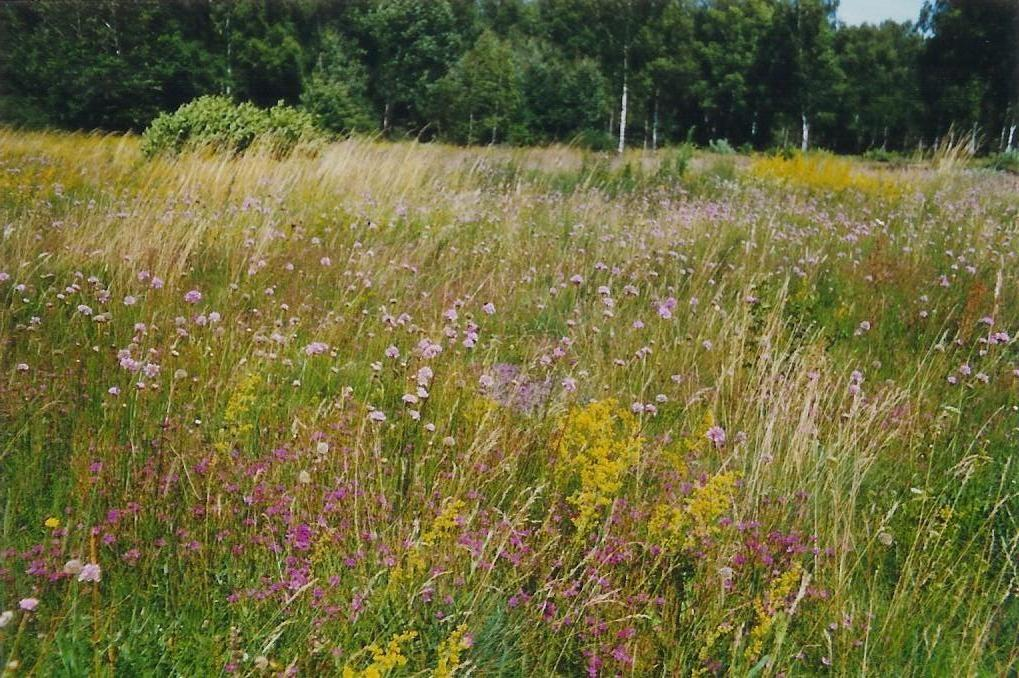
„Dywan” z letnich kwiatów na poligonie WAT

Najbarwniejszym jednak zbiorowiskiem łąkowym Lasu Bemowskiego są suche murawy poligonu WAT. Tworzą one wczesnym latem kwieciste dywany, z intensywnie różowymi plamami goździka kropkowanego, bledszymi – zawciągu pospolitego, ciemniejszymi – macierzanki, żółtymi przytulii właściwej i janowca barwierskiego. Gdzieniegdzie widać dodatkowo granatowe kwiaty jasieńca i krzyżownicy). W słonecznych miejscach Lasu Bemowskiego, w lasach na piaszczystych glebach, rośnie jeden z gatunków szczodrzeńca. Podobne miejsca lubi też dość tolerancyjny na zacienienie rozchodnik wielki. W Lesie Bemowskim (poza fragmentami poligonu WAT) znajduje się tylko jedno wrzosowisko.
Na otwartych przestrzeniach poligonu WAT można spotkać jeden z gatunków przegorzanu.

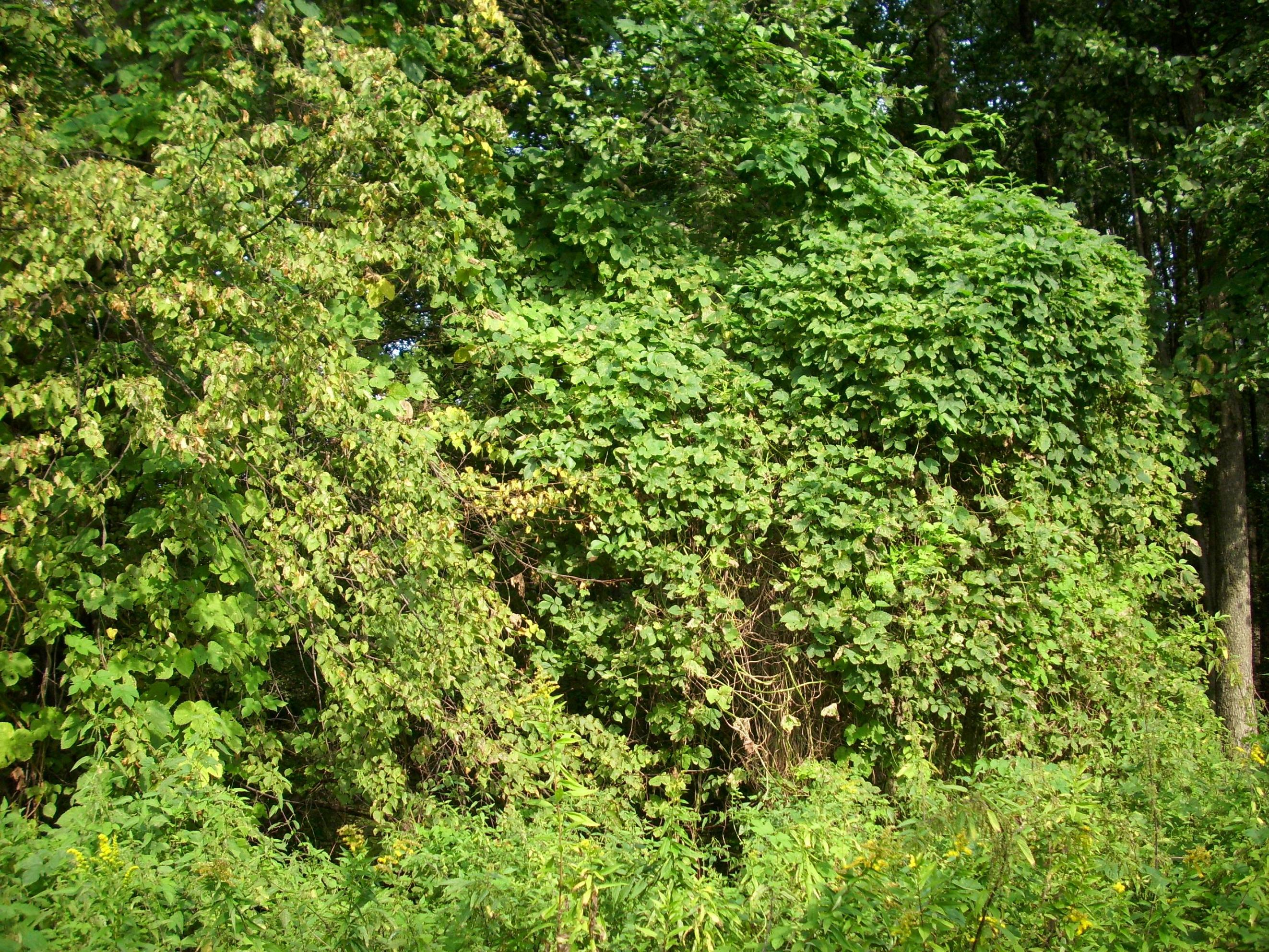
Chmiel zwyczajny, oplatający drzewa

W lasach łęgowych Lasu Bemowskiego rośnie wciąż jeszcze miejscami niecierpek pospolity, wypierany jednak przez niecierpka drobnokwiatowego. Najbardziej rzucającą się w stanie niekwitnącym w oczy rośliną zielną łęgów jest jednak pnącze – chmiel zwyczajny, lubiący przede wszystkim miejsca dostatecznie nasłonecznione, porośnięte krzewami, które oplata. Typowymi roślinami ziołorośli są kozłek i sadziec konopiasty. Na krzewach i wysokich roślinach zielnych przy brzegach rowów można spotkać kielisznik zaroślowy.
Dla łąk podmokłych i rowów na terenach otwartych charakterystyczne są takie rośliny jak wiązówka błotna, krwawnica pospolita, firletka poszarpana.
Inne interesujące rośliny zielne Lasu Bemowskiego to pępawa różyczkolistna, pępawa miękka, rutewka żółta, rutewka wąskolistna, pszeniec grzebieniasty, biedrzeniec wielki, kokoryczka wonna, pięciornik biały, goździk kartuzek, lebiodka pospolita. W Lesie Bemowskim można spotkać także nieliczne zdziczałe rośliny zielne, do których zalicza się cebulica syberyjska i rozchodnik ościsty.

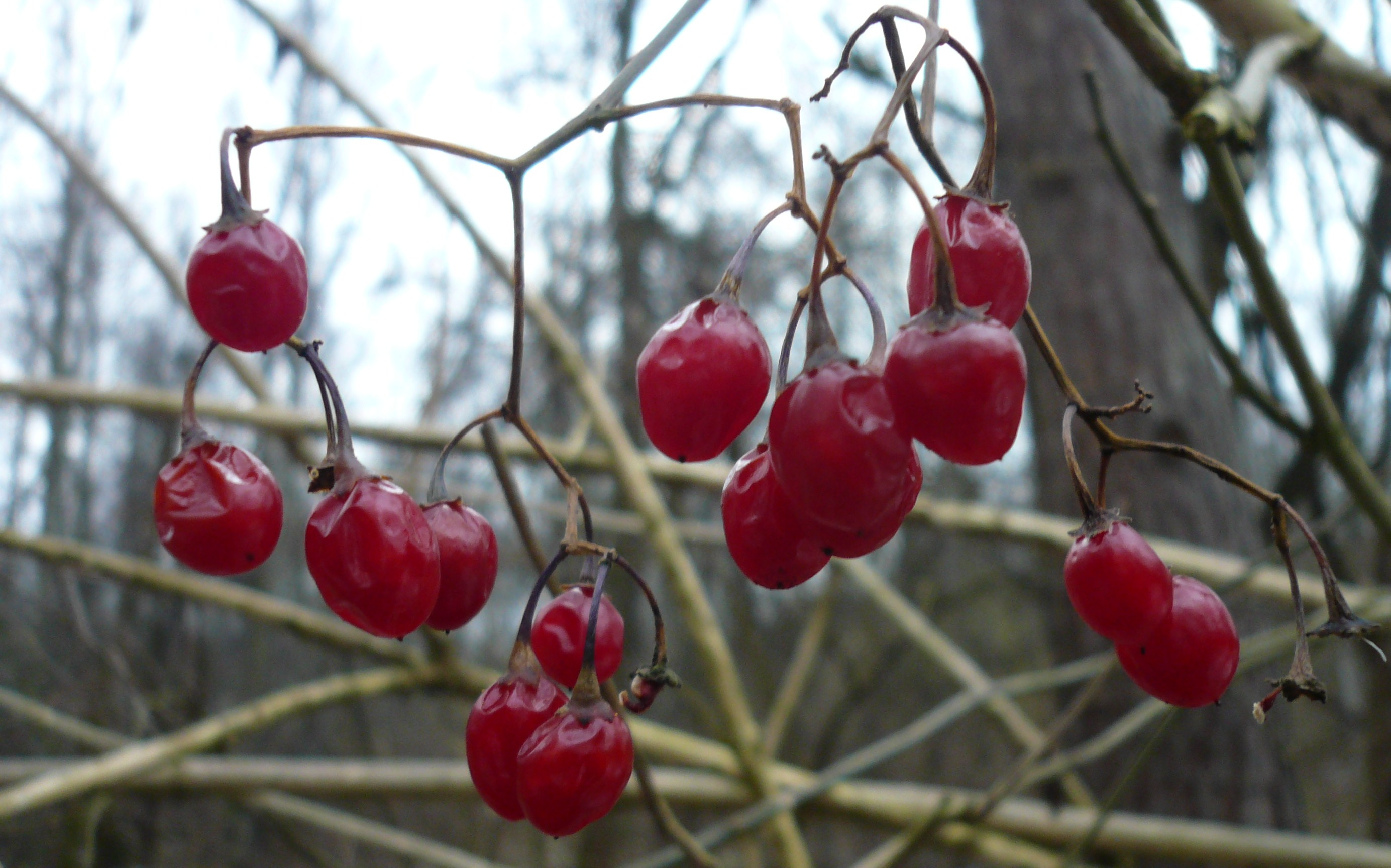
Owoce psianki słodkogórz zimą
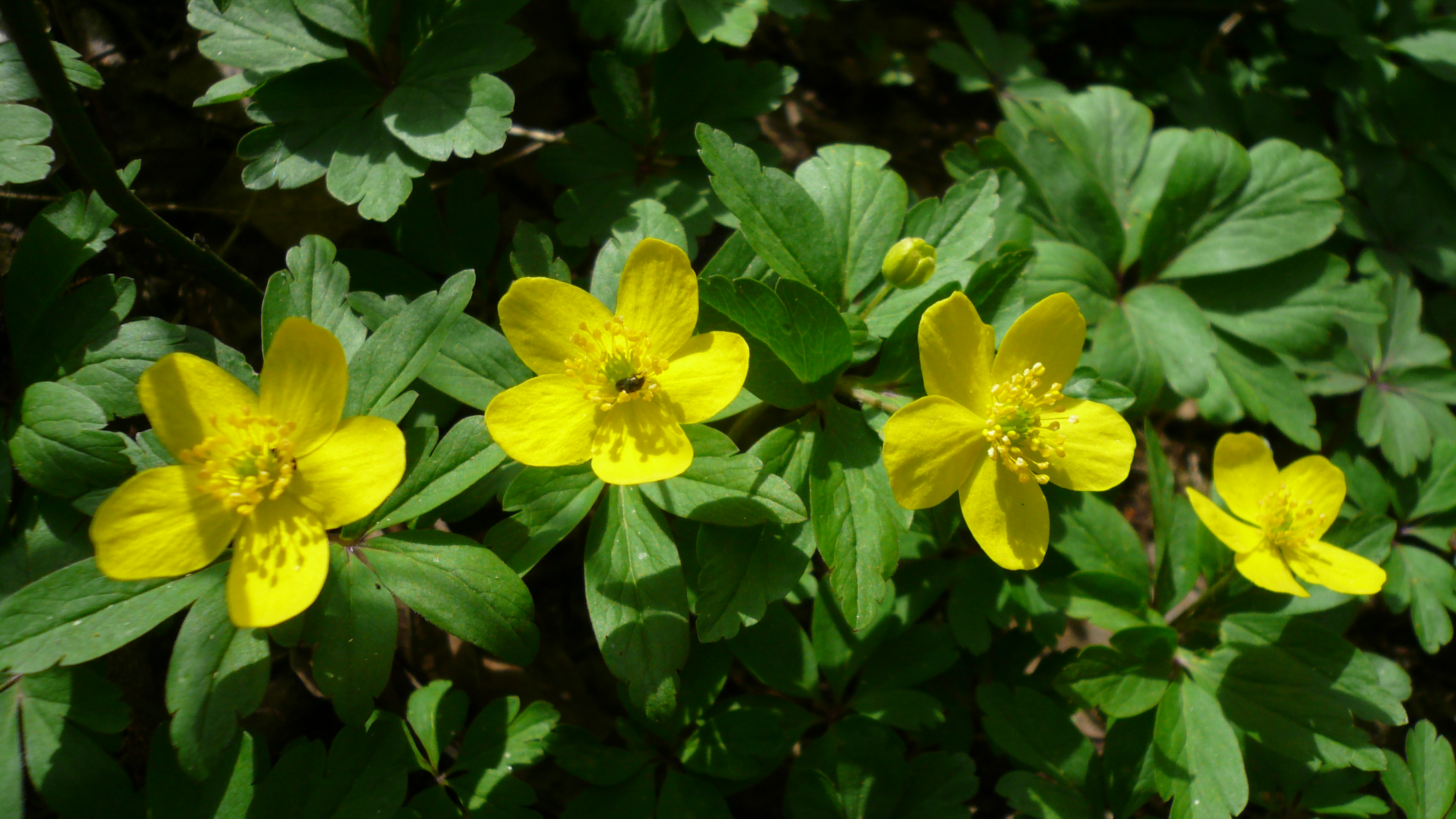
Zawilec żółty
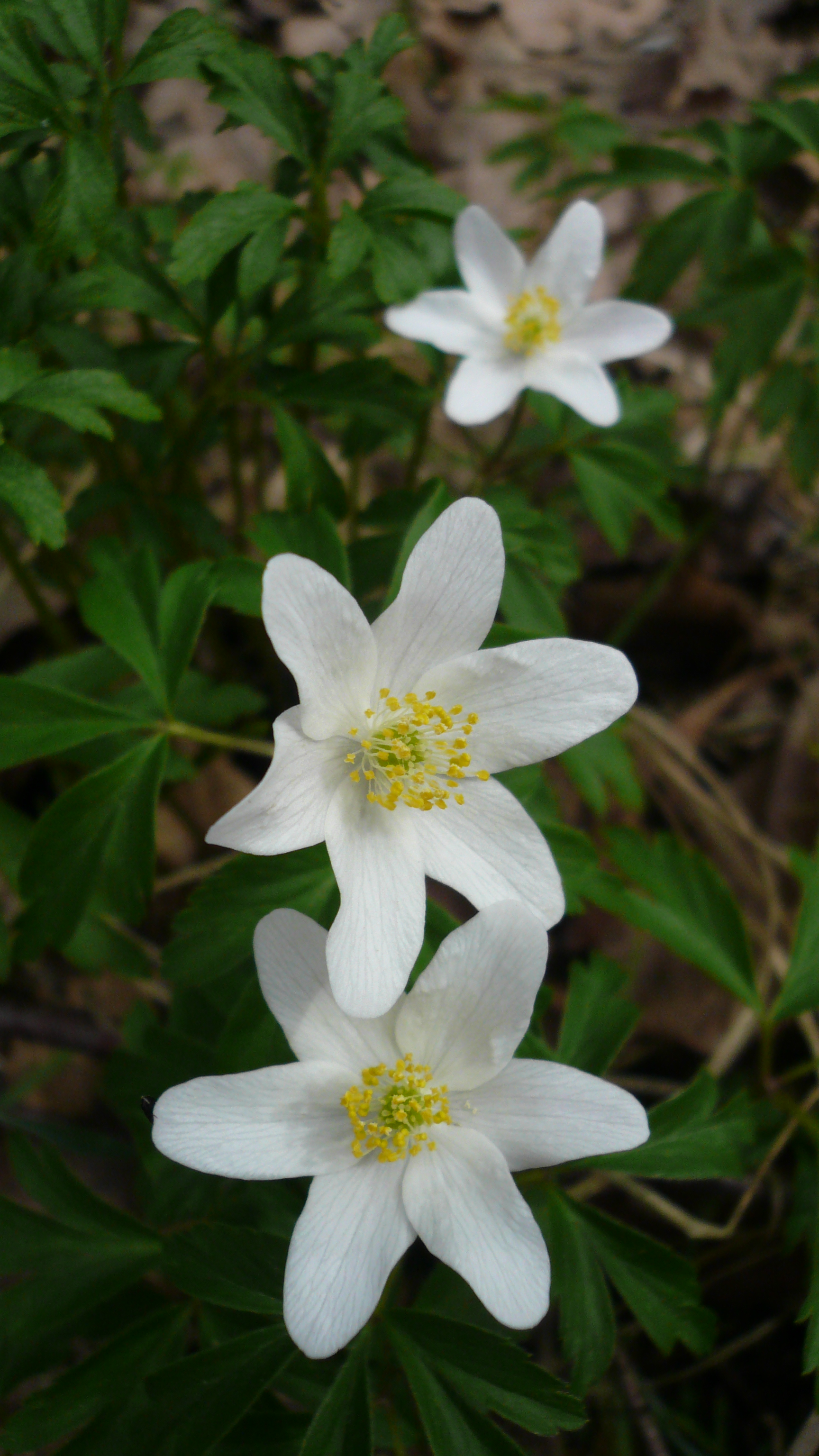
Zawilec gajowy
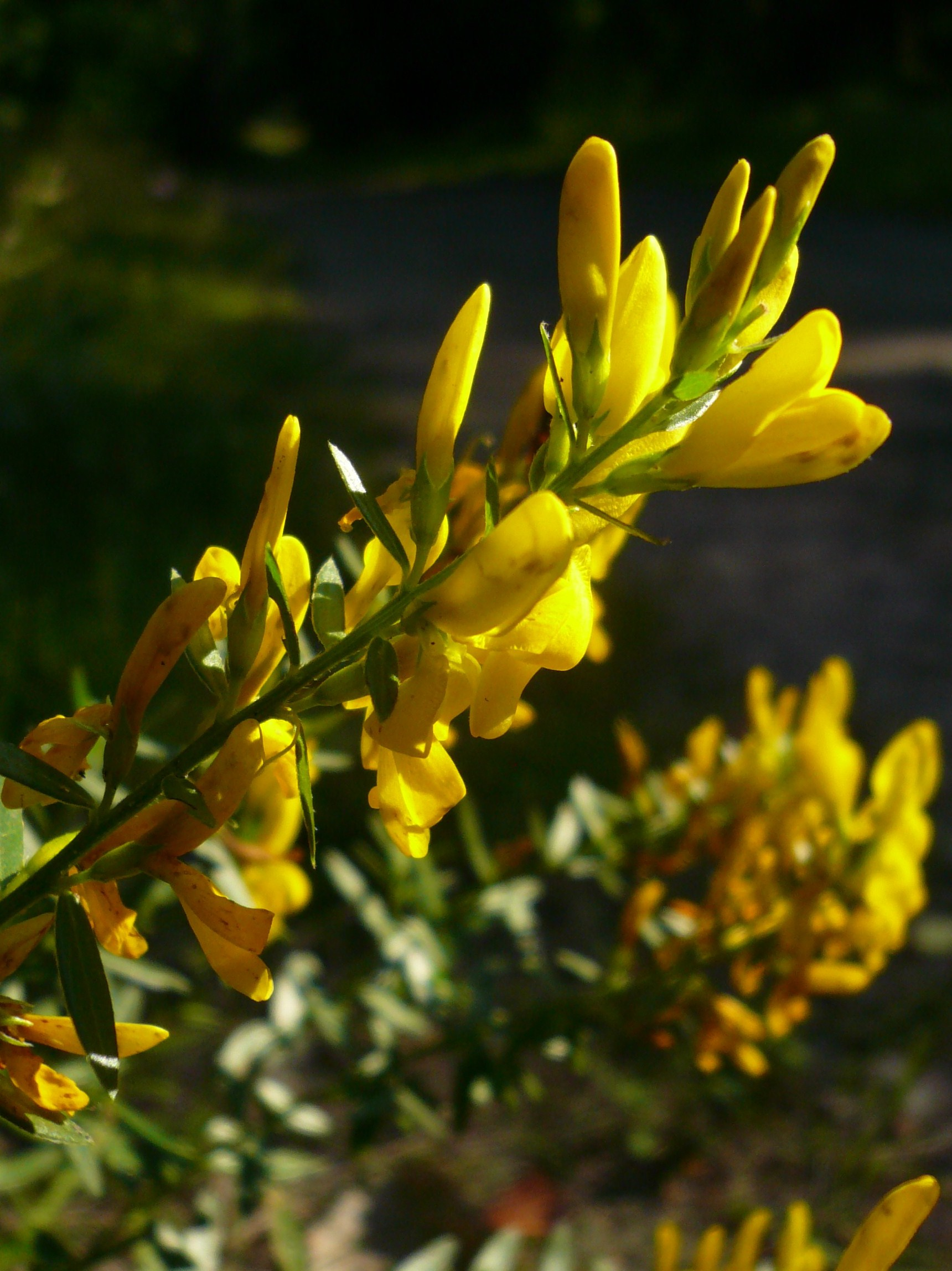
Janowiec barwierski na poligonie WAT
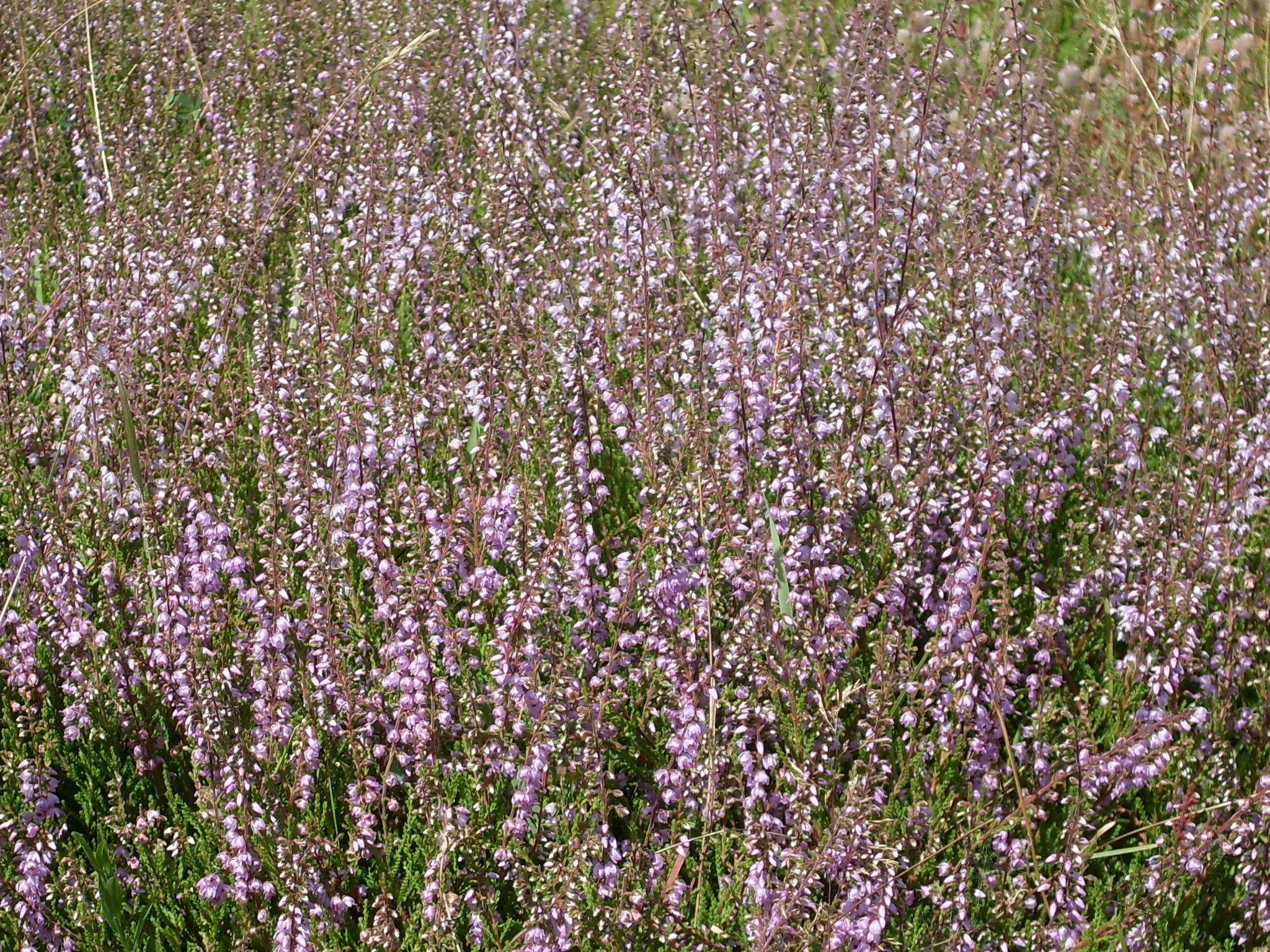
Kwitnące wrzosy na poligonie WAT
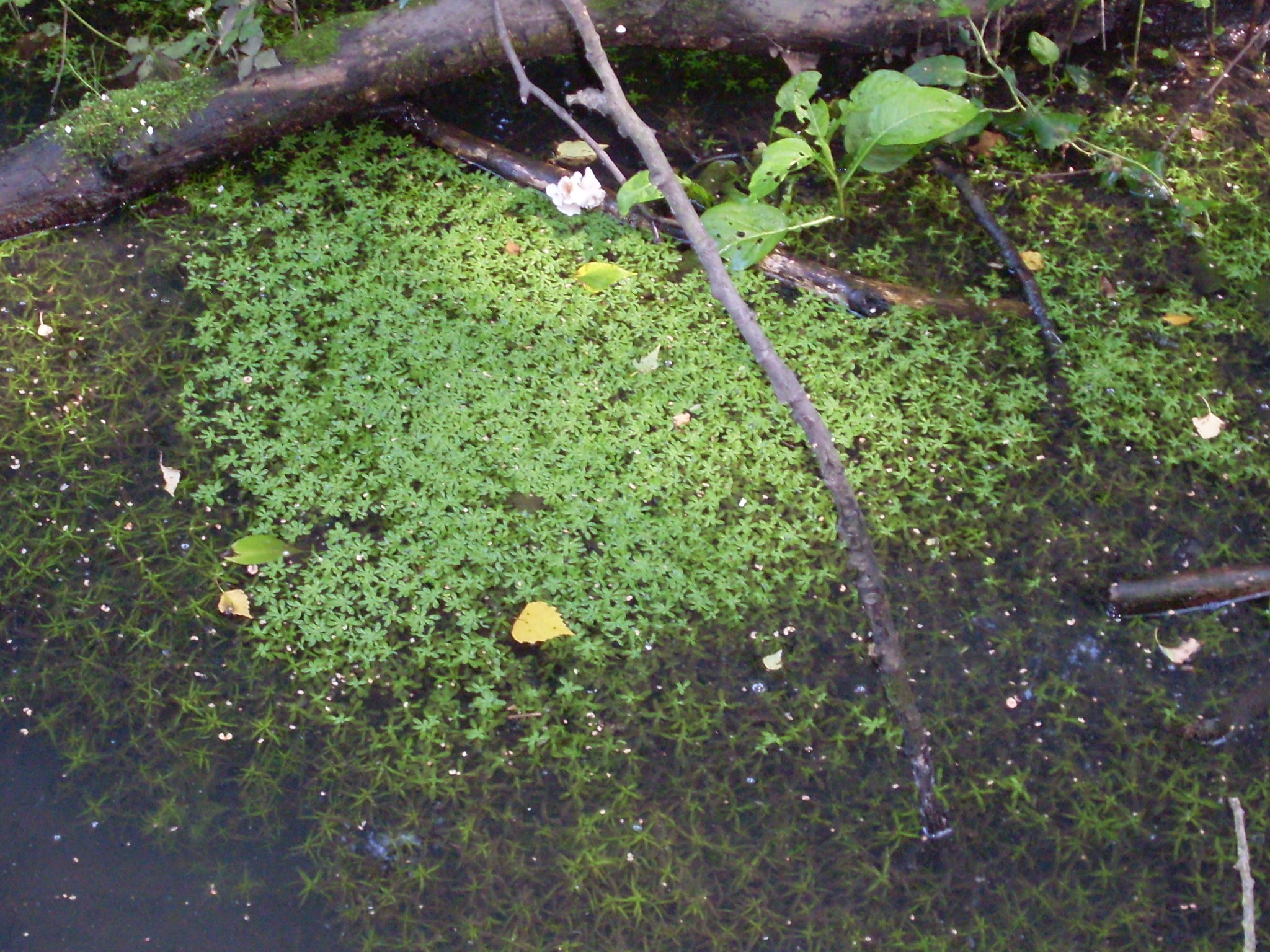
Rzęśl, rosnąca w kanale odwadniającym
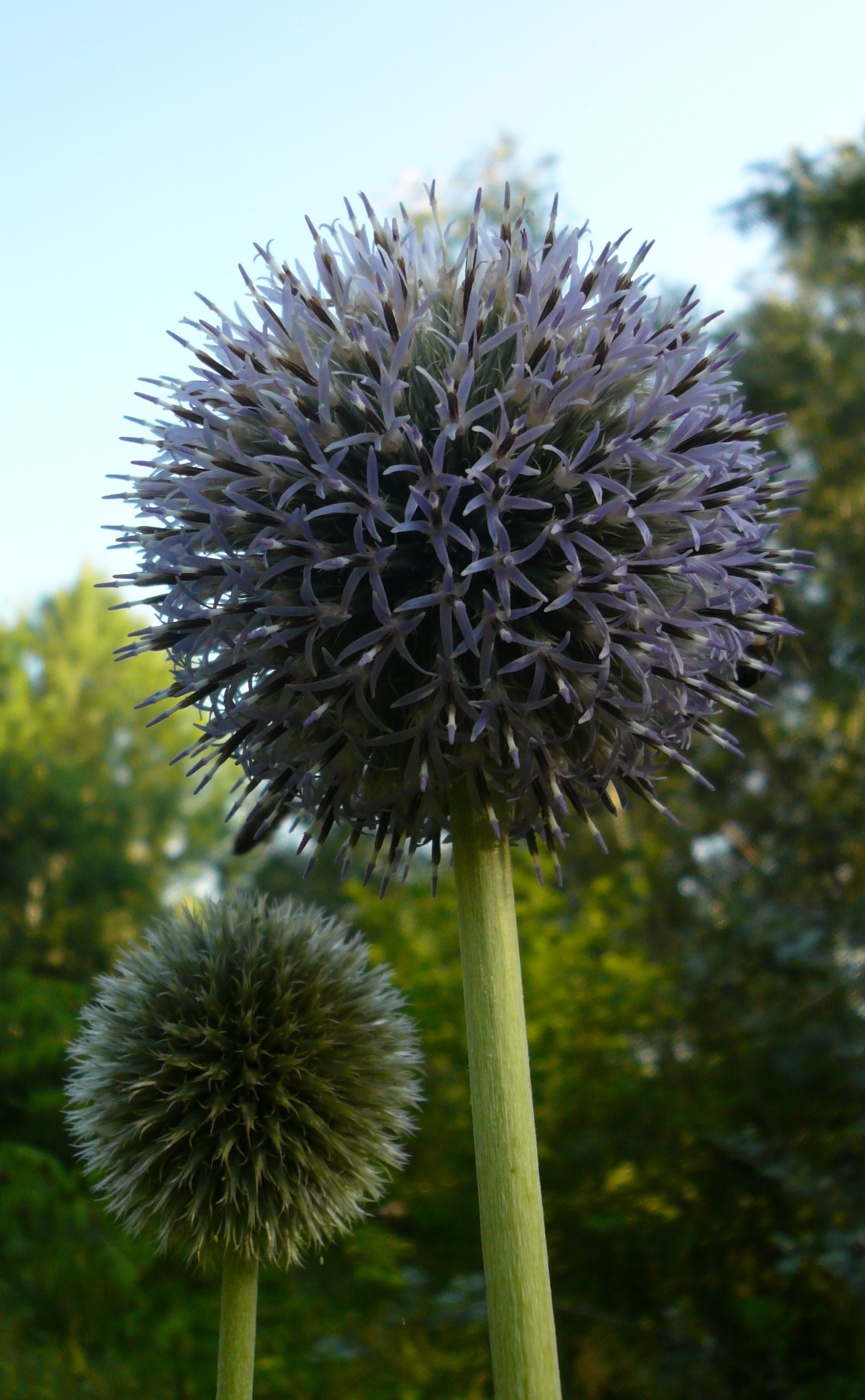
Przegorzan na poligonie WAT
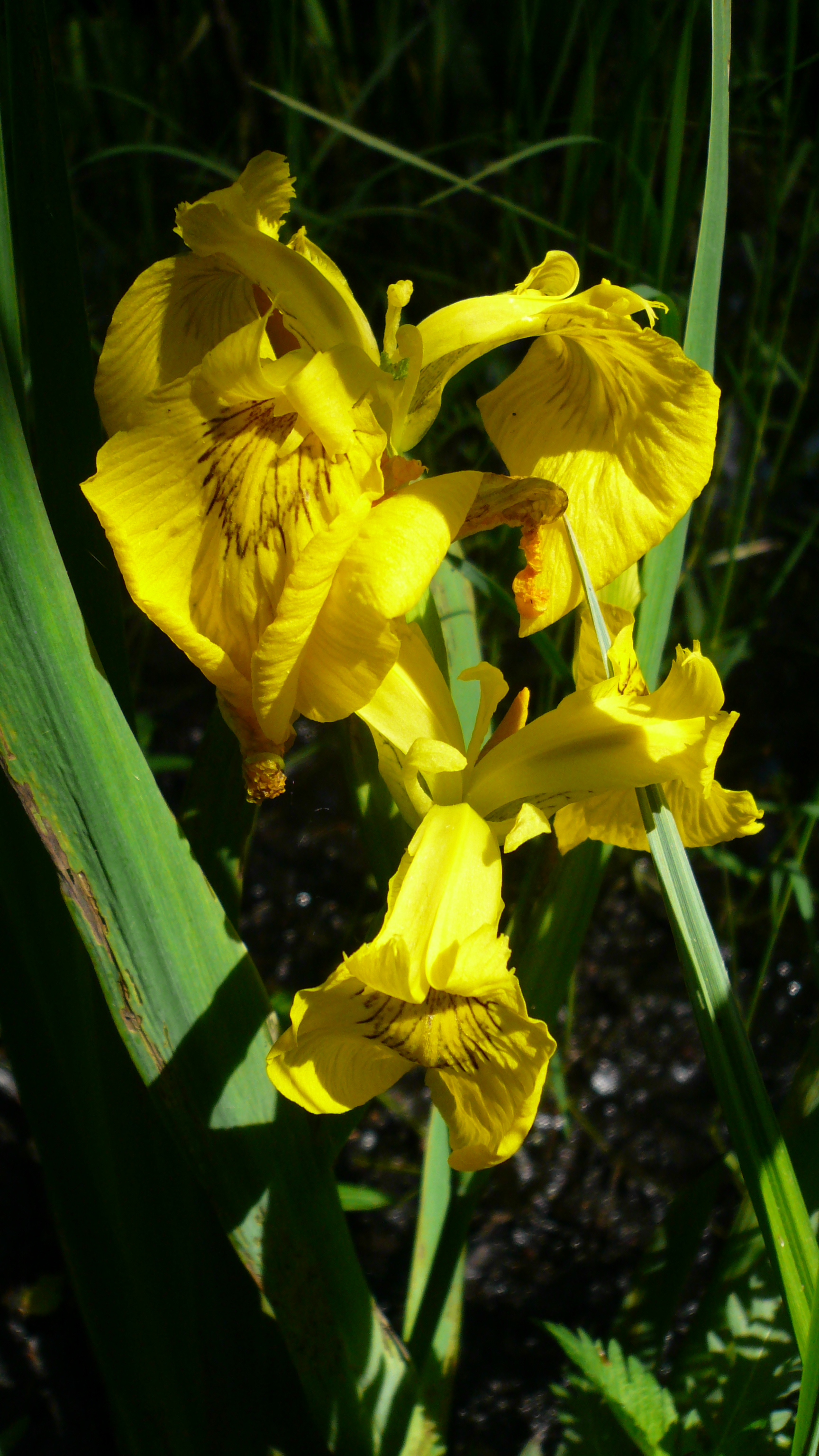
Kosaciec żółty

### Pozostałe grzyby

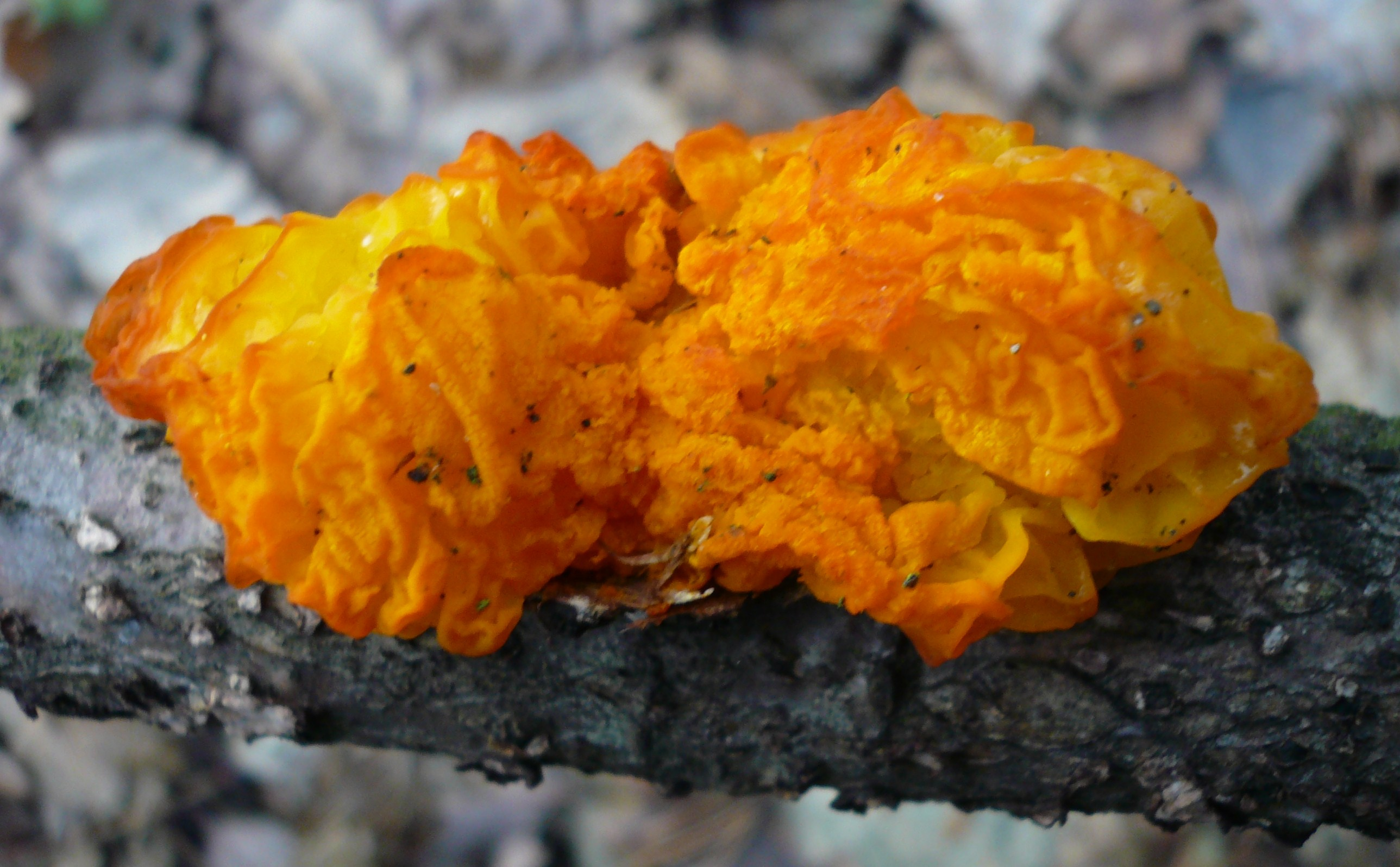
Trzęsak pomarańczowy w zimowym Lesie Bemowskim

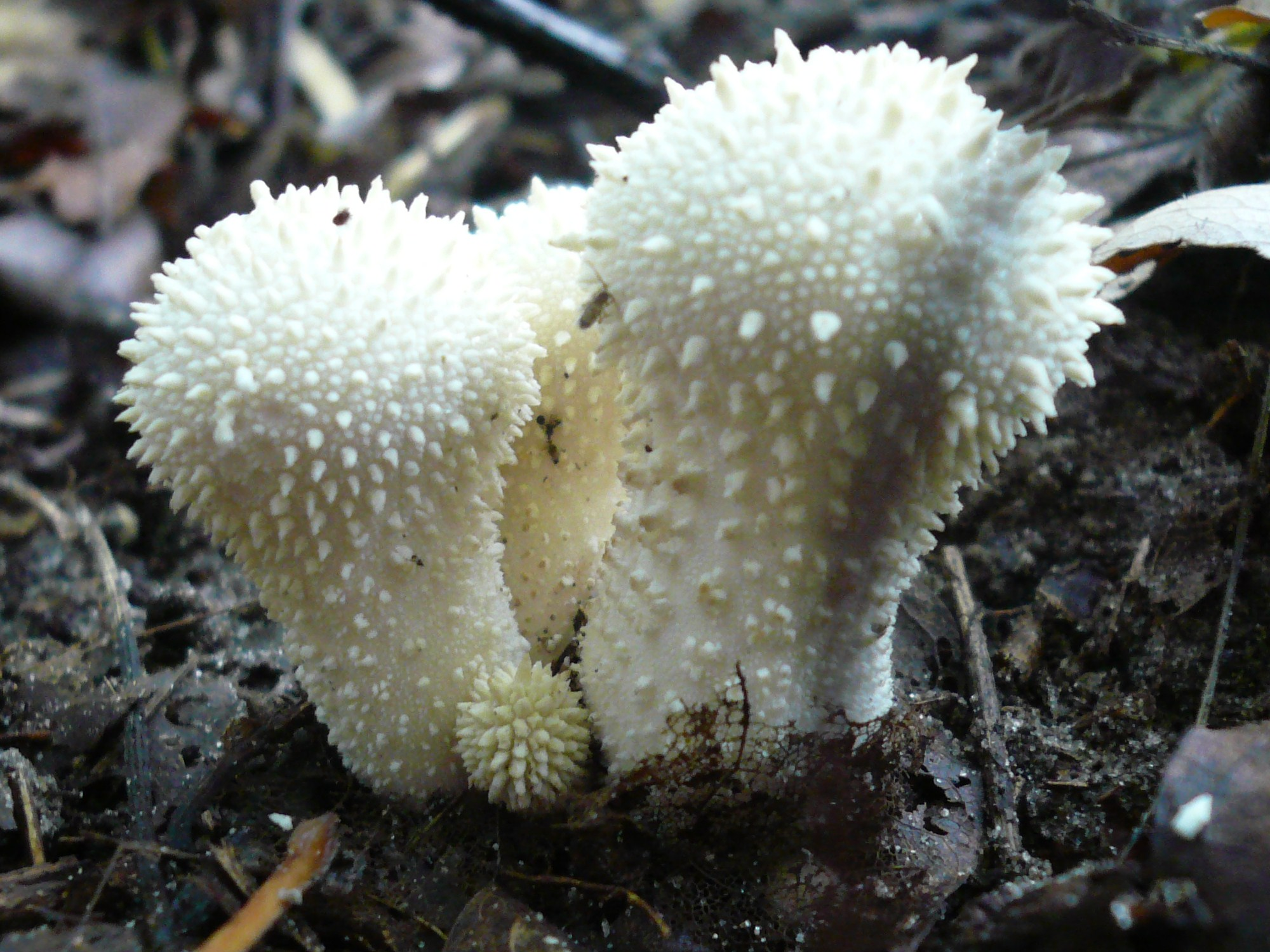
Purchawki chropowate

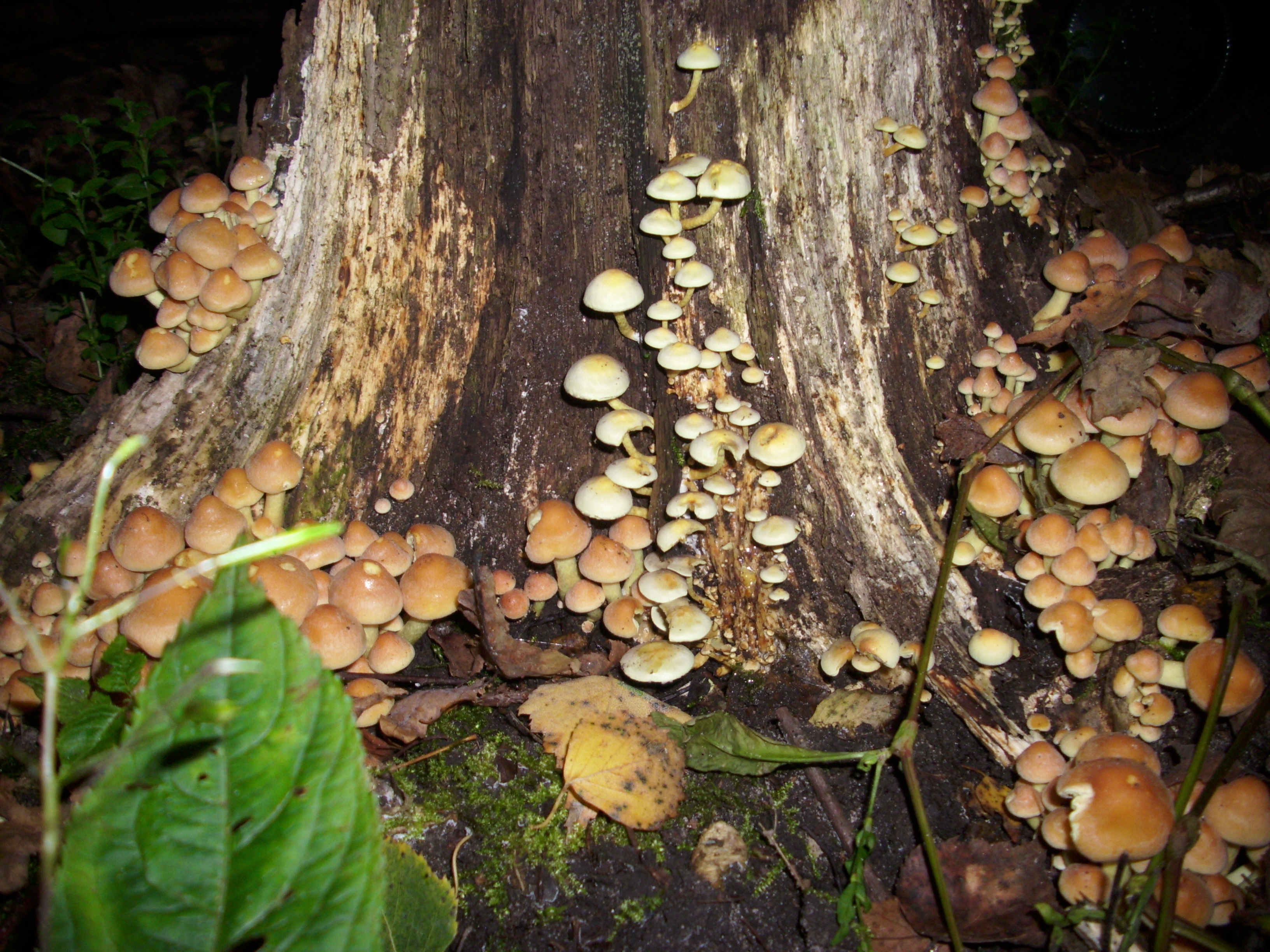
Maślanki

Las Bemowski nie jest dobrym miejscem dla grzybiarzy, ponieważ bory sosnowe rosnące na typowych dla siebie glebach należą tu do rzadkości. Najpospolitszym naziemnym grzybem jadalnym jest purchawka chropowata; drugie miejsce należy oddać gołąbkom. W niektórych miejscach rosną też podgrzybki brunatne i zajączki, kurki, czubajki kanie i czerwieniejące, czernidłak kołpakowaty, a także rzadki tutaj grzyb – podobny do kurki kolczak obłączasty. Zdaje się, że można tu spotkać też lokalnie koźlarze. Do niejadalnych, lecz dekoracyjnych grzybów naziemnych należą: czernidłak gromadny oraz gałęziaki. Rzadkim grzybem jest sromotnik bezwstydny.
Częstsze są za to – ze względu na dużą ilość martwego i obumierającego drewna – grzyby rosnące właśnie na nim. Są to grzyby jadalne: opieńka miodowa, żółciak siarkowy, żagwiak łuskowaty, zimówka aksamitnotrzonowa, rzadszy tutaj rycerzyk czerwonozłoty, oraz niejadalne i trujące, wśród których należy wymienić wyjątkowo pospolitą maślankę wiązkową oraz łuskwiaka. Ponadto w bardzo wilgotnych miejscach częsty jest niezidentyfikowany jeszcze grzyb z rzędu trzęsakowców. Oczywiście, bardzo liczne są rozmaite gatunki niejadalnych hub zdrewniałych.

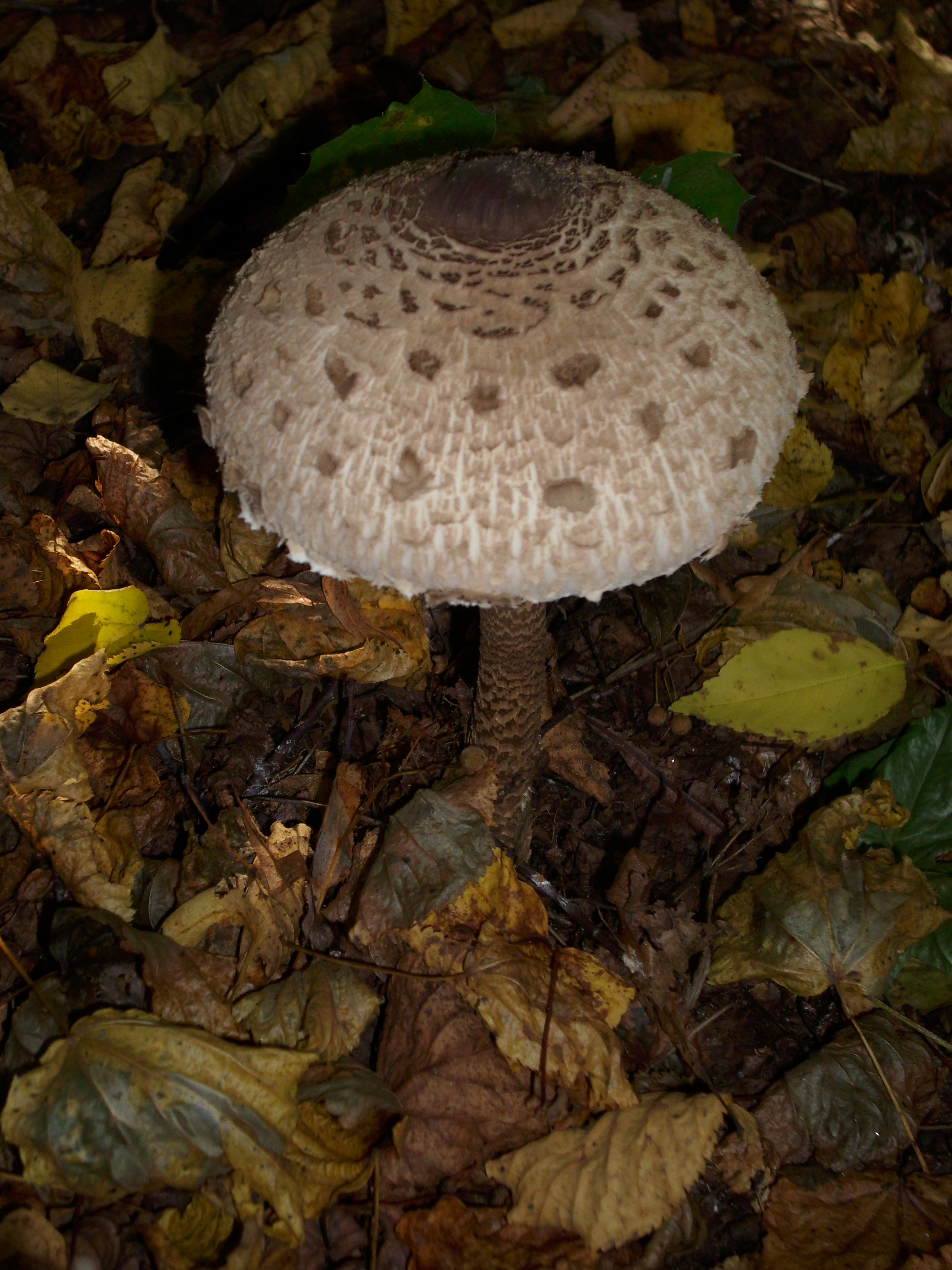
Czubajka kania
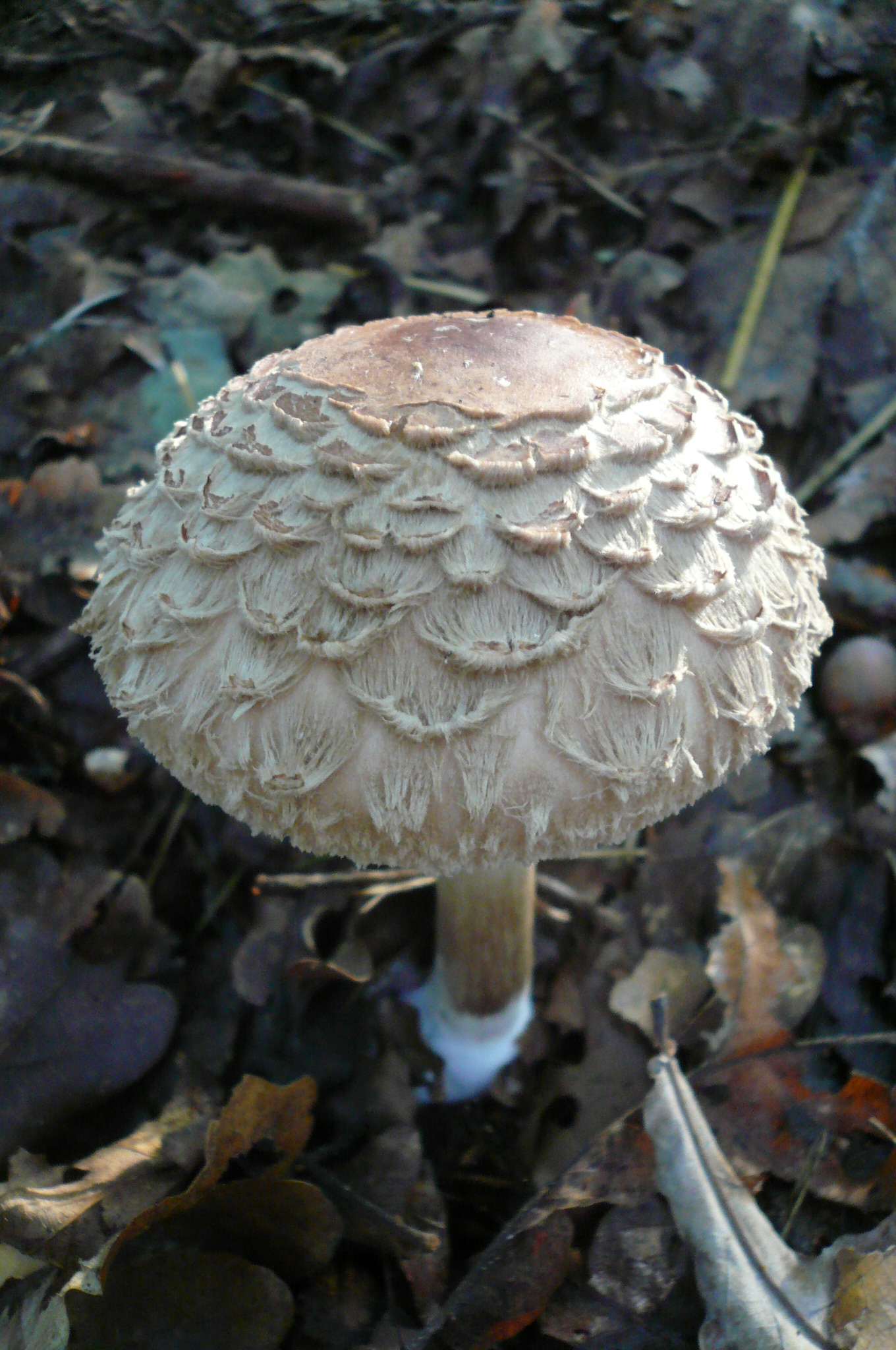
Czubajka czerwieniejąca
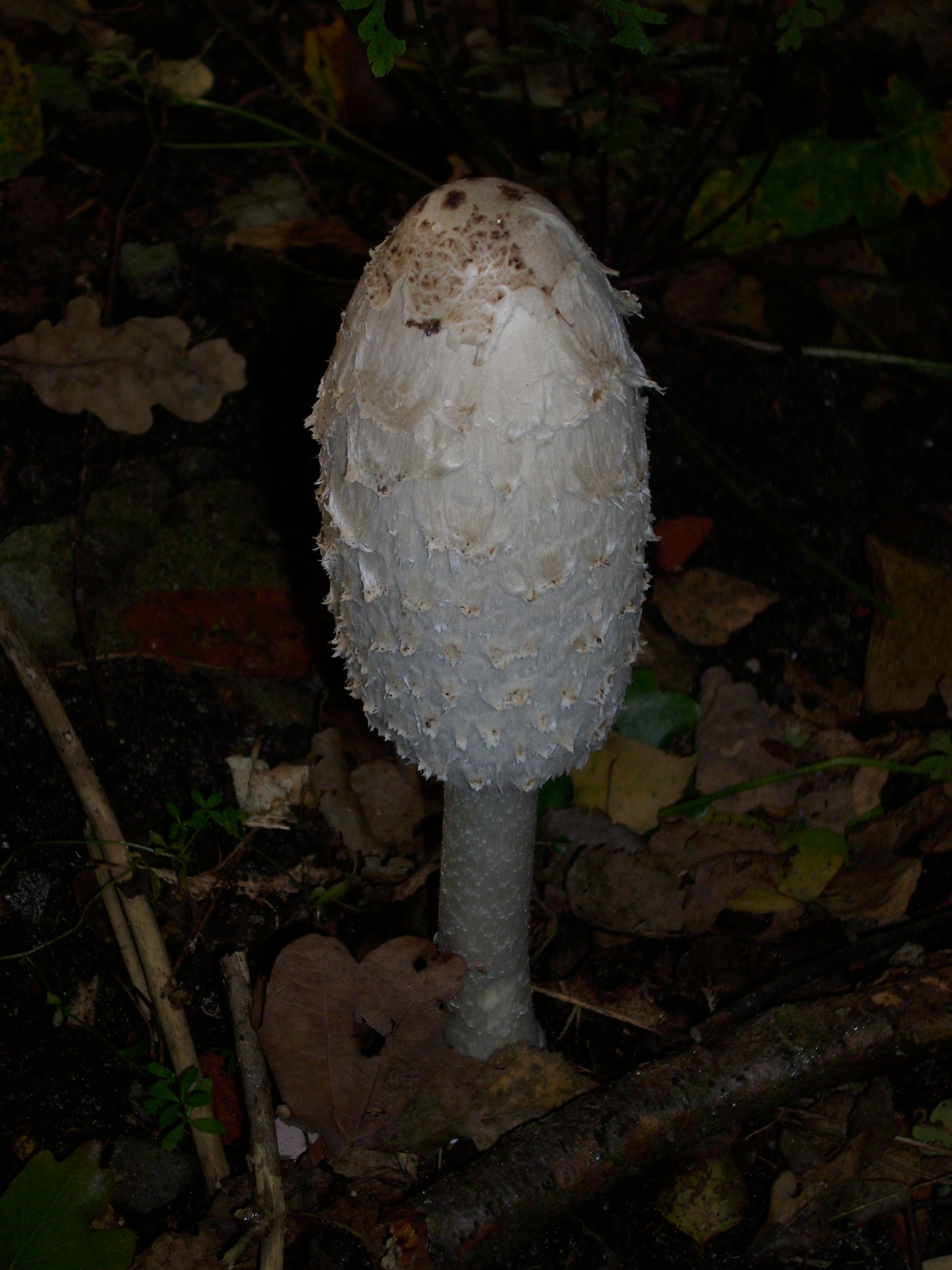
Czernidłak kołpakowaty
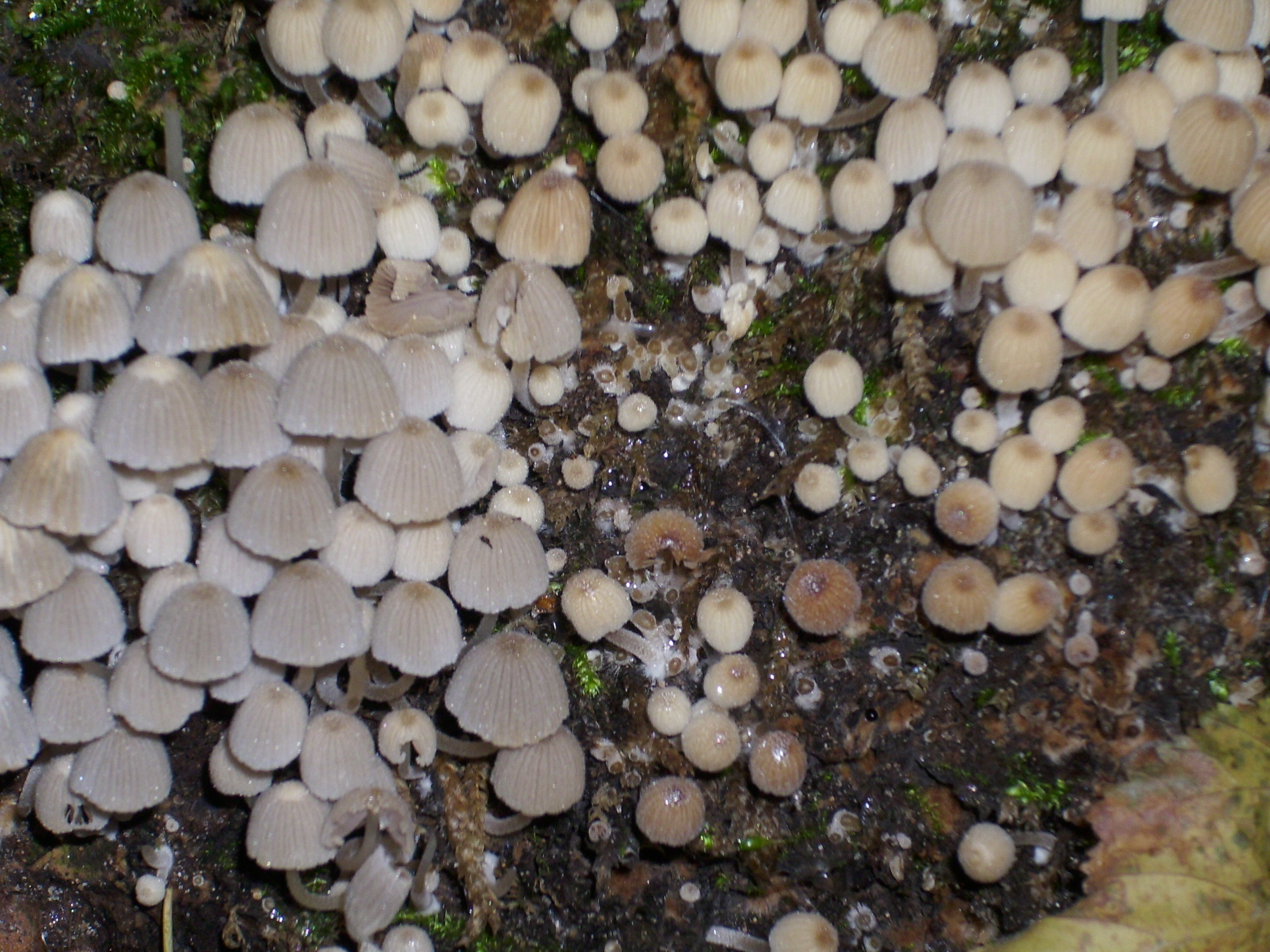
Czernidłak gromadny
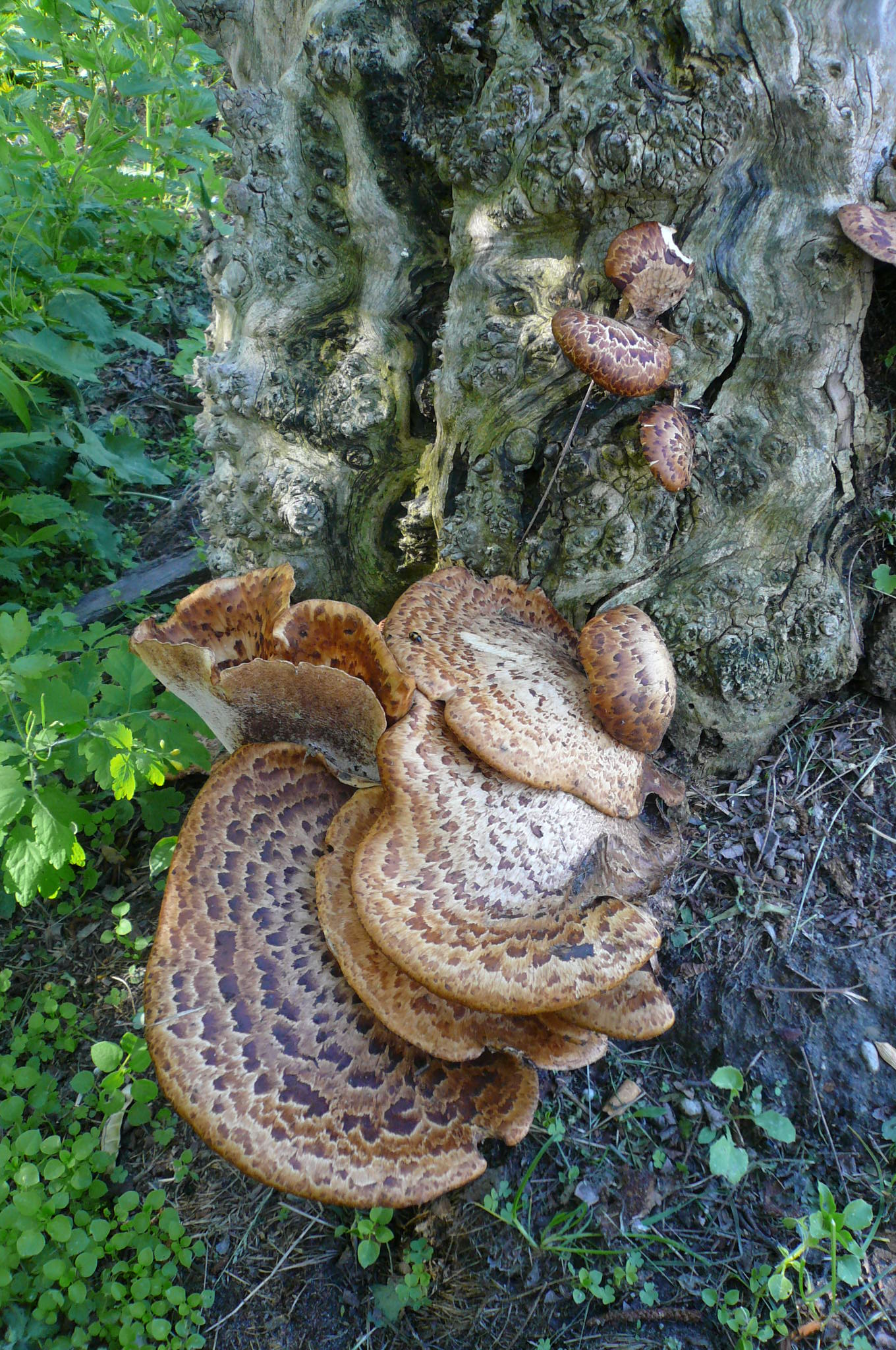
Żagwiak łuskowaty w okolicy Lasu Bemowskiego

## Zwierzęta

### Ssaki

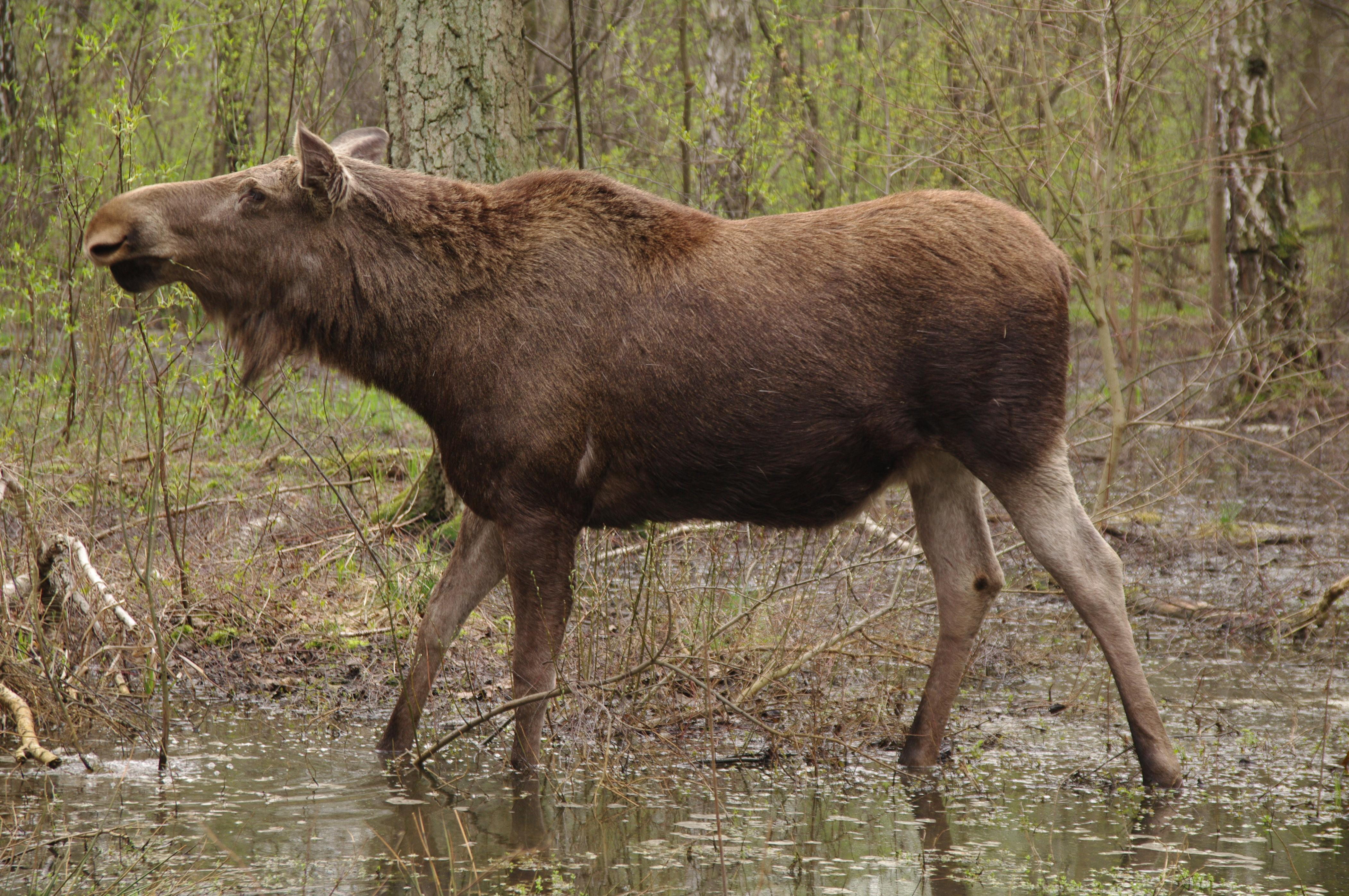
Cielna klępa w wiosennym Lesie Bemowskim

Las Bemowski, ze względu na swoją wielkość, nie sprzyja występowaniu dużych ssaków drapieżnych. Nie wiemy też nic o ich przejściowym pobycie tutaj. Natomiast zamieszkują go drapieżniki średniej wielkości – lisy, borsuki, a w odludnych, podmokłych częściach lasu – jenoty. Szczególnie interesująca jest rozległa kolonia borsucza, zwana Miastem Borsuków. Występują tu również liczne mniejsze drapieżniki – kuny, tchórze, łasice. Drapieżniki wabi zwłaszcza tutejsze wysypisko śmieci, gdzie mogą zarówno pożywiać się odpadkami, jak i polować na liczne tam ptaki i gryzonie.
Pospolitym mieszkańcem lasu jest sarna. Względnie stałe łosie można spotkać tu wiosną i latem – jest to prawdopodobnie stale ta sama klępa, która w lesie wychowuje młode. Jesienią wynosi się stąd, ponieważ małe rozmiary lasu uniemożliwiają odbycie bukowiska (stan wiedzy z 2010 r.). Prócz tego jednak Las Bemowski odwiedzają przechodnie osobniki łosi. Możliwe jest również przejściowe występowanie tutaj danieli lub jeleni. Las Bemowski zamieszkują też dziki w liczbie prawdopodobnie kilkudziesięciu sztuk.
W lesie i na okolicznych polach oraz łąkach można spotkać zająca szaraka, a w rejonie poligonu Wojskowej Akademii Technicznej (tzw. małpi gaj) żyły podobno do niedawna (może jeszcze żyją?) dzikie króliki. Faktem jest występowanie w lesie nietoperzy niesprecyzowanych bliżej gatunków. Żyje tu też ryjówka nieznanego gatunku lub gatunków, ale niezbyt pospolicie.
Tropy i ślady ssaków Lasu Bemowskiego

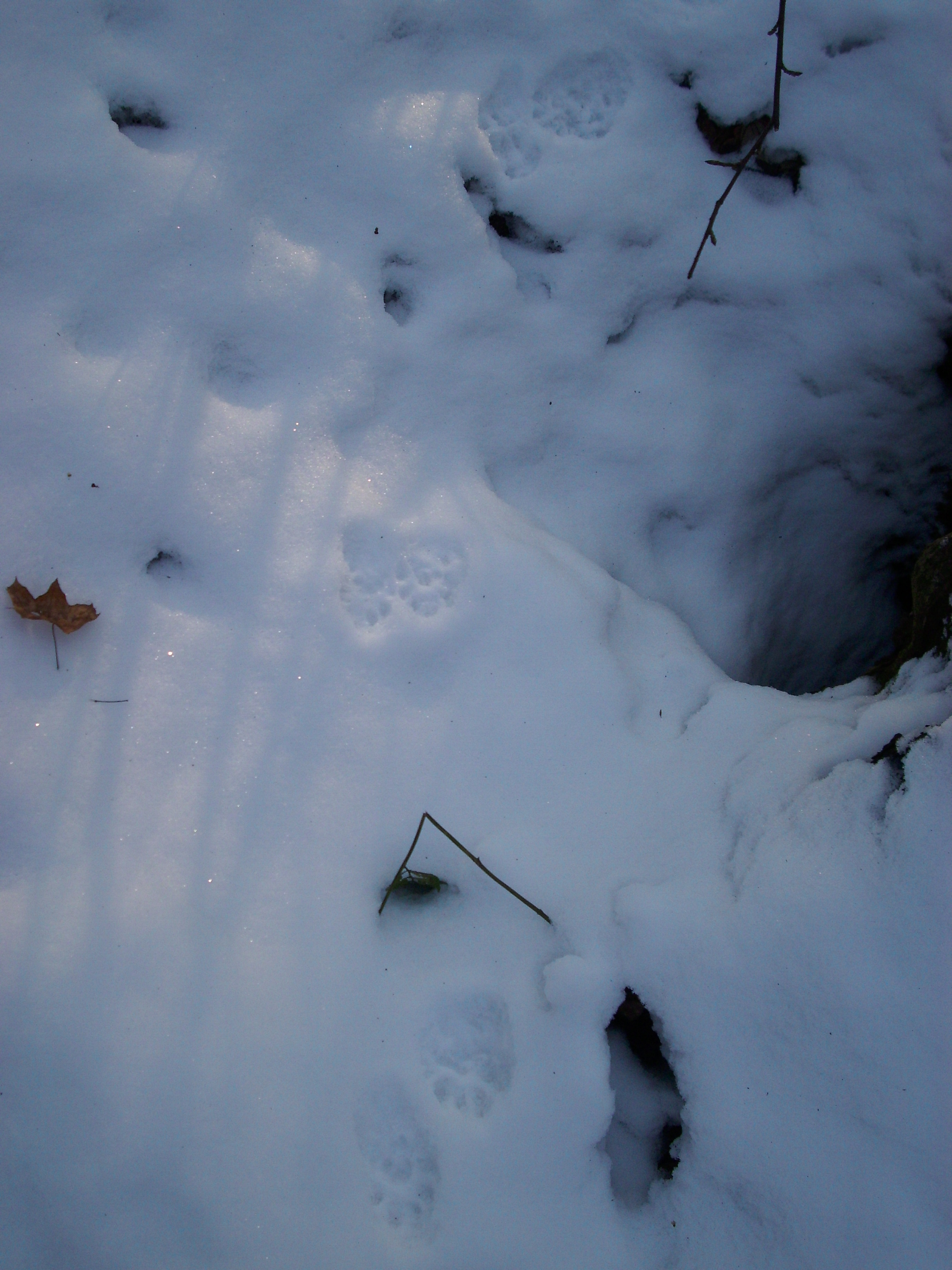
Tropy kuny w skokach, prawdopodobnie kamionki
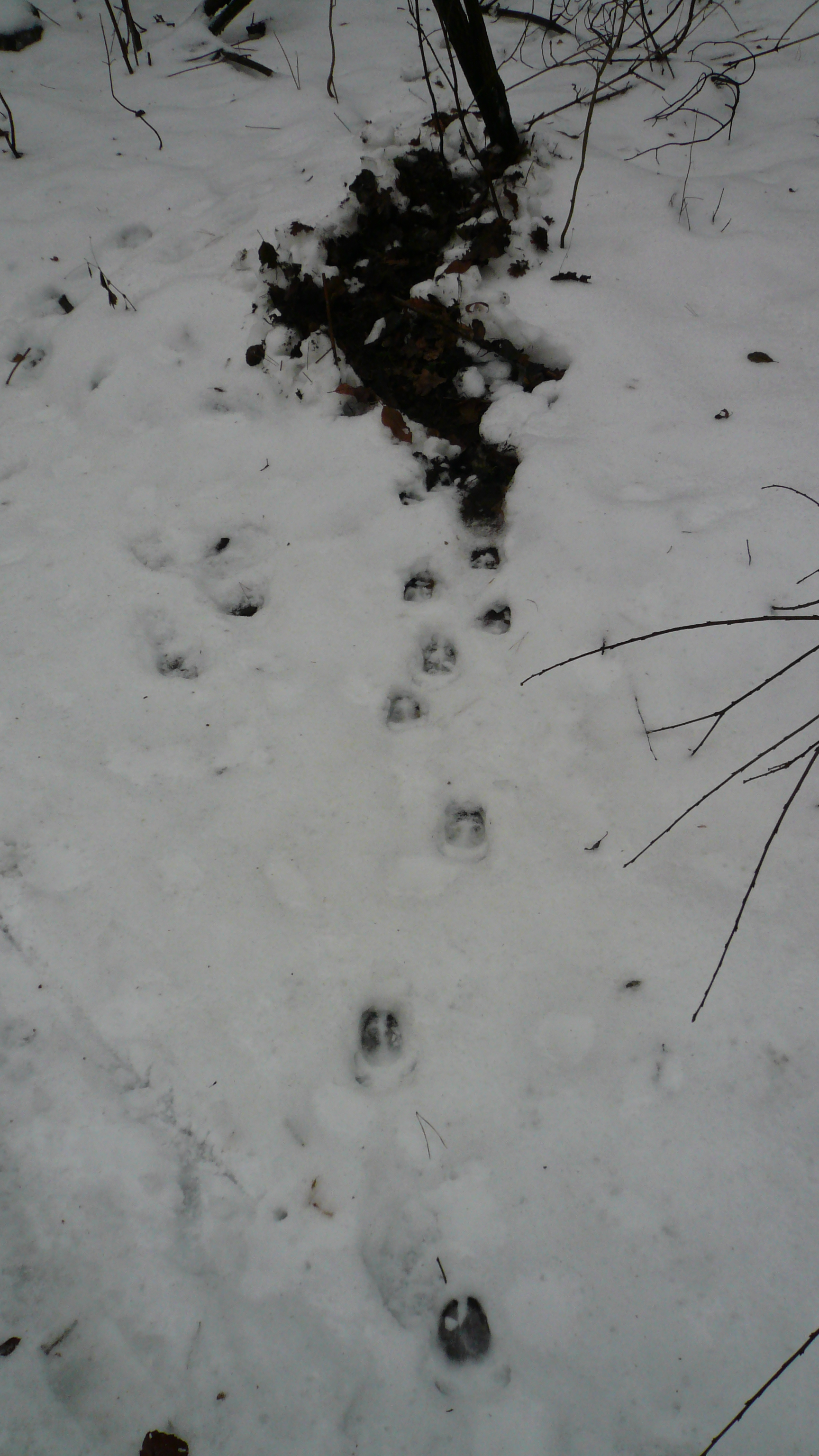
Miejsce żerowania dzika
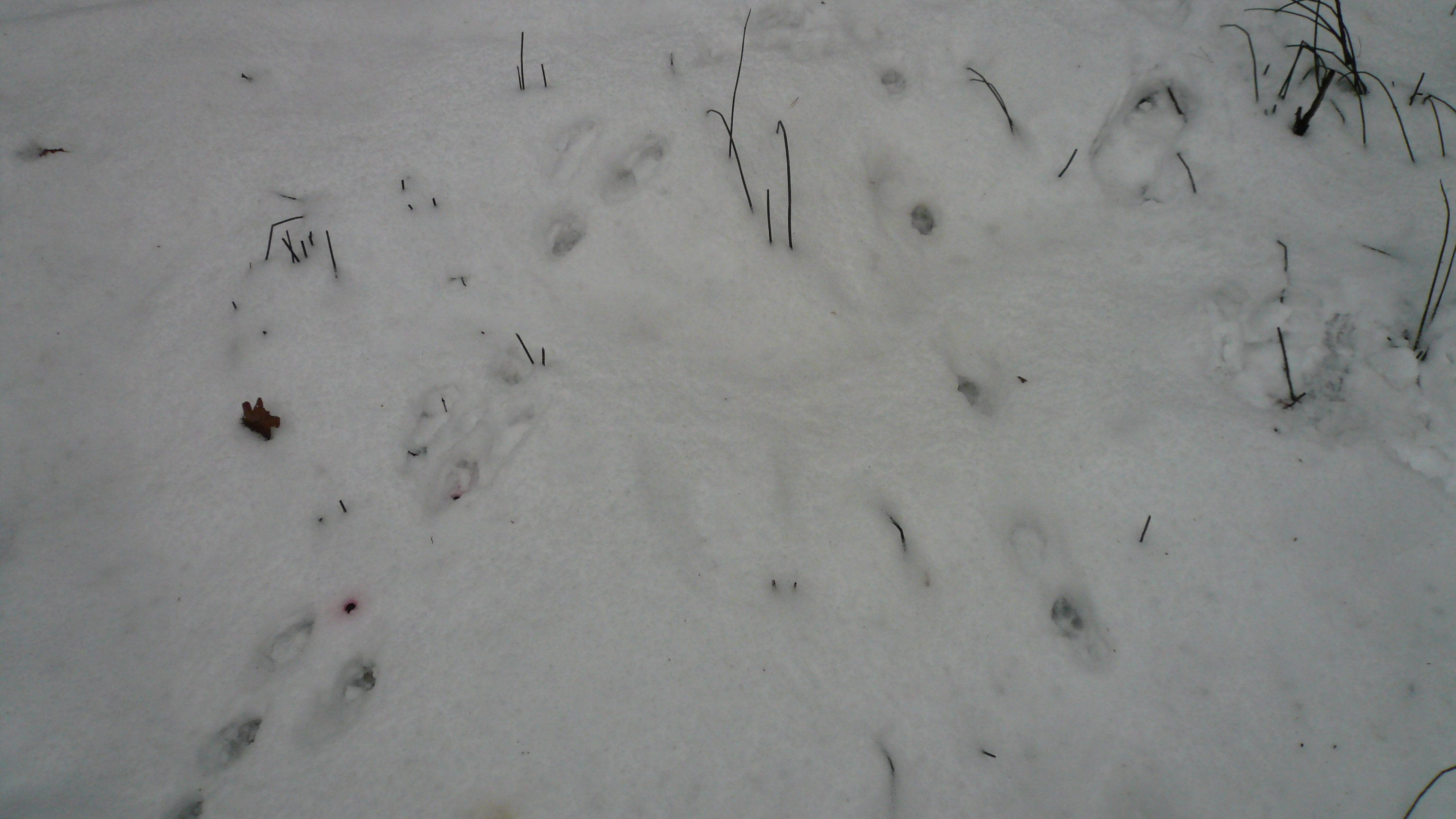
Trop zająca (lw.) i lisa (pr.)
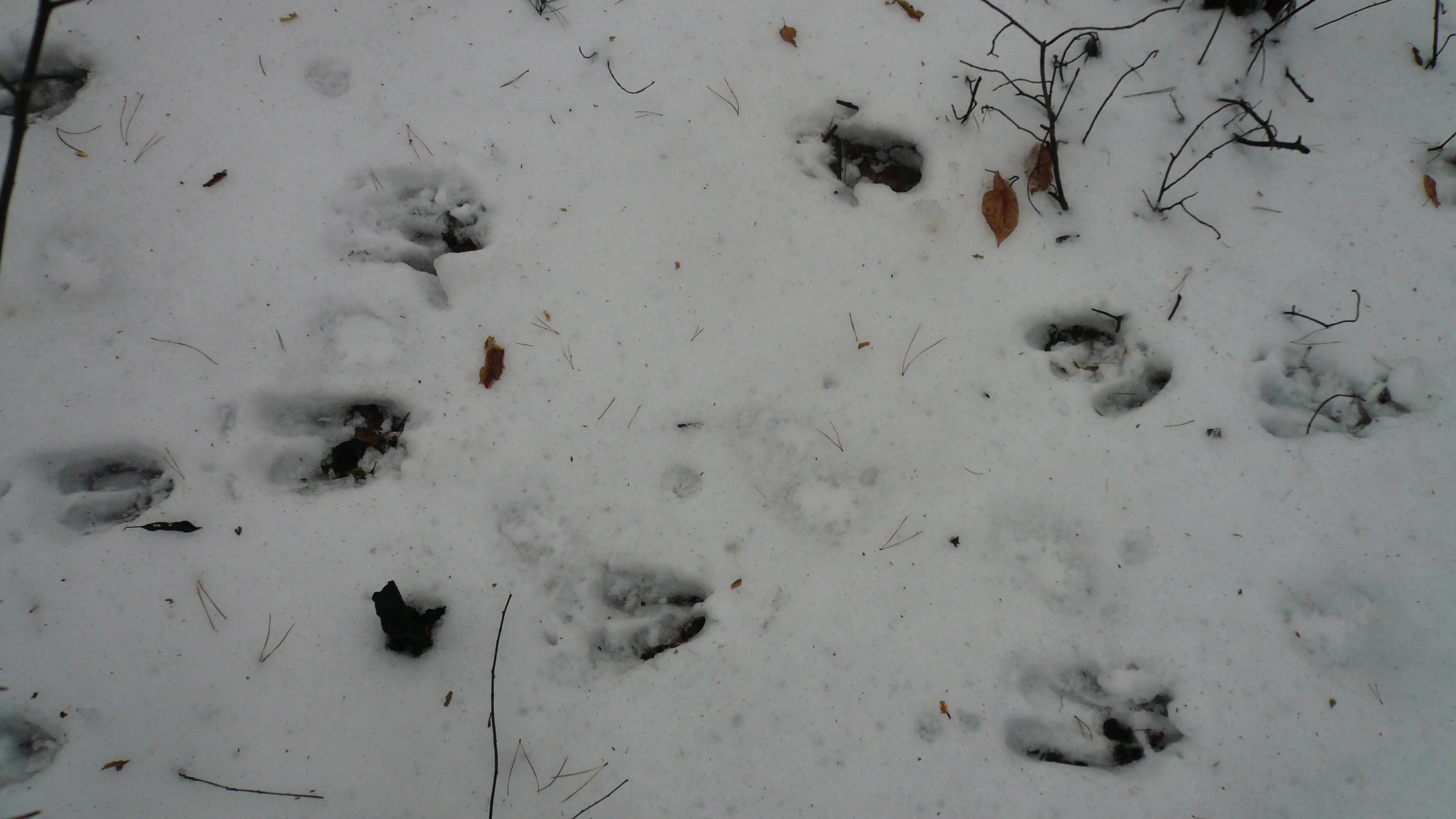
Tropy łosi

### Ptaki

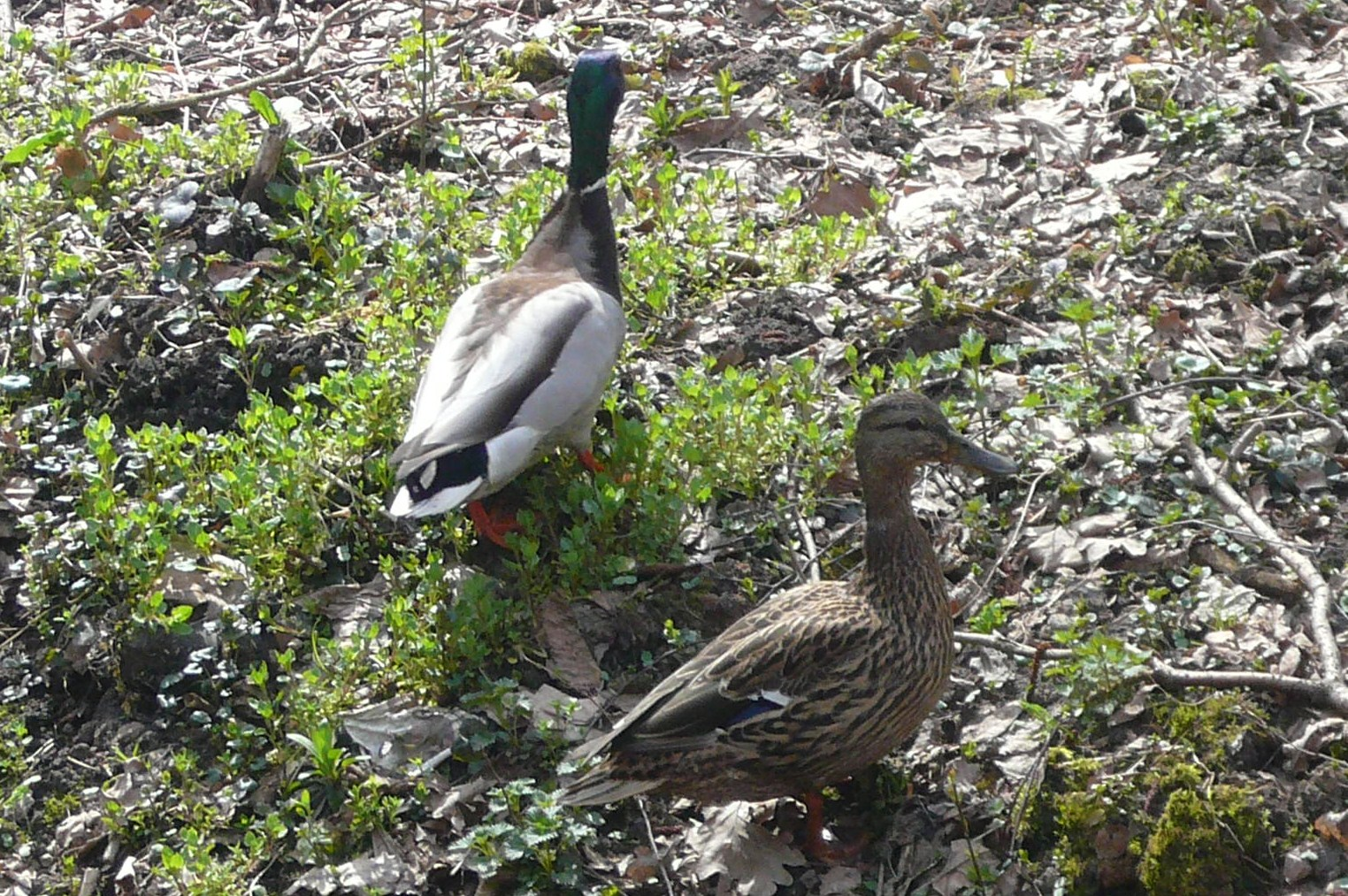
Para krzyżówek na terenie leśnym nad kanałem w Lesie Bemowskim

Podobnie jak to ma miejsce w przypadku ssaków, niewielkie stosunkowo rozmiary Lasu Bemowskiego tworzą warunki nie odpowiadające dużym ptakom drapieżnym. Najczęściej widuje się myszołowy, krogulce i pustułki, rzadziej spotkać można jastrzębia gołębiarza – być może ze względu na skryty tryb życia. Z nocnych skrzydlatych drapieżników występują: sowa uszata, prawdopodobnie puszczyk i być może jeszcze jakieś gatunki. Szczególnie lubiane przez drapieżniki jest również sąsiedztwo Góry Śmieciowej.
Duża ilość starych, martwych i obumierających drzew tworzy korzystne warunki dla dziuplaków, w tym dzięciołów. Stosunkowo często spotkać można dzięcioła czarnego, a obok niego występują m.in. dzięcioł zielony i dzięcioł pstry mały. Do brzeżnej strefy lasu docierają bażanty łowne, zamieszkujące sąsiadujące z lasem tereny z mozaiką terenów otwartych, drzewostanów i zadrzewień. Na łąkach leśnych żeruje niekiedy zalatujący z sąsiedztwa bocian biały, a w 2011 r. stwierdzono w lesie gniazdo bociana czarnego (nadbudowane na starszym, prawdopodobnie myszołowa. Znany jest również fakt zimowania na terenie lasu grupy czapli siwych. Na leśnych ciekach, bagnach i rozlewiskach można też nieraz spotkać kaczki krzyżówki – także w miejscach zadrzewionych. Warto dodać, że okolice Lasu Bemowskiego leżą na szlaku przelotów gęsi gęgawy; na nieodległym stawie Koziorożec we Włochach odbywają się podobno nawet „międzylądowania”. Przejściowo na terenie lasu bywają najwyraźniej bliżej niesprecyzowane ptaki siewkowate.
W Lesie Bemowskim żyje para kruków (stan wiedzy z 2010 r.); zalatują one niekiedy nad nawet nad dość odległe osiedla. Tutejsze sójki znane są z umiejętności „lingwistycznych” – potrafią naśladować głosy koguta, kota, myszołowa, a nawet skrzypienie huśtawki. Głos myszołowa naśladują tak dobrze, że jest on praktycznie nieodróżnialny od oryginalnego. Można tu spotkać także ciekawe mniejsze ptaki wróblowate, jak gile, raniuszki (jak wszystko na to wskazuje, te ostatnie gniazdują tutaj) czy szczygły. Po dnie starych partii lasu biegają, prócz kosów, również drozdy śpiewaki. Wykroty i skarpy korzeniowe olch chętnie zamieszkuje strzyżyk wole oczko.

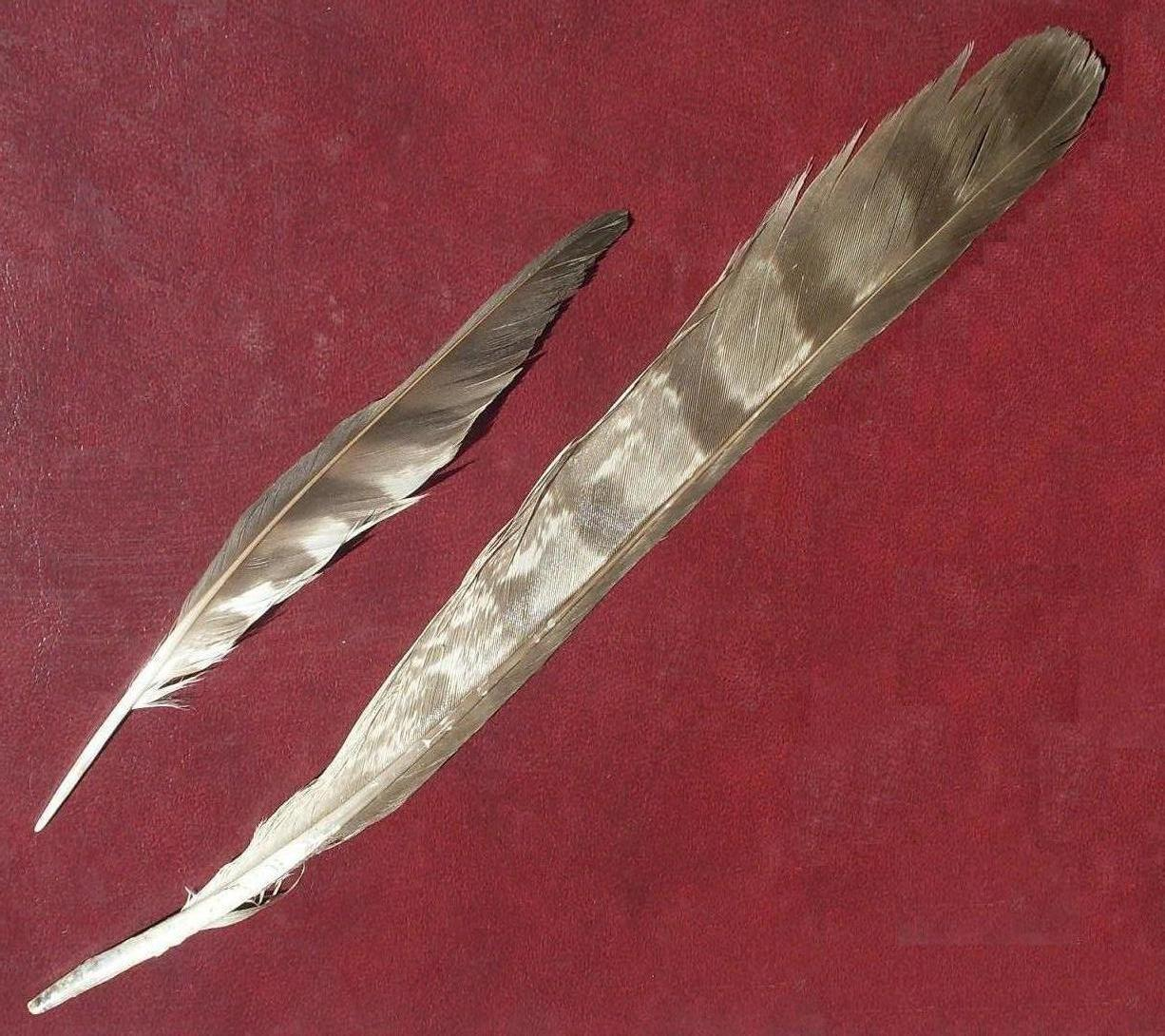
Lotki ptaków drapieżnych: jastrzębia, znaleziona w okolicy Góry Śmieciowej, oraz krogulca (być może żyjącego stale w Lesie Bemowskim) z pobliża Parku Górczewska
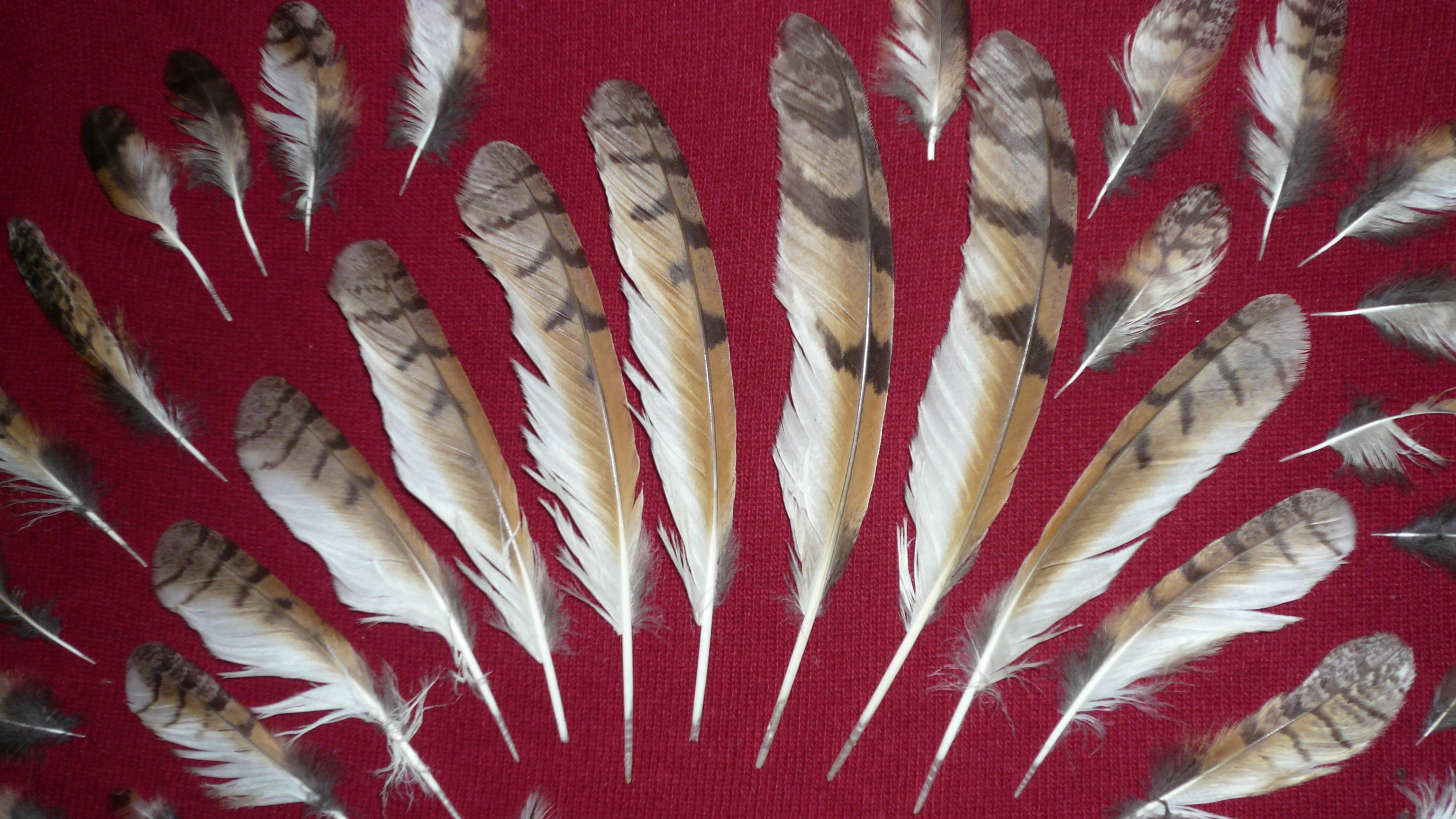
Pióra sowy uszatej, znalezione razem koło terenu lotniska

### Gady i płazy

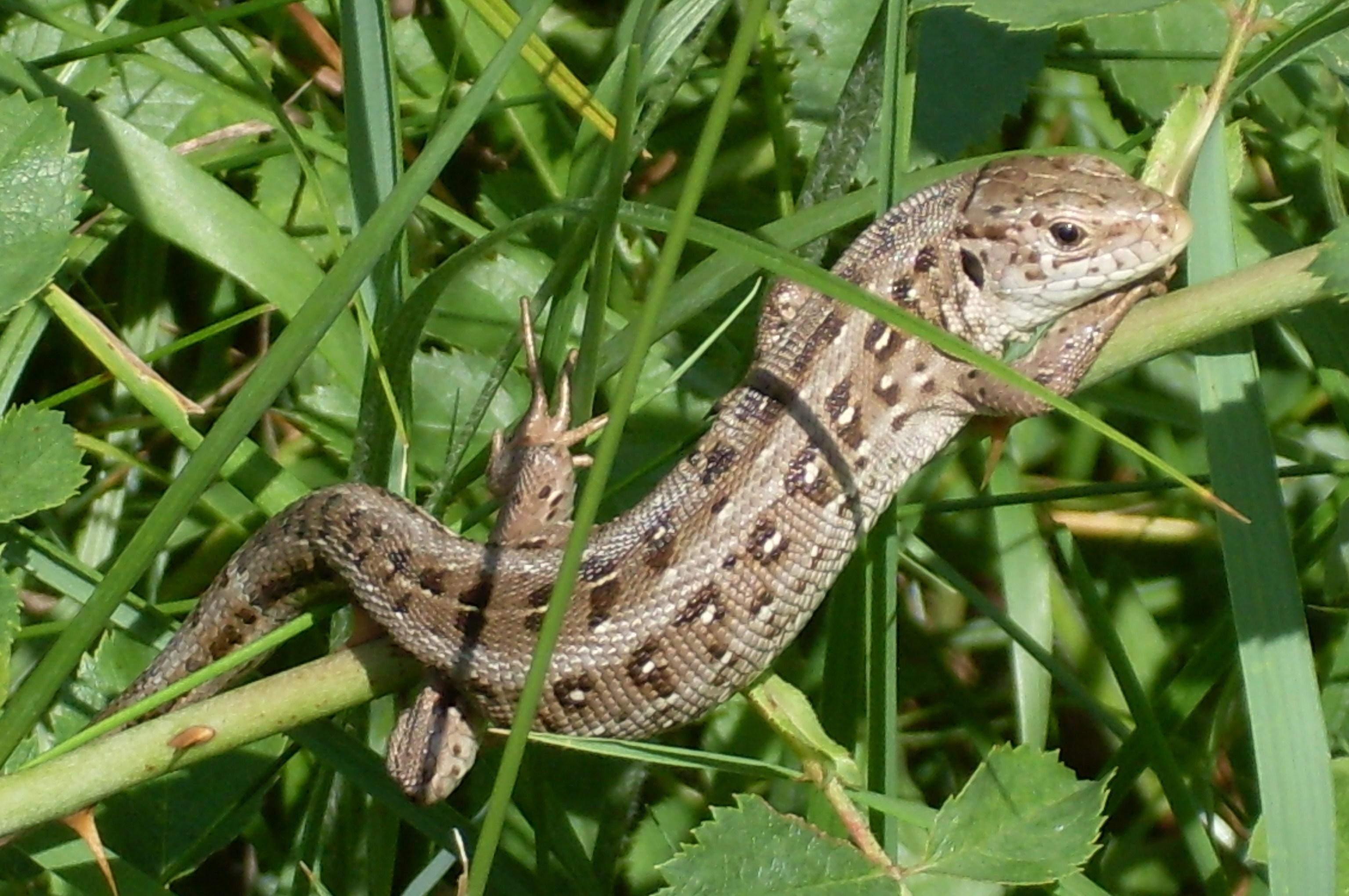
Najpospolitszy gad Lasu Bemowskiego – jaszczurka zwinka. Poligon WAT

Fauna płazów i gadów terenie Lasu Bemowskiego jest dość standardowa. Najciekawszym niewątpliwie płazem jest rzekotka drzewna, której głównym miejscem rozrodu jest prawdopodobnie fosa fortu Radiowo. Najpospolitsza jest natomiast żaba trawna. Żyją tu też ropuchy szare, a w fosie fortu Radiowo i stawkach na obszarach łąkowych na zachód od lasu – niesprecyzowane gatunkowo żaby zielone. W pobliżu lasu występowały też przynajmniej dawniej grzebiuszki ziemne, ropuchy zielone i kumaki nizinne. Prawdopodobne jest występowanie w lesie traszki zwyczajnej.
Żyją tu też jaszczurki zwinki, pospolite zwłaszcza na terenie poligonu Wojskowej Akademii Technicznej, rzadziej (tereny leśne) żyworódki oraz padalec. Bagienne siedliska sprzyjają najpospolitszemu z krajowych węży – zaskrońcowi. Ponadto w Lesie Bemowskim występuje żmija zygzakowata i rzadki na północy Polski gniewosz plamisty.

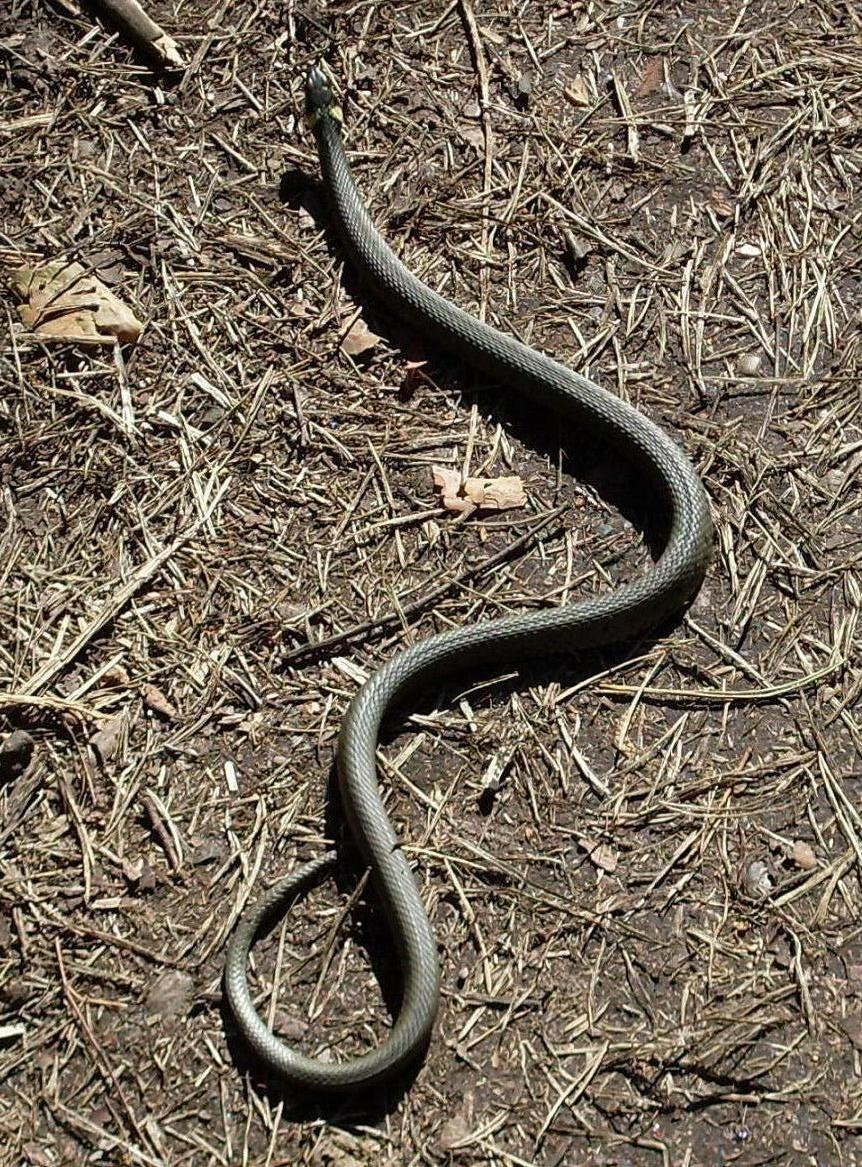
Zaskroniec w rejonie Łosiowych Błot

### Ryby
Jedynym przypuszczalnie zbiornikiem wodnym na terenie lasu, gdzie żyją ryby, jest fosa fortu Radiowo. O składzie gatunkowym tamtejszego rybostanu nie wiemy niczego bliższego; jest to jednak zbiornik typu karasiowego.

### Owady lądowe

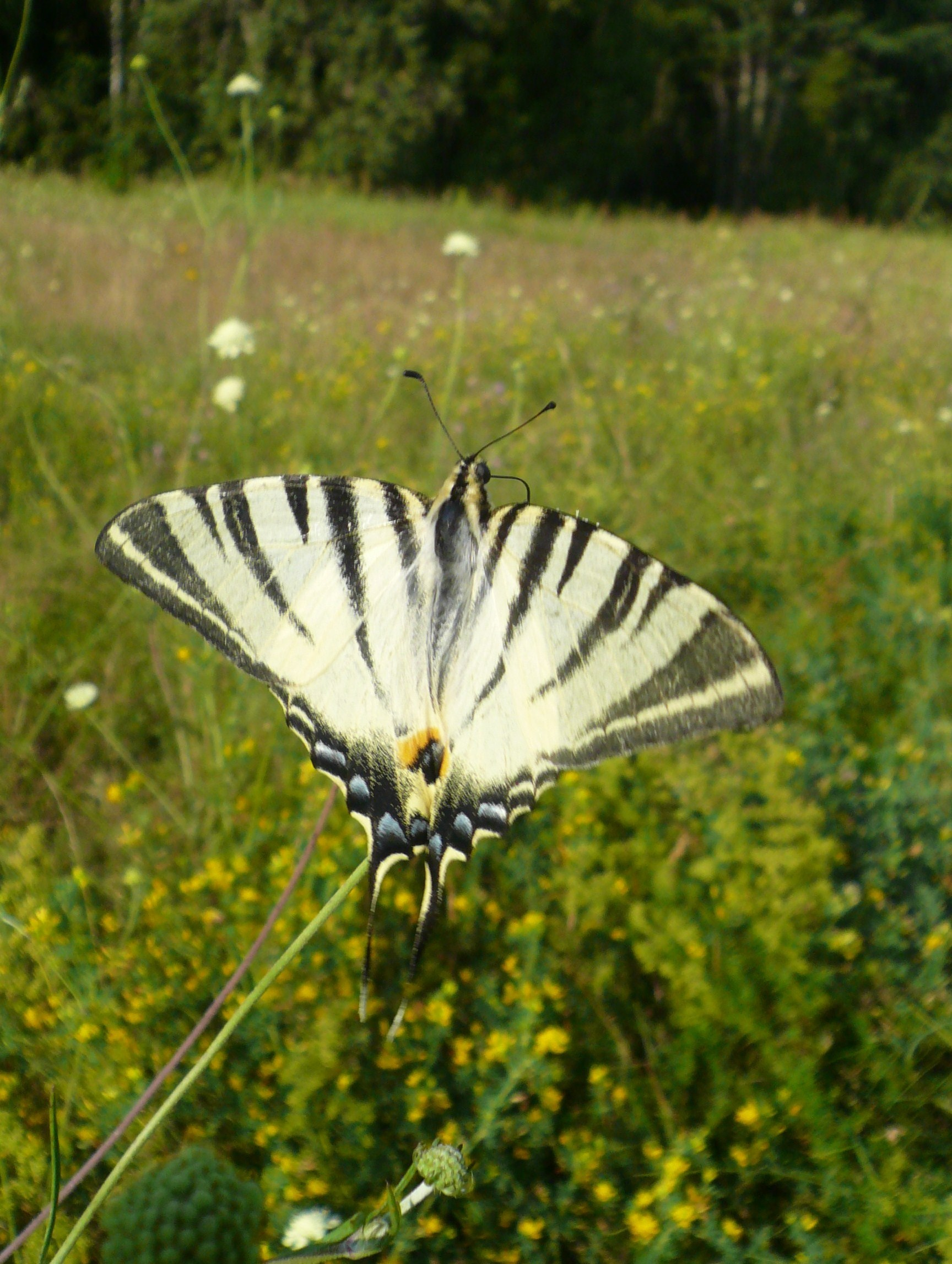
Paź żeglarz na poligonie WAT

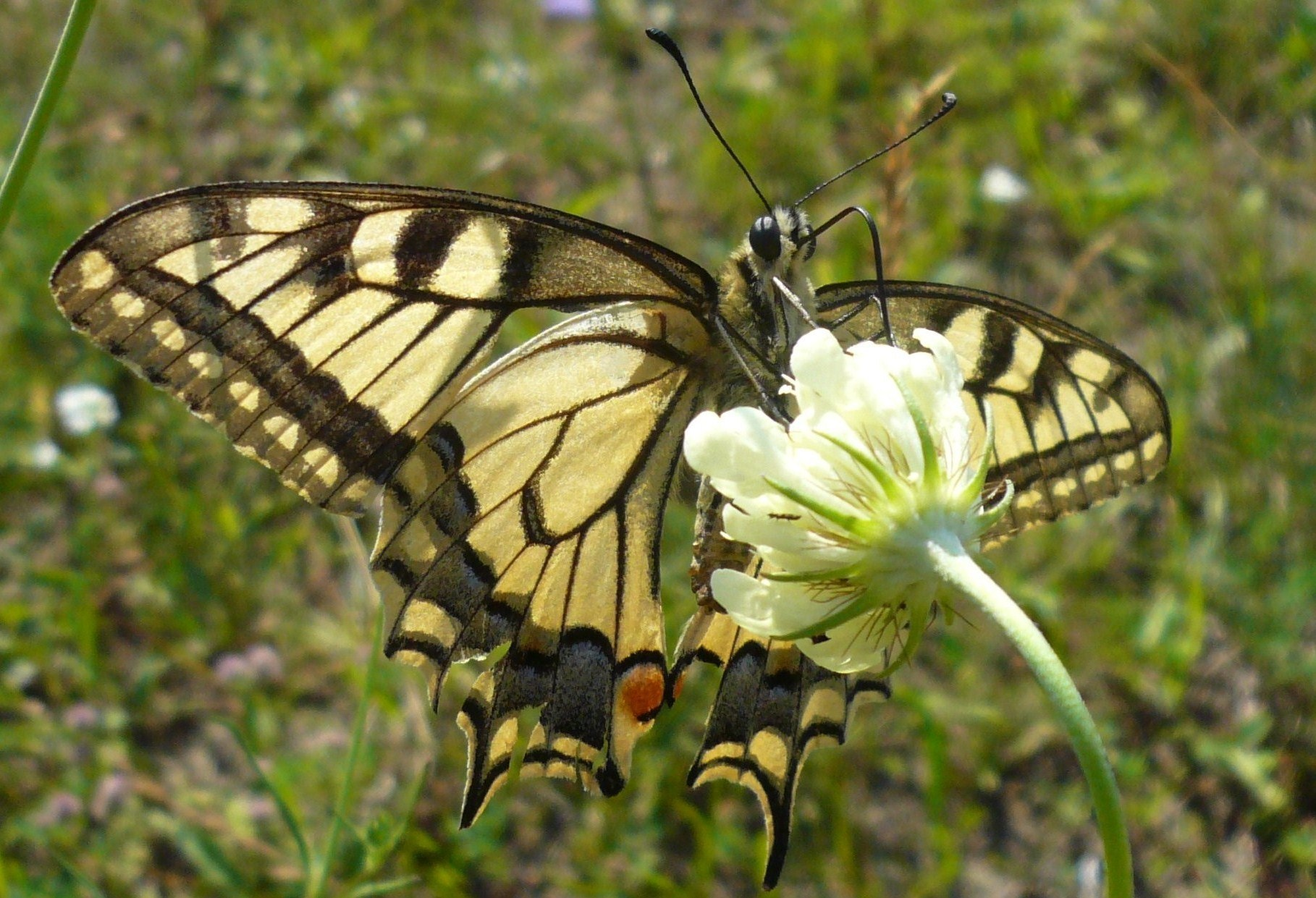
Paź królowej na poligonie WAT

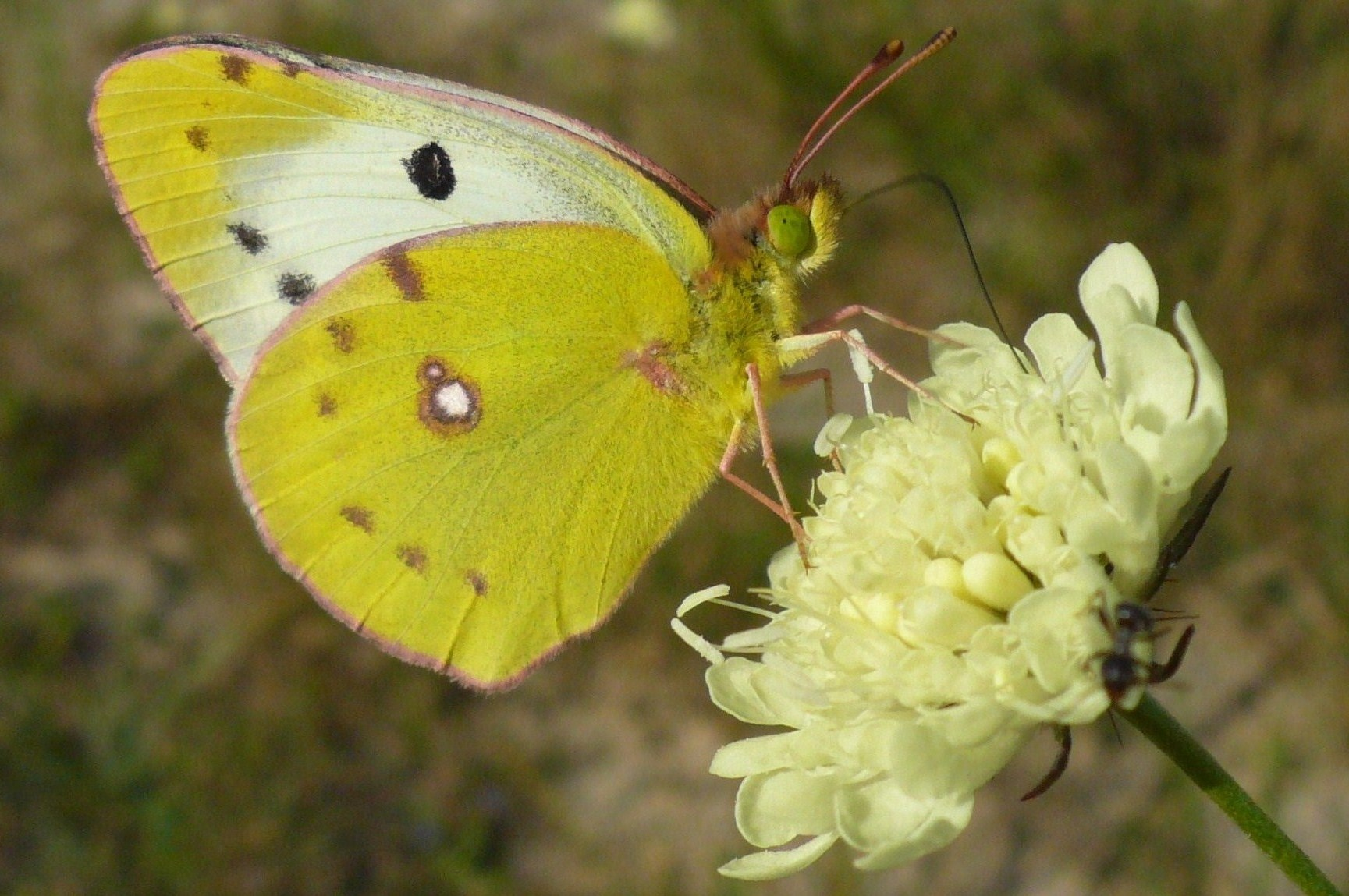
Szlaczkoń siarecznik na poligonie WAT

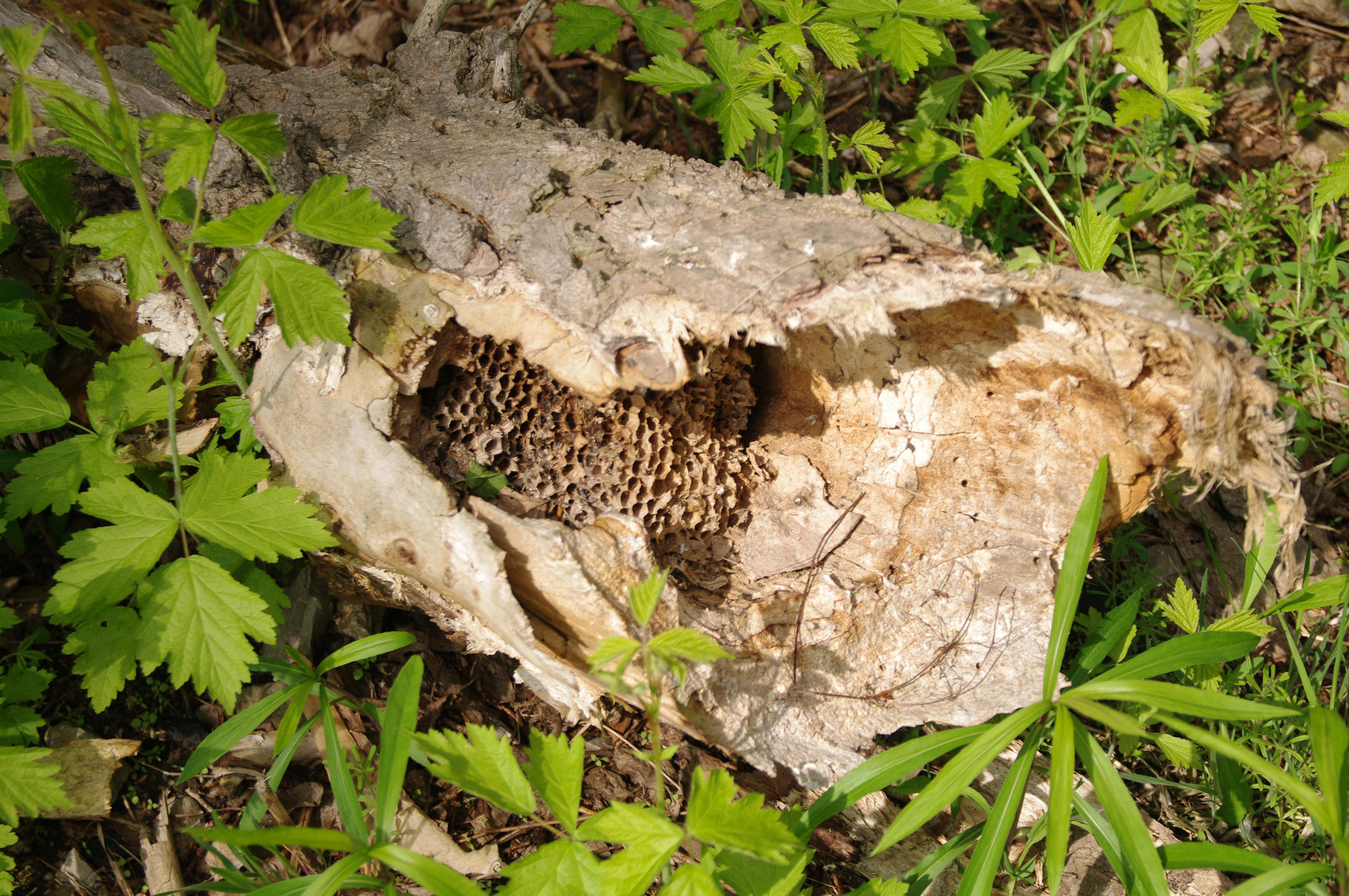
Gniazdo pszczół w pniu zwalonego drzewa (w dawnej dziupli ptasiej)

Najbardziej charakterystycznym gatunkiem ważki Lasu Bemowskiego jest żagnica sina – duża, szybko latająca ważka, której dorosłe osobniki latają często nad ścieżkami leśnymi. Fauna ważek ogólnie jest do zbadania.
Królestwem prostoskrzydłych są niewątpliwie suche, bogate gatunkowo łąki poligonu WAT. Żyje tu zwłaszcza dużo okazałych pasikoników, a ponadto świerszcz polny i siwoszek błękitny – lubiący piaski konik polny, błyskający w skokach niebieskimi spodnimi skrzydłami. W okolicy lasu spotykano turkucia podjadka i niemal na pewno żyje on na leśnych łąkach i ogródkach działkowych. Spośród pluskwiaków Lasu Bemowskiego, niewątpliwie do najbardziej rzucających się w oczy należy strojnica baldaszkówka, która nie dość, że ubarwiona jest czerwono-czarne pasy, to jeszcze kontrastuje z białymi przeważnie kwiatostanami roślin baldaszkowatych, na których zwykle się ją spotyka. Bardzo liczne i różnorodne pluskwiaki zamieszkują właśnie suche murawy poligonu WAT.
Las Bemowski z dużą ilością rozkładającego się drewna stanowi doskonałe środowisko dla chrząszczy-drewnojadów. Ich fauna nie została jeszcze dobrze poznana, ale z pewnością należy do nich chrabąszcz kruszczyca złotawka i kózka baldurek pręgowany. Najbardziej widowiskowym chrabąszczem jest ogrodnica niszczylistka, odbywająca rójkę w dzień, na otwartych, nasłonecznionych przestrzeniach. Na liściach olch masowo żeruje hurmak olszowiec, a na poligonie WAT można spotkać rozmaite złotki. Najbardziej jednak rzucają się w oczy żuki gnojowe, które łatwo jest zauważyć na ścieżkach leśnych.
W Lesie Bemowskim żyje bardzo wiele motyli dziennych, ale poza okresem wczesnej wiosny dominują gatunki suchych polan leśnych, jak dostojki (głównie perłowce) czy kraśnik sześcioplamek. Motyle bardziej wilgociolubne spotyka się w częściej przed pojawieniem się liści na drzewach, i to w samych lasach, co wiązać się musi z tym, że lasy te są miejscem ich zimowania. W okresach masowych pojawów częsta jest na łąkach Lasu Bemowskiego rusałka osetnik. Na łąkach na zachód od lasu można spotkać czerwończyka nieparka. Rzadkimi w Lesie Bemowskim motylami są natomiast: rusałka żałobnik (mieszkanka suchych lasów sosnowych), pazik brzozowiec (na kwiatach ostrożni na brzegach lasów), szlaczkonie sylwetnik (łany lucerny) i siarecznik, paź królowej, a także paź żeglarz. Wiosną w lepiej oświetlonych miejscach można spotkać często zorzynka rzeżuchowca. Głównym miejscem występowania motyli dziennych jest poligon WAT, który niezależnie od wielkiego bogactwa tutejszych motyli łąkowych jest głównym na Bemowie miejscem rozmnażania się mieniaka strużnika (częsta tu osika dostarcza żeru gąsienicom). Charakterystycznymi dla tego właśnie miejsca gatunkami są: strzępotek ruczajnik i modraszek korydon. W dzień w rejonie Lasu Bemowskiego lata także podobny do kolibra fruczak gołąbek. Fauna motyli nocnych jest słabo poznana.
Dziuple w drzewach, wykute przez dzięcioły, wykorzystują niekiedy dziko żyjące pszczoły. Spośród muchówek, warto wspomnieć o żywiącym się krwią ssaków strzyżaku jelenim. Jest to płaski, trudny do rozgniecenia owad. Łatwo traci skrzydła, które odpadają po odnalezieniu żywiciela, a wtedy przypomina maleńkiego kraba.

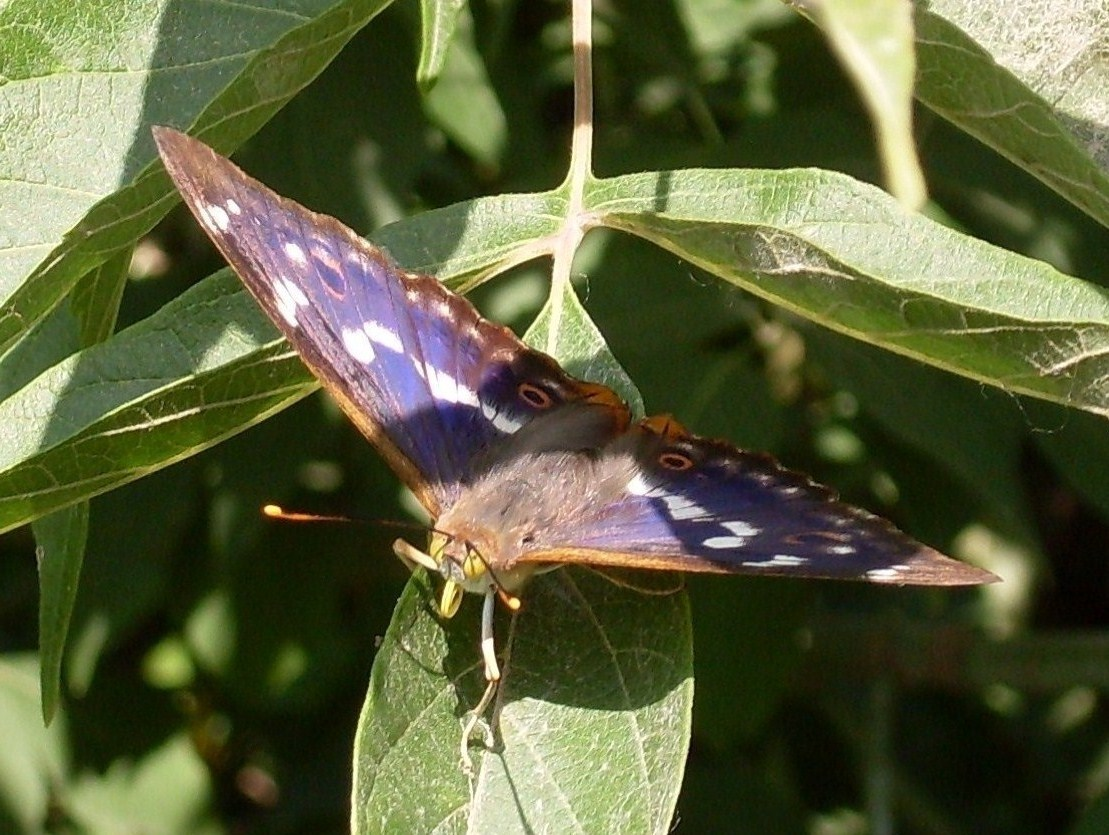
Samiec mieniaka strużnika w okolicach Lasu Bemowskiego
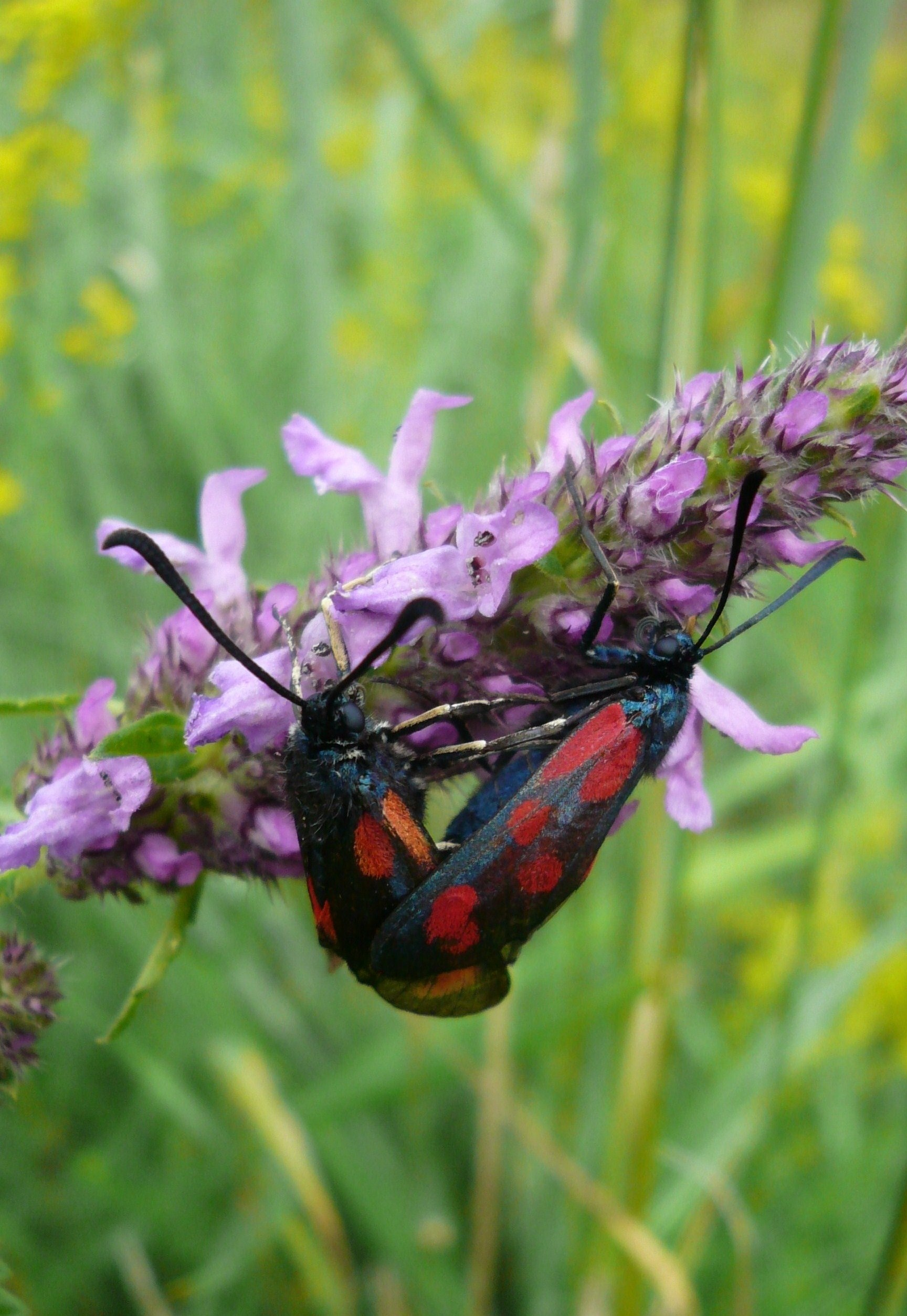
Kraśniki sześcioplamki na poligonie WAT
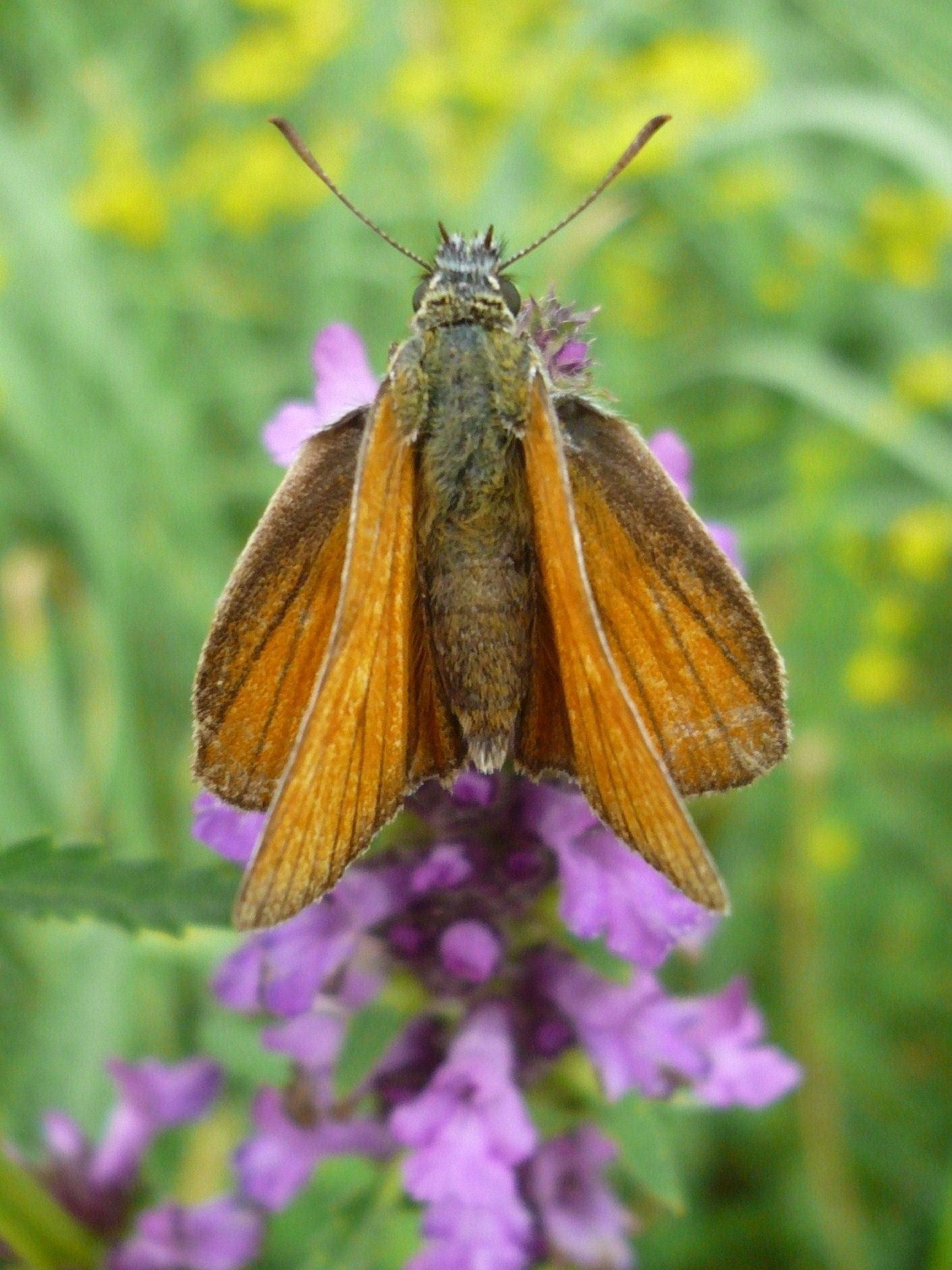
Karłątek ryska na poligonie WAT
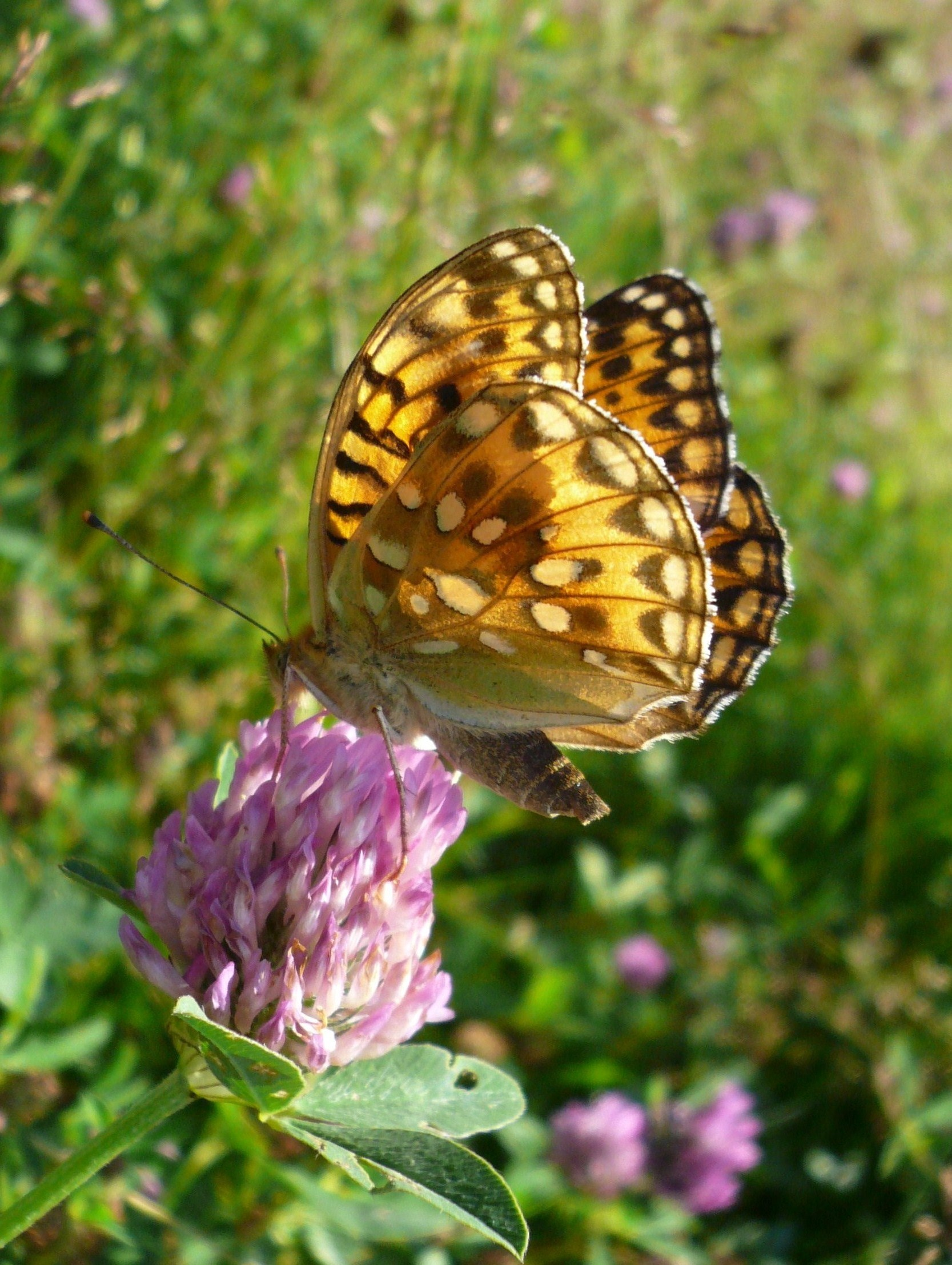
Rzadki w Lesie Bemowskim perłowiec większy na poligonie WAT
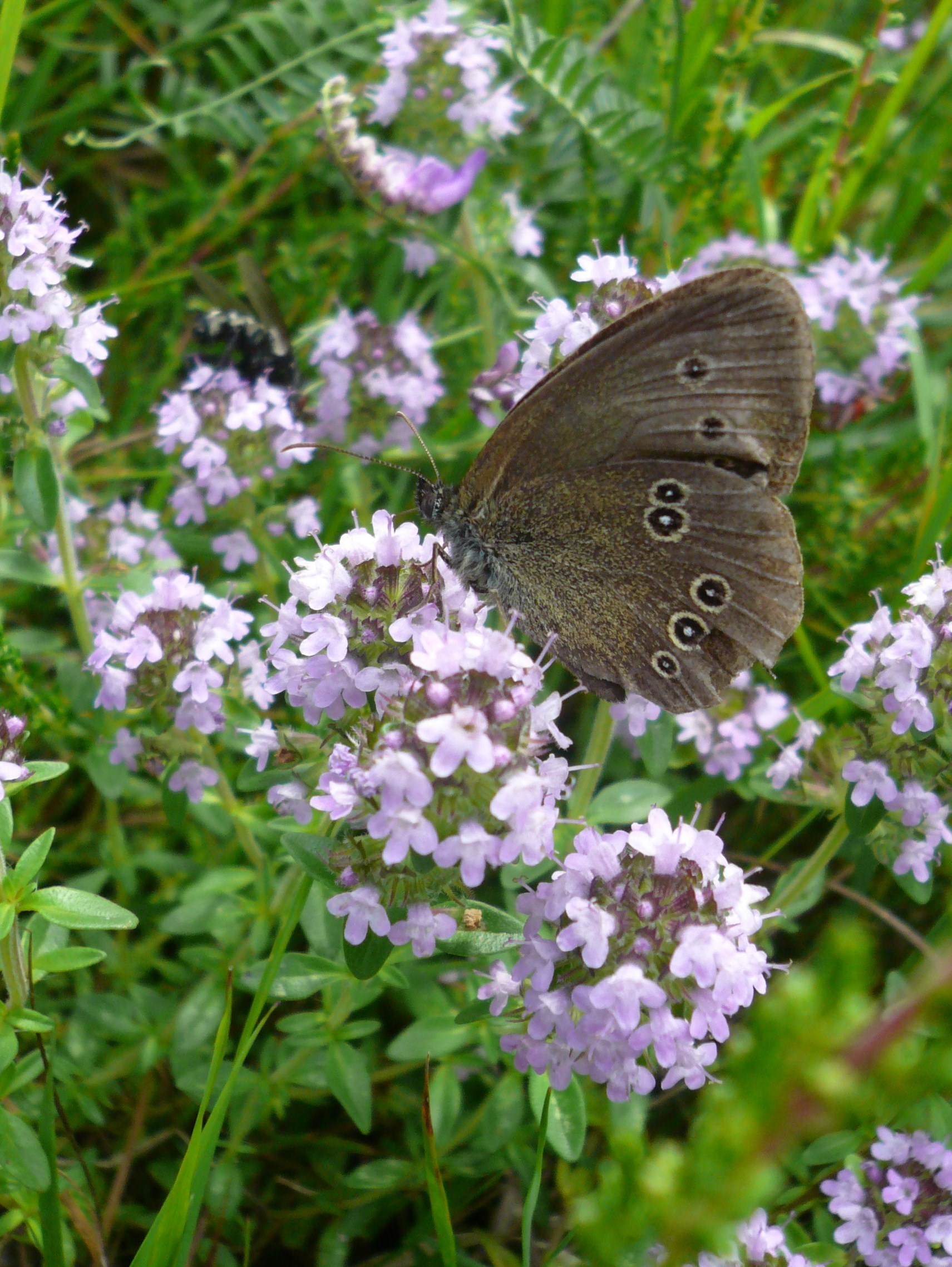
Przestrojnik trawnik na macierzance piaskowej na poligonie WAT
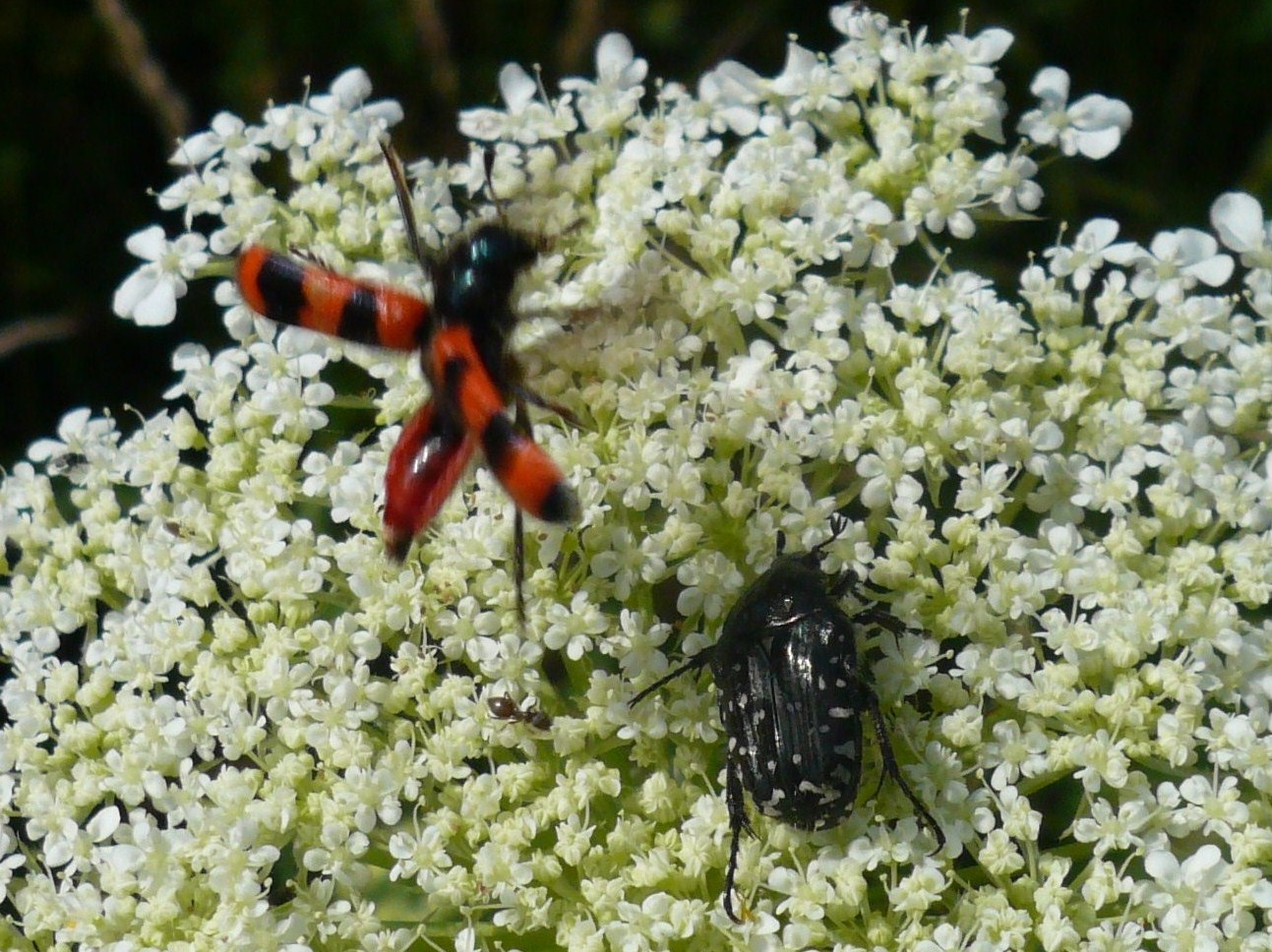
Chrząszcze barciel (w locie) i łanocha pobrzęcz w okolicy Lasu Bemowskiego
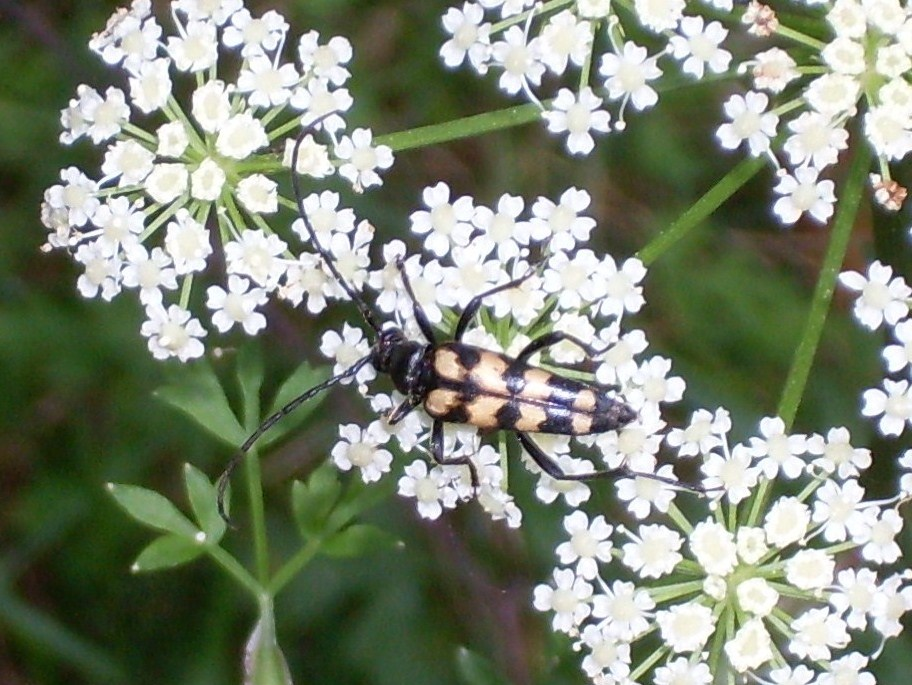
Baldurek pręgowany w okolicy Łosiowych Błot

### Inne bezkręgowce

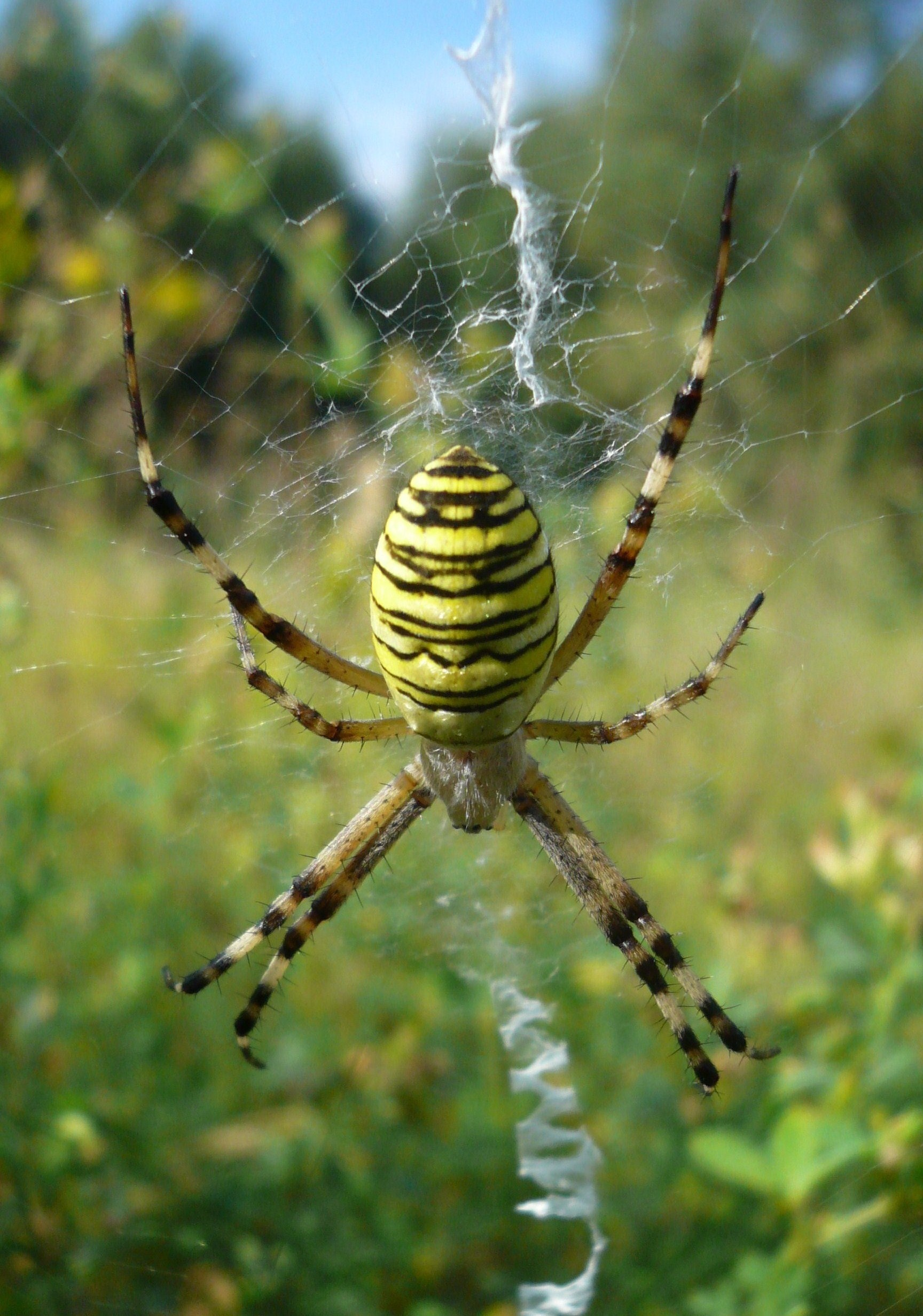
Samica tygrzyka na poligonie WAT

Najbardziej interesującymi grupami bezkręgowców Lasu Bemowskiego są, poza owadami, pajęczaki lądowe i bezkręgowce wodne. Spośród pajęczaków lądowych warto zwrócić uwagę na pająka tygrzyka paskowanego, zamieszkującego masowo poligon WAT. Co ciekawe, jest to środowisko suche, choć pająk ten preferuje miejsca wilgotne. Innym interesującym pająkiem Lasu Bemowskiego jest występujący na większych polanach kwietnik, którego samice potrafią zmieniać ubarwienie, dostosowując je do otoczenia, a także do rodzaju łowionych właśnie owadów.
Bezkręgowce wodne fosy fortu Radiowo nie zostały zbadane, ale wiadomo, że przynajmniej niektóre niewysychające, zasilane stale wodą bagna mają faunę bardzo zbliżoną do stałych zbiorników. Żyją tu więc np. ośliczki, wodopójki (ciemniej ubarwione, niż ich krewniaczki ze stawów) i – spośród owadów – chruściki. W nielicznych tylko prawdopodobnie spośród wysychających bagien i oczek wodnych w niektórych latach wiosną można znaleźć przekopnice oraz zadychrę pospolitą.
Prócz tych dwóch grup, wartymi wspomnienia bezkręgowcami są podobne do stonóg, lecz niebędące skorupiakami, tylko dwuparcami lądowe skulice.

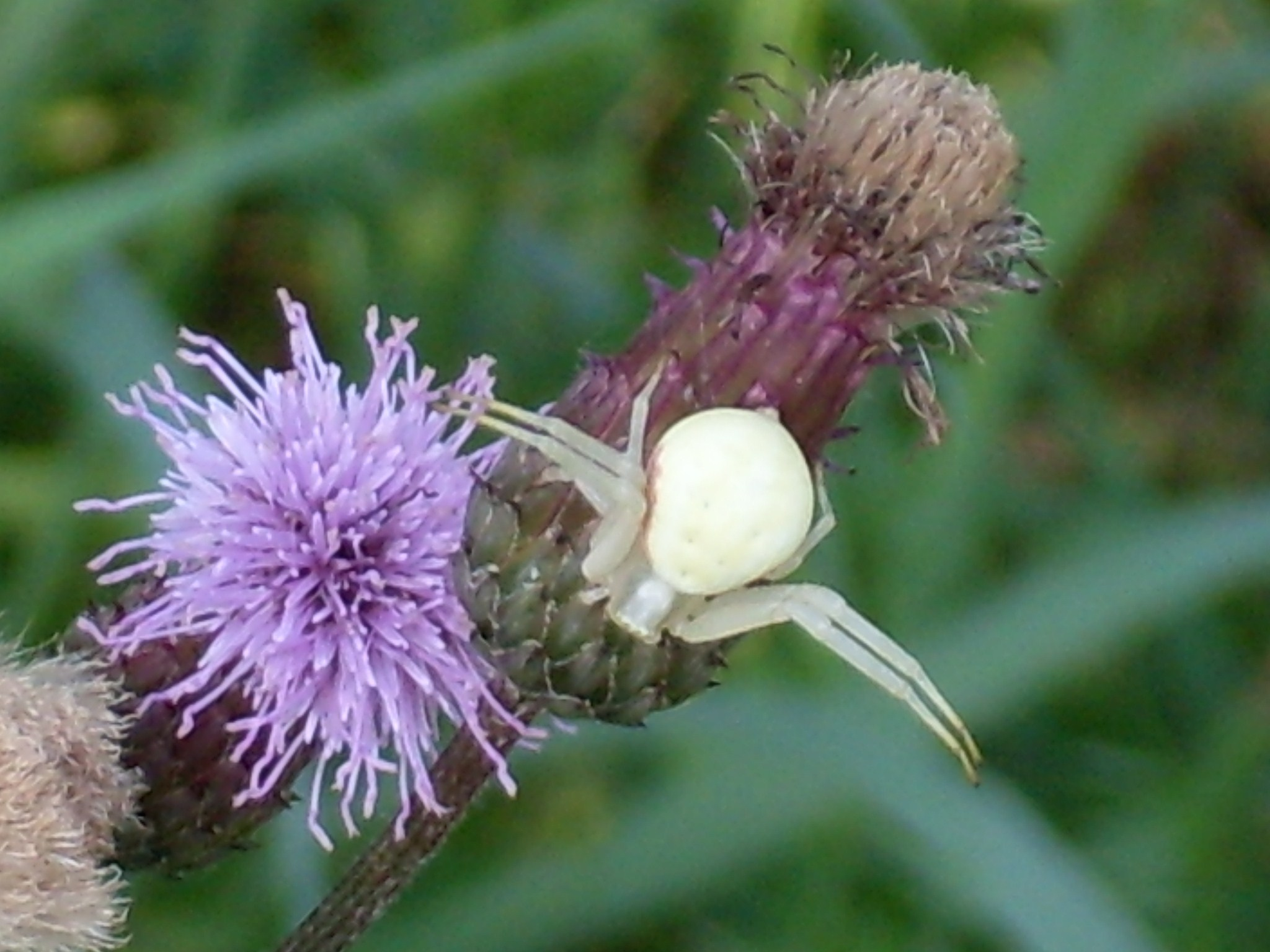
Pająk kwietnik na poligonie WAT
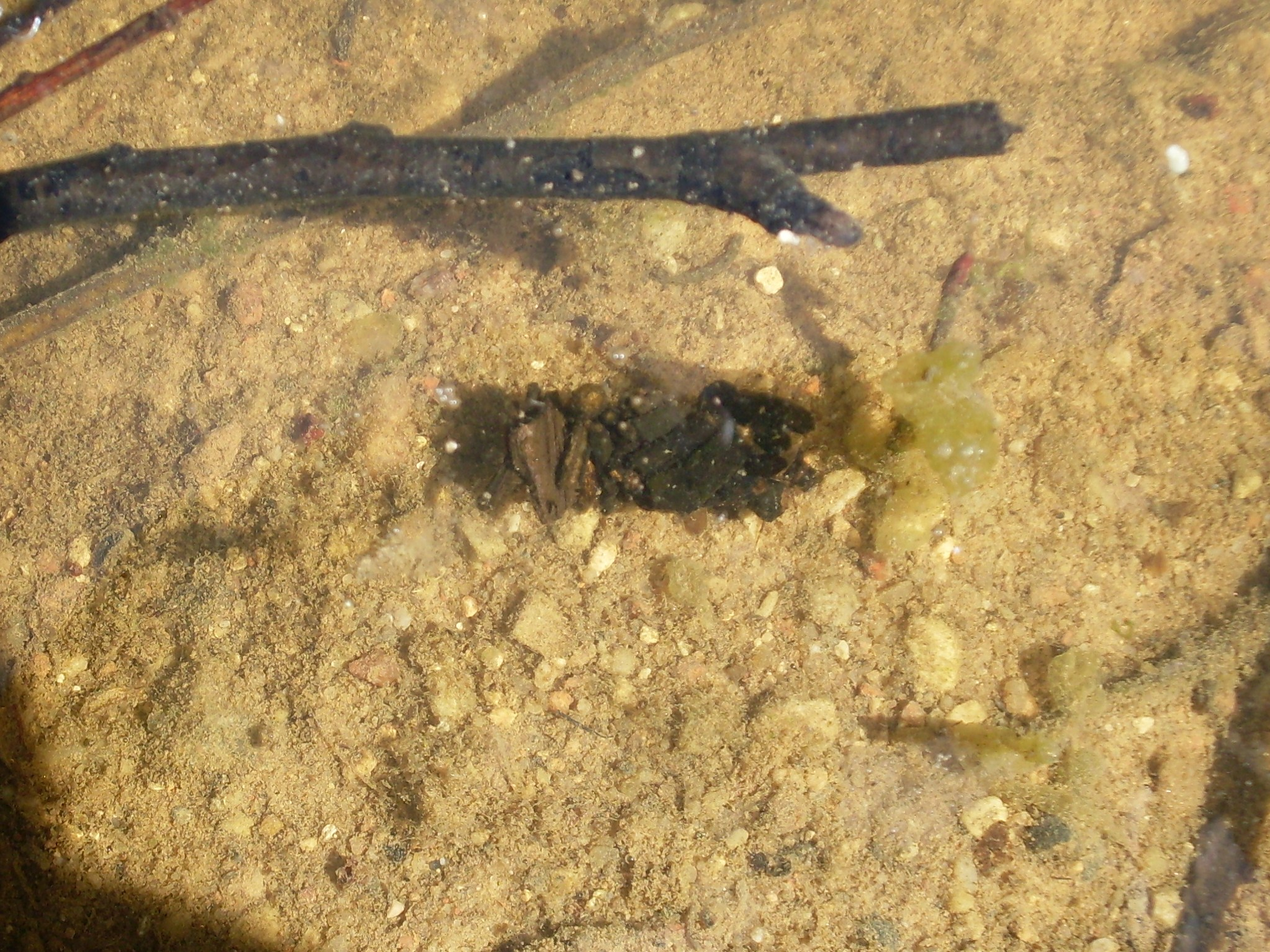
Larwa chruścika domkowego w naturalnym środowisku
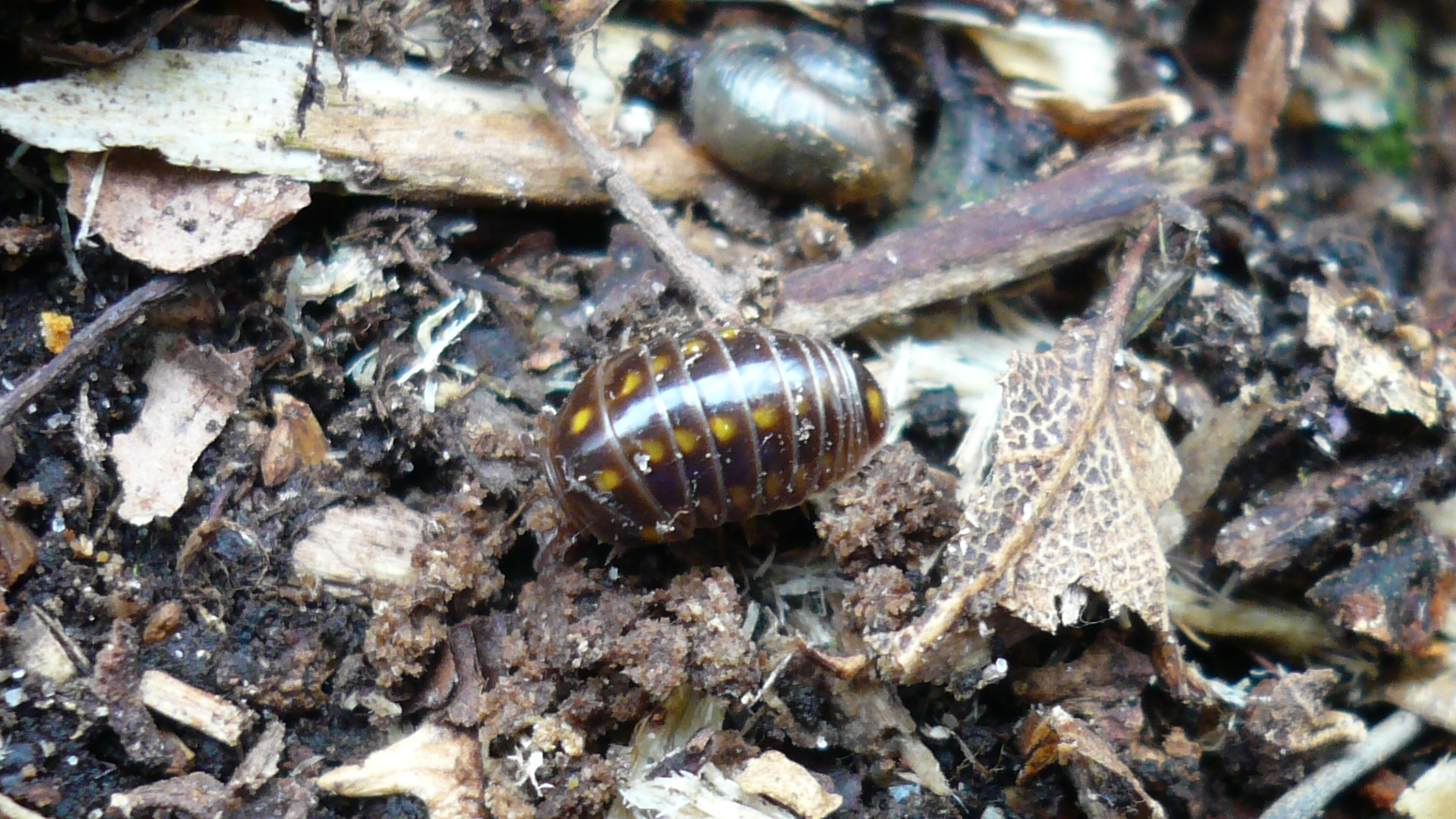
Skulica

## Zagrożenia dla przyrody i zabytków

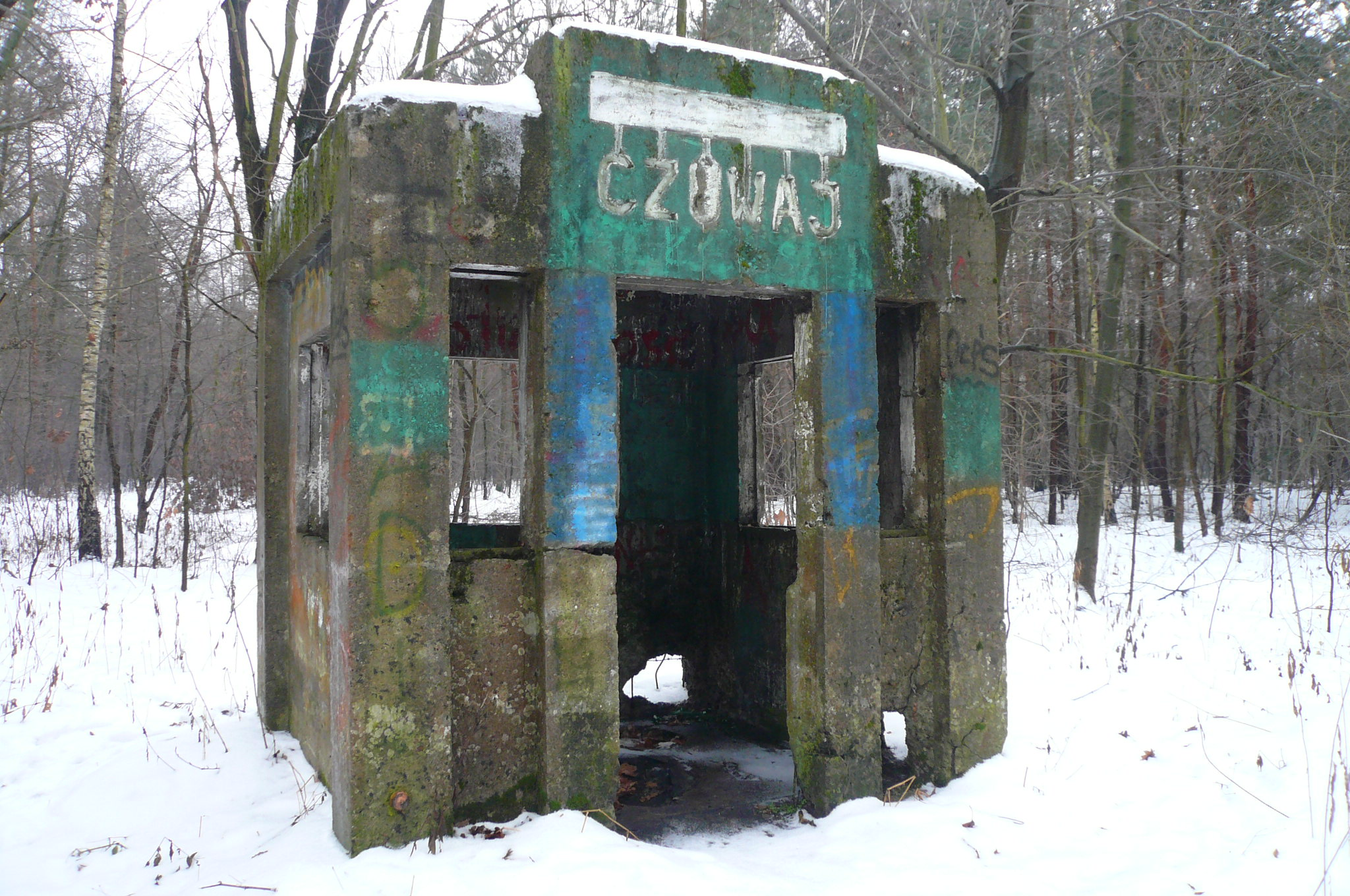
Pomalowana przez chuliganów budka strażnicza „czuwajka”

Podstawowym zagrożeniem dla przyrody jest nadmierne zabudowywanie okolic Lasu Bemowskiego. Likwidacja lub trwałe pozbawienie walorów wypoczynkowych większości terenów zielonych Bemowa skierowało mieszkańców tej dzielnicy właśnie na obszar Lasu Bemowskiego, co poskutkowało nadmiernym ruchem turystycznym na jego obszarze. Jeden z deweloperów usiłował również umieścić w środku Lasu Bemowskiego, na byłym terenie wojskowym, osiedle komercyjne, ale na szczęście nie udało się tego zrealizować. Zagrożony jest również korytarz ekologiczny łączący las z Puszczą Kampinoską, jaki stanowią łąki między Janowem a Klaudynem. Ich przecięcie musiałoby oznaczać m.in. ustąpienie z lasu łosia, ponieważ Las Bemowski jest zbyt mały dla samodzielnej populacji tego ssaka.
Pozostałości Transatlantyckiej Centrali Radiotelegraficznej znajdują się w Rejestrze Zabytków Województwa Mazowieckiego. Fort Radiowo należy natomiast do Wojska Polskiego.